# Catedral de Amiens
La catedral de Nuestra Señora de Amiens (en francés: cathédrale Notre-Dame d'Amiens) es una iglesia catedral de culto católico bajo la advocación de Nuestra Señora en la ciudad francesa de Amiens, en el departamento del Somme. Es la catedral con la que se cierra el ciclo de catedrales del período del gótico clásico. Su construcción se inició en 1220, sobre otra anterior de arquitectura románica destruida por un incendio. La fecha que se utiliza como el final de la construcción de la catedral es 1288, aunque las torres de la fachada occidental aún tardarían en terminarse (la torre sur se completó en 1366, y la norte en 1402). Sin embargo, la edificación fue en general bastante rápida en sus partes principales. Ello dio a la catedral gran unidad arquitectónica, la cual rara vez se da en otras.
Fue diseñada con una planta de cruz latina. Tiene el crucero centralizado y la nave central está decorada con un rosetón sobre un friso de esculturas que recorre el frontal oeste. La fachada occidental consta de tres pórticos monumentales con profundas arquivoltas, rematadas con gabletes. Esta fachada muestra un gran programa iconográfico de esculturas que comprende buena parte de los episodios del Antiguo y Nuevo Testamento, por lo que es conocida como la «Biblia de Amiens». Las torres que se encuentran en ambos lados de la fachada fueron construidas entre 1366 y 1401, más de un siglo después del comienzo de las obras en 1220.
Construida bajo la influencia estilística de Notre-Dame de París y Notre-Dame de Chartres, es la mayor y más alta de todas las catedrales góticas francesas —alcanza los 42,3 metros bajo bóveda, cerca del máximo soportable para este tipo de arquitectura—.
Incluye también elementos de las fases siguientes del estilo gótico, el gótico radiante, en particular la cabecera, y del gótico flamígero el rosetón, la bóveda septentrional, la galería entre el coro y el trascoro y los estalos. Su longitud en el exterior es de 145 metros. Fue declarada monumento histórico en Francia en 1862 y está registrada desde 1981 como Patrimonio de la Humanidad por la Unesco.

## Historia

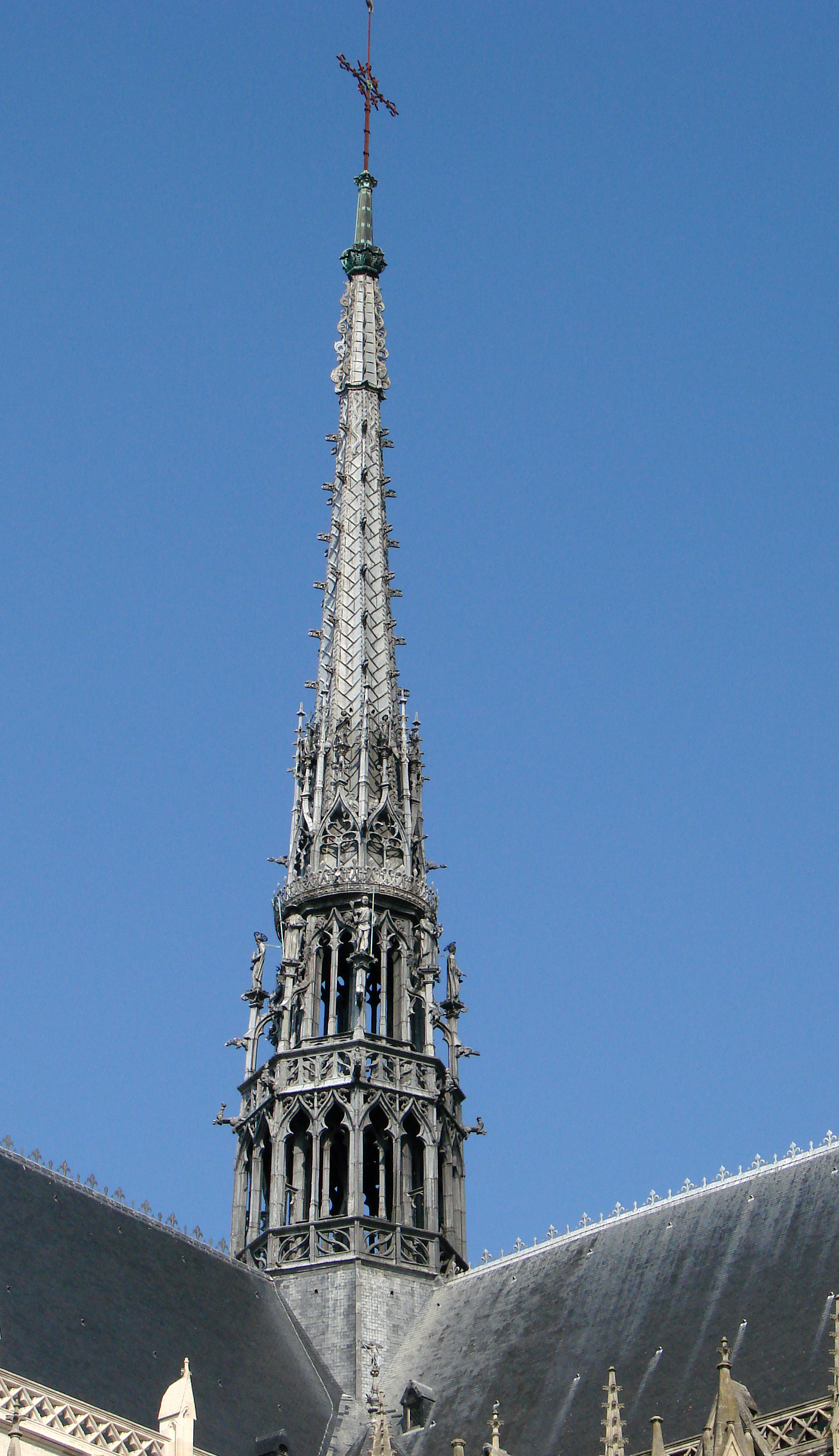
La flecha es el punto más alto de la catedral, la primera consta de finales del

La catedral actual ocupa un emplazamiento donde anteriormente hubo varios templos sucesivos. El primer edificio data de finales del siglo III, en la época galo-romana, y durante los siguientes nueve siglos se construyeron varias catedrales. Varias veces el fuego las redujo a cenizas. Este fue quizá el caso en el año 850, durante la invasión normanda, a continuación en 1019 y nuevamente en 1107. Después de este siniestro una nueva iglesia, románica, fue erigida en 1152 y consagrada por el obispo de Reims, de la que no se posee ningún documento para determinar cómo era.
El 17 de diciembre de 1206, un caballero cruzado de Picardía, llamado Wallon de Sarton, canónigo de Picquigny que durante la cuarta cruzada en el sitio de Constantinopla por los cruzados en 1204 había logrado robar la reliquia del cráneo de san Juan el Bautista, que transportó a Amiens donde fue recibido por el obispo Richard Gerberoy. Muy rápidamente, la reliquia fue objeto de un peregrinaje importante, muchos príncipes franceses y extranjeros fueron a honrarlo. Pero la cabeza del santo atrajo también a personas afectadas de sordera, mudez, ceguera y sobre todo a las personas con el «mal de San Juan», es decir, que padecían epilepsia. Esta afluencia dejó rápidamente muy pequeña la catedral románica.
En 1218, un rayo cayó sobre la torre de la antigua catedral y prendió fuego a las estructuras. El techo ardió con una rapidez asombrosa, y pronto se derrumbó todo el edificio por las llamas. El obispo Évrard de Fouilloy decidió levantar una nueva catedral, no solo mucho más grande y más bella que la anterior, sino también sin precedentes entre los otros santuarios de la cristiandad. También era necesario que la nueva catedral, con su programa iconográfico, fuera un verdadero libro en piedra que promoviera la enseñanza de la religión al pueblo cristiano, así es como se habla de la «Biblia de Amiens». Y frente a este enorme desafío, el obispo escogió como arquitecto a Robert Luzarches.

### Construcción (1220-1288)

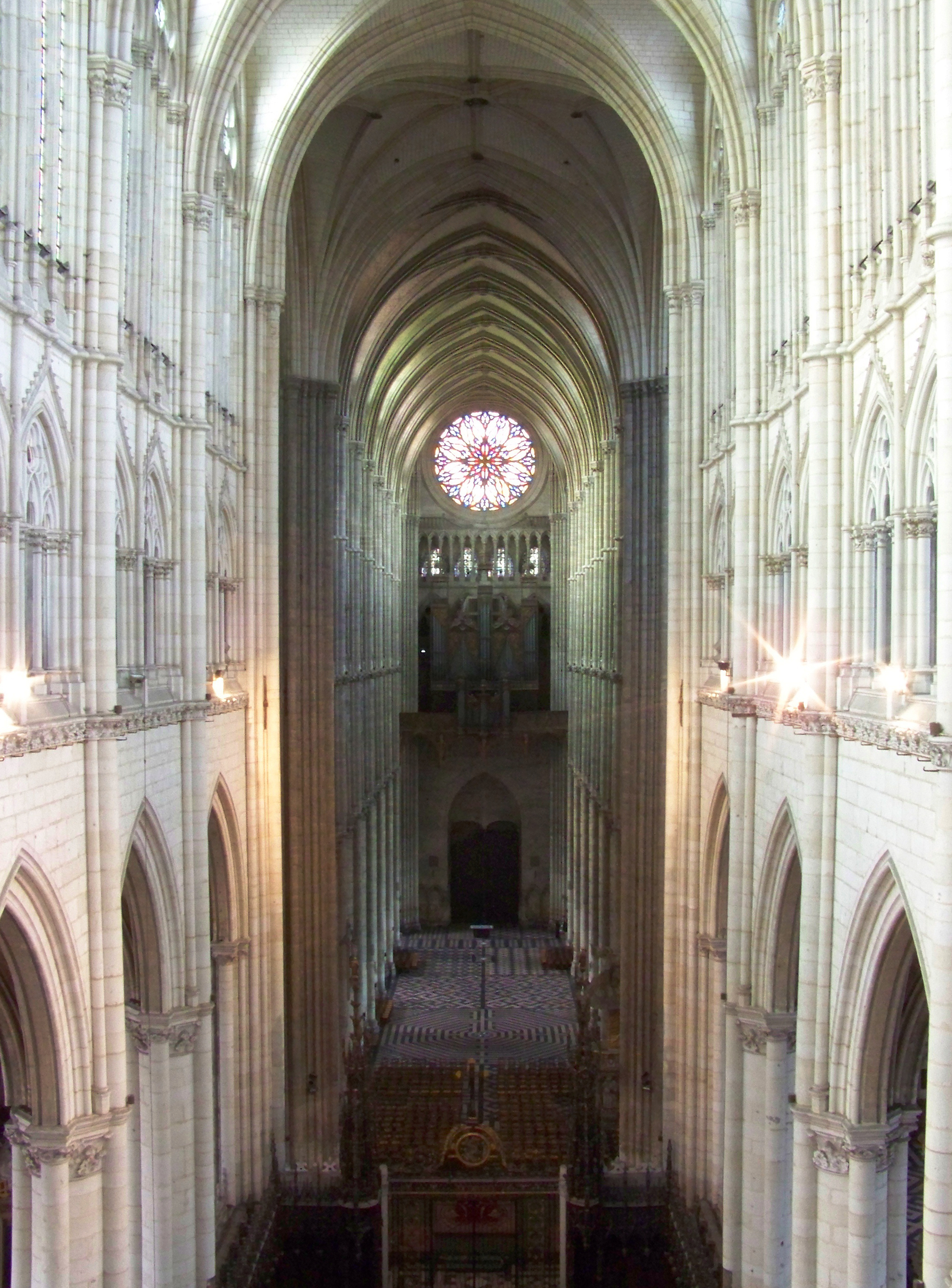
La parte más antigua del edificio, la nave, con una altura de 42,3 metros. Vista desde el triforio del coro

Su construcción fue relativamente rápida, atendida su grandiosidad y por otras dificultades, como la compra de los terrenos necesarios. La obra se inició por el transepto sur en 1220. Poco antes la población de la ciudad había aumentado considerablemente; las murallas fueron ampliadas hacia el este en 1190 y poco después, en 1193 hacia el sur. La cimentación se hizo a nueve metros bajo tierra, que es una de las cimentaciones más profundas y seguras de las catedrales europeas. Cuando se comenzó su construcción, había una serie de edificaciones en sus inmediaciones: al este —(zona de la cabecera del templo— la muralla, que hubo que comprar los terrenos al municipio para trasladarla; al norte —zona del transepto norte— un hospital dedicado a San Juan Bautista, que hubo que trasladar; al noreste —entre el transepto norte y la cabecera— había una iglesia dedicada a San Fermín el confesor. El cabildo catedralicio pensaba utilizar temporalmente el coro de la antigua iglesia románica. Contrariamente a habitual, el trabajo se inició por la nave, (aunque otras catedrales fueron empezadas también por la nave, como la de Soissons o la de Tournai) desde la fachada occidental, por las dificultades encontradas con el derribo de la antigua iglesia de San Fermín.
A comienzos del siglo XIII, bajo el reinado de Felipe II de Francia (1180-1223), Amiens vivía una gran prosperidad. La ciudad aprovechó la ventaja de su proximidad a Flandes, cuyo negocio textil estaba en auge, y que tenía las «ferias de Champagne» que se organizaban anualmente, también muy cercanas. Fue el comercio de la planta yerba pastel, que se utilizaba para teñir telas y era cultivada en la región, lo que aseguró a la burguesía de Amiens la base de su fortuna, pues tenía el monopolio y su obispado participó de la prosperidad general. Los generosos colaboradores no faltaron, y los recursos de la diócesis permitieron financiar este gigantesco proyecto.
El arquitecto Robert Luzarches y el obispo Evrard Fouilloy fallecieron en 1222, y el nuevo obispo, Geoffroy d'Eu, confió el seguimiento de las obras a Thomas Cormont. Las donaciones llegaban de todos lados y la construcción avanzó rápidamente. En 1228, los muros de la nave ya se encontraban en el nivel del nacimiento de las bóvedas; ese mismo año Renaud Cormont sucedió a su padre como contratista principal y la nave se completó alrededor de 1230. En 1236, a la muerte de Geoffroy d'Eu, la gran fachada se elevaba hasta las cornisas situadas por encima de la cubierta y la base del crucero estaba construida. El nuevo obispo Arnoult comenzó el coro y las capillas radiales. Pero a partir de 1240, los fondos escasearon y los trabajos se fueron haciendo más lentos. Se pudo, sin embargo, completar la girola, donde Arnoult fue enterrado en 1247.
El siguiente obispo, Gerard de Coucy, no impulsó mucho los trabajos, que se redujeron bastante entre 1247 y 1258. Ese año la catedral sufrió un incendio que devastó las capillas absidiales, el incidente tuvo el efecto de mover el entusiasmo de los constructores y mecenas, y se reanudaron los trabajos a buen ritmo hasta 1269, que fue cuando el coro se terminó. La catedral gótica, por tanto estaba terminada, aunque las torres no fueron completadas. Casi dos décadas más tarde, el obispo Guillaume de Mâcon todavía elevó una flecha (la primera) y realizó varias pequeñas modificaciones en el coro y en el ábside, estos trabajos se terminaron en 1288. Ese año, se creó el «pavimento del laberinto», todavía bajo la dirección de Renaud Cormont.
El año 1288 es la fecha que se utiliza como el final de la construcción de la catedral, aunque las torres de la fachada no se habían terminado. Sin embargo, la edificación fue en general bastante rápida en sus partes principales. Ello dio a la catedral gran unidad arquitectónica, la cual rara vez se da en otras. La construcción de la catedral de Amiens fue muy importante para la racionalización de los trabajos medievales y la talla en serie de las piedras. Desde el inicio de la construcción, Robert Luzarches había diseñado cuatro tipos diferentes de piedras para producir en serie. Las piedras utilizadas provenían especialmente de las grandes canteras de Picquigny que pertenecían a los canónigos de esta parroquia. Un contrato que data de 1234 y que ha sobrevivido, informa la imposición de cincuenta libras parisinas durante once años para pagar a los canónigos de Picquigny. También se utilizaron piedras de las canteras de Croissy, Bonneleau y Doméliers, todas fueron transportadas por barco por el río Somme hasta Amiens.

### Desde 1288 hasta 1499

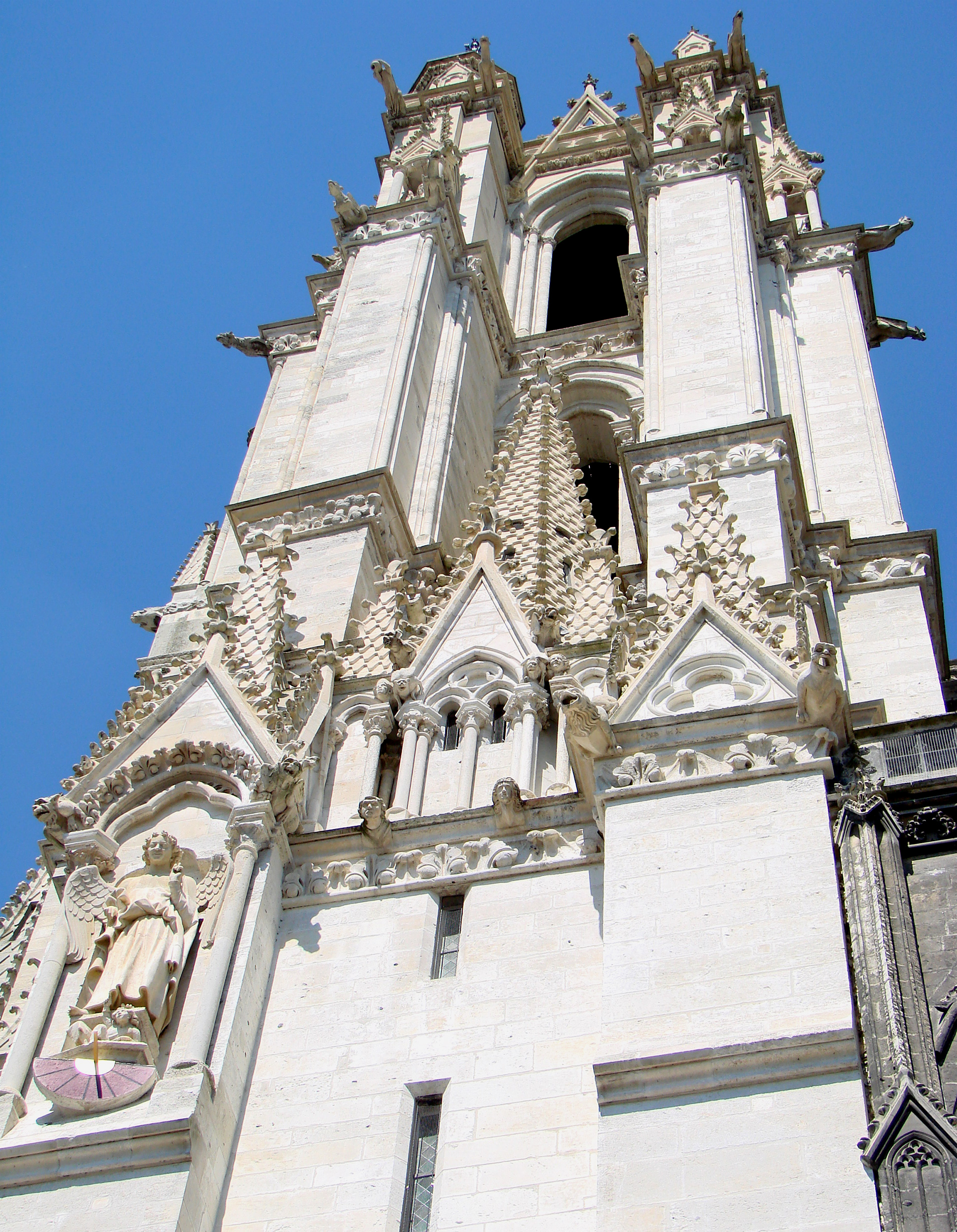
La torre sur fue completada el año 1366

Desde 1290 a 1375, se construyeron las capillas laterales, no previstas en el plano original. Para su construcción se tuvieron que alargar los contrafuertes de las naves y en los espacios resultantes se colocaron las capillas. Son once en total, seis en el lado del Evangelio y cinco en el lado de la Epístola, las más antiguas se realizaron desde el transepto hacia la fachada occidental.
La torre sur de la catedral se completó en 1366. La torre norte, que planteó algunos problemas, debido a la inclinación del terreno en 1375 debió de pararse su construcción, hasta que finalmente en 1402 se logró su coronación. En 1385 se celebró en la catedral la boda de Carlos VI de Francia y de Isabel de Baviera-Ingolstadt. El duque Carlos I de Borgoña, ansioso por capturar Amiens,[¿Por qué?] había establecido, en 1470, su campamento en Saint Acheul. Según explicó Olivier de la Marche, quedó tan deslumbrado por la grandeza del templo que prohibió expresamente a su artillería disparar contra el edificio.
En 1498, Pierre Tarisel fue nombrado maestro de obras (maistre des ouvrages de maçonnerie). Se dio cuenta de que un desastre inminente se estaba preparando y que podía provocar graves daños en la catedral. En esa época, ya se había olvidado el desastre que ocurrió en 1284 en la catedral de Beauvais, donde la parte central correspondiente al coro de 47 metros de altura, se había derrumbado. Se realizaron obras de emergencia para fortalecer los contrafuertes de la nave y el crucero, pues los grandes pilares del crucero recibían la carga de los enormes arcos, elevados a 42,30 metros.
Pierre Tarisel rodeó casi todo el edificio de una cadena de hierro fabricada en España. Esta cadena pasa por el triforio de la nave y los transeptos, rodeando casi todo el edificio. Se hizo en poco más de un año para resolver el problema, y sigue estando hoy en día. La catedral fue por lo tanto, no solo salvada en la época de una destrucción segura, sino que fue consolidada para los próximos siglos.

### Edad Moderna: desde 1500 a la Revolución

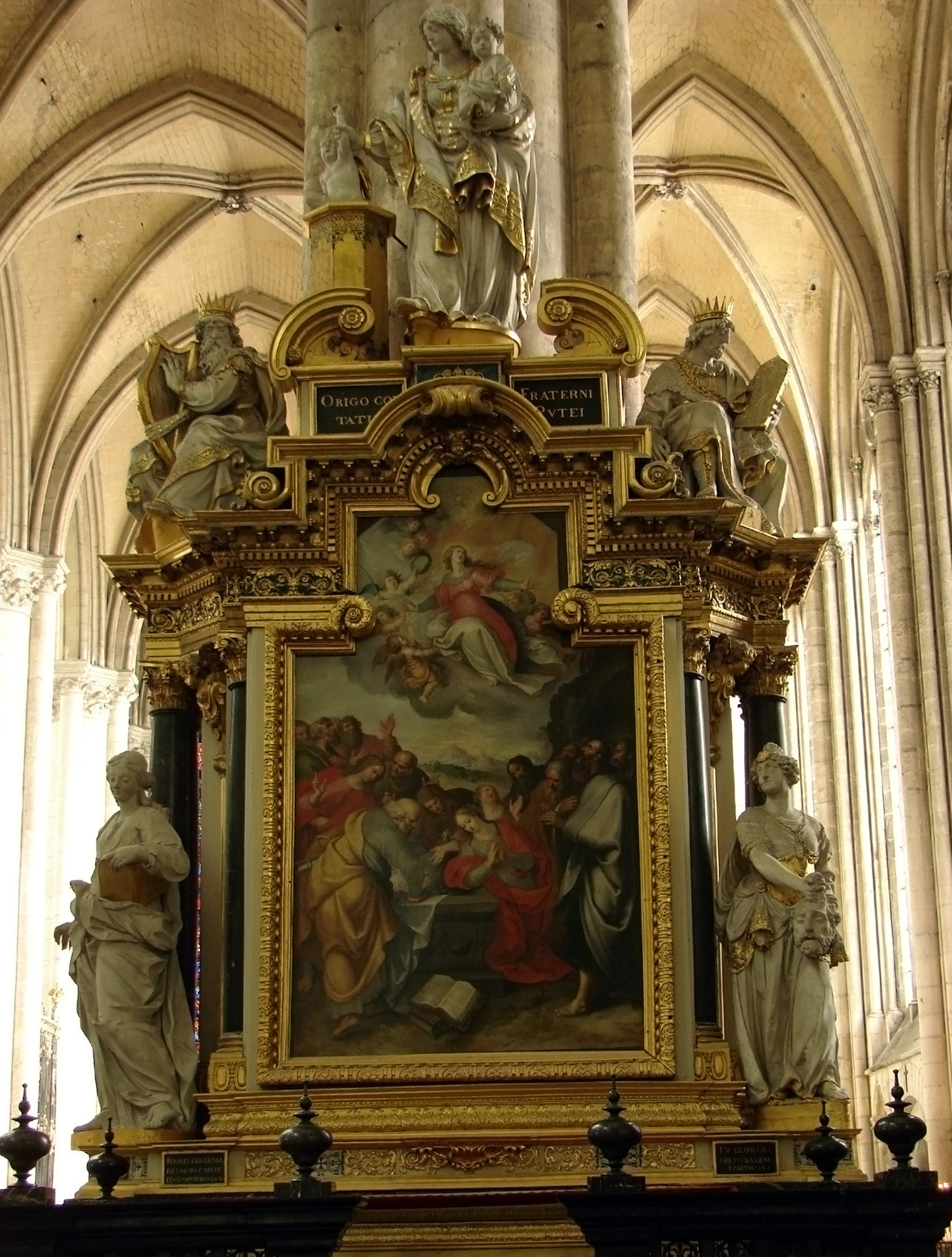
Capilla de Notre-Dame du Puy situada en el deambulatorio en el brazo sur del transepto. La estatua de la izquierda, santa Genoveva, fue transformada en «Diosa de la Razón» durante la Revolución Francesa

Desde 1508 hasta 1519 se llevó a cabo la creación de la magnífica sillería del coro. Su número original era de 120 asientos que ha quedado reducido a 110. En 1528, la torre de la catedral fue destruida por un rayo y se procedió a construir una nueva. Su altura se encuentra en 112,70 metros sobre el suelo.
El rosetón occidental, cuya cima está situada a 42 metros, fue reconstruido en el siglo XVI en estilo gótico, por orden del alcalde de la ciudad.
En el siglo XVIII, se procedió a una revisión importante de la decoración del coro. Así que el coro alto fue destruido en 1755 y el cierre del coro del siglo XV, fue al mismo tiempo en gran parte derribado y reemplazado por una reja, de Jean Veyren de acuerdo con los planos de Michel-Ange Slodtz. Esta obra maestra fue terminada en 1768. Estatuas y una notable cátedra barroca también fueron realizadas, todas estas innovaciones agotaron los presupuestos, y con ello el mantenimiento del edificio se descuidó gravemente. Las reparaciones se hicieron en los arbotantes del coro, pero por falta de dinero se dejaron pasar otras cosas necesarias.
Durante la Revolución francesa (1789-1799), la catedral de Amiens sufrió poco en comparación con otros templos franceses. La población supo conservar su patrimonio de los atentados por los vándalos de la Revolución, como los que tuvieron lugar en 1793 en la cercana ciudad de Arrest. Hubo unas pocas flores de lis, algunas cruces e incluso algunas estatuas que fueron eliminadas —incluyendo los pináculos de la sillería del coro que mostraban también una decoración con flor de lis—. Las grandes y pequeñas estatuas de diversos portales, así como la galería de los reyes se mantuvieron intactas. La catedral se convirtió en un «Templo de la Razón y la Verdad». Hoy podemos ver la estatua de Santa Genoveva, convertida en «Diosa de la Razón», en el altar de la capilla de Nuestra Señora del Puy, en la parte izquierda del brazo sur del crucero.

### Edad Contemporánea: desde la Revolución hasta elsigloXX
En el siglo XIX, el arquitecto Eugène Viollet-le-Duc, que había elaborado un informe sobre el alarmante estado de mantenimiento de la catedral, poco o nada conservada durante los siglos XVIII y XIX, procedió a una restauración a veces polémica del edificio, a lo largo de un período de veinticinco años. De hecho, hay elementos que incorporó al monumento que en la Edad Media nunca había poseído. Por ejemplo, en la parte superior de la fachada principal, construyó una galería para comunicar las dos torres: la galería de los Sonneurs.
En julio de 1918, pocos meses antes de que finalizase la Primera Guerra Mundial (1914-1918), la catedral fue atacada por el fuego de las tropas imperiales alemanas en la última ofensiva alemana en el este de Francia. Pero ante la insistencia del papa Benedicto XV, los alemanes cesaron de tomar el templo como un objetivo. La catedral fue salvada y poco después el ejército alemán se retiró quedando todo en orden. En el marco de la Segunda Guerra Mundial (1939-1945), en mayo de 1940, durante el bombardeo alemán que afectó seriamente la ciudad, la catedral fue también casi milagrosamente salvada.

### Restauración y policromía
En los portales de la fachada principal se realizaron en la década de 1990 importantes trabajos de conservación y limpieza, en el que se utilizó un método con láser. Con la aplicación de esta técnica se descubrió los restos de policromía original con la que estaba pintada toda la fachada, dando fin a una larga controversia de duda existente sobre ello. A principios del año 2001 buena parte de la fachada se encontraba tapada por andamios debido a otra restauración.
Desde el descubrimiento de la policromía y gracias a un sistema de láser multicolor se consigue recrear el edificio como había de encontrarse en la época medieval. El espectáculo, que se realiza durante todas las noches del verano y por Navidad, está acompañado por música y una explicación sobre las esculturas de los portales.

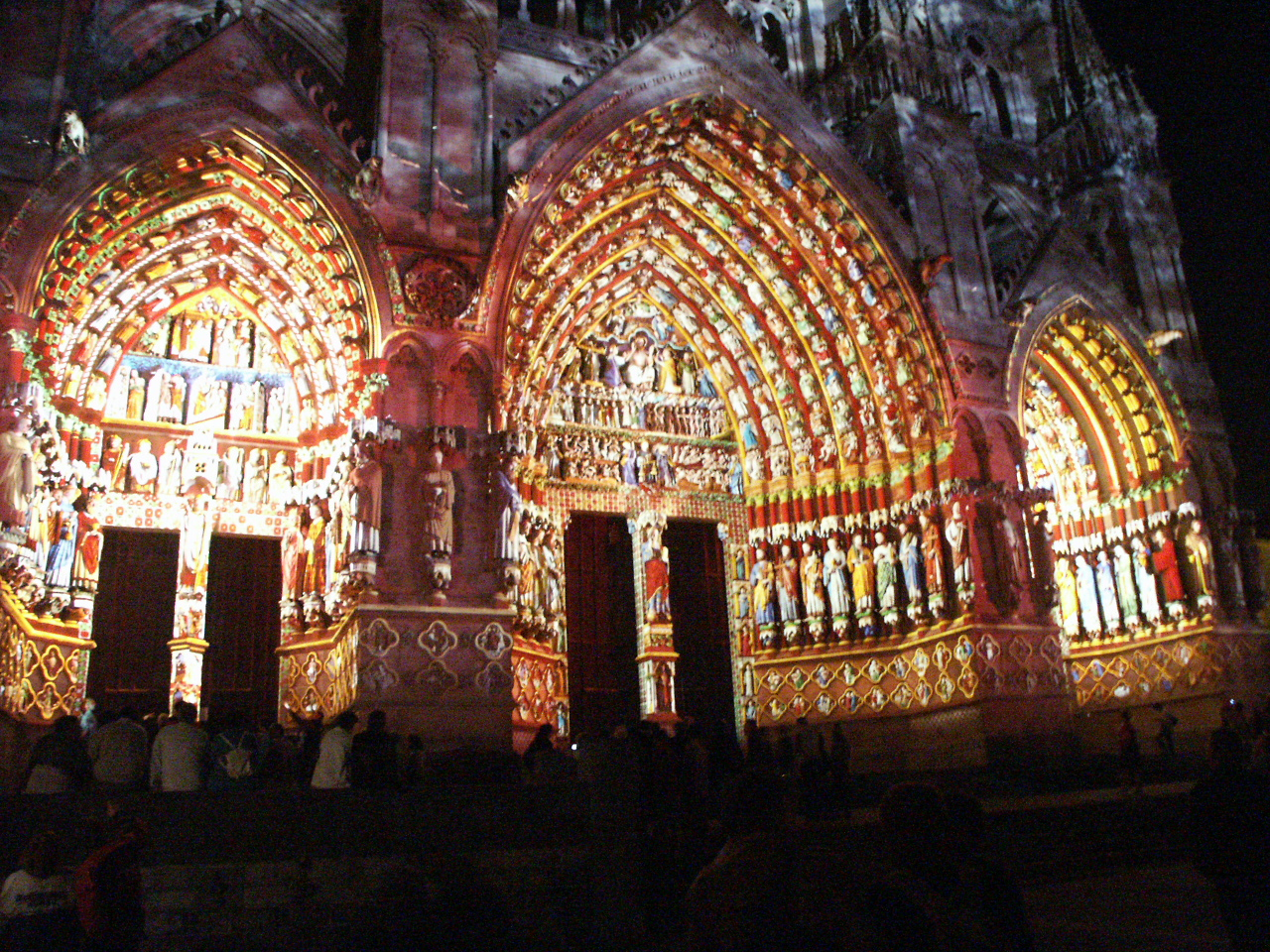
Policromía de la fachada
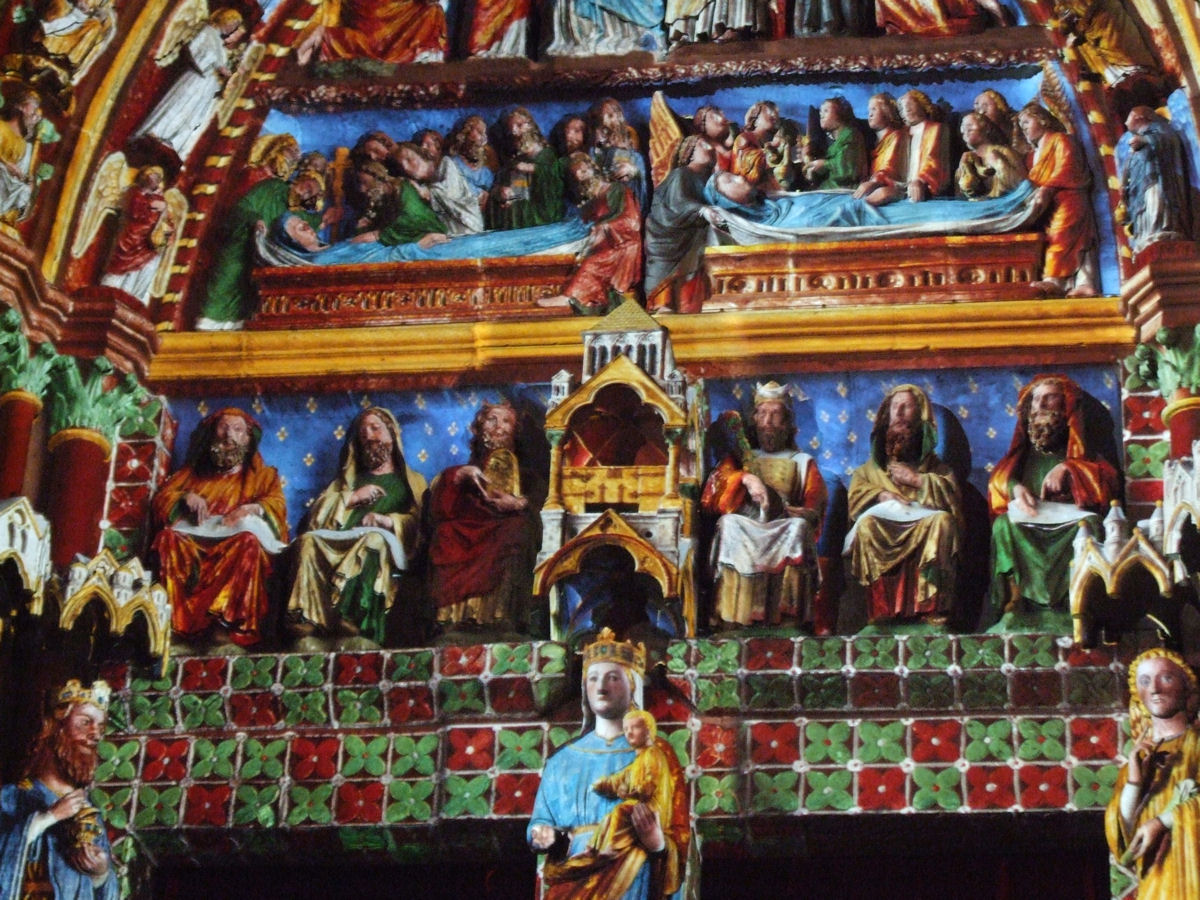
Tímpano del portal de Nuestra Señora
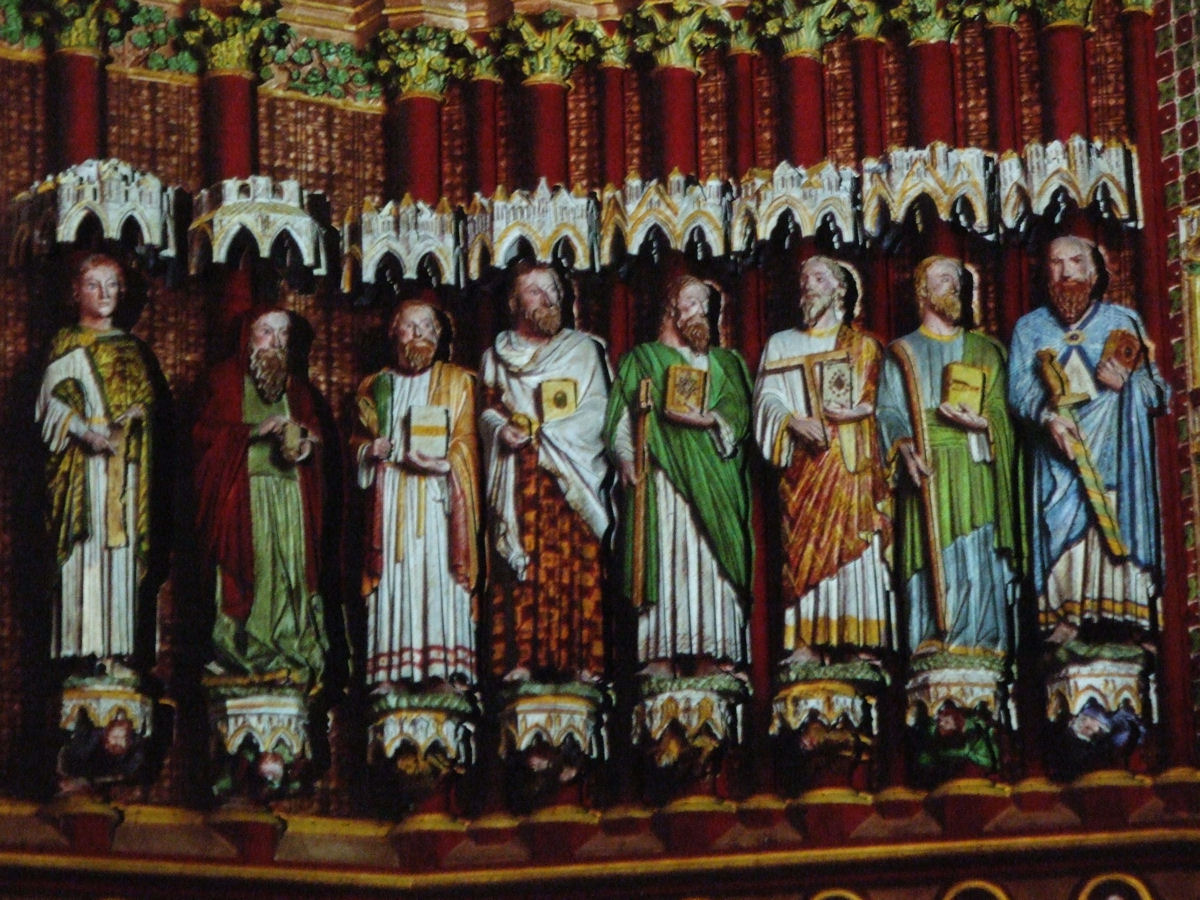
Esculturas del portal del Juicio Final

## Planta y alzado

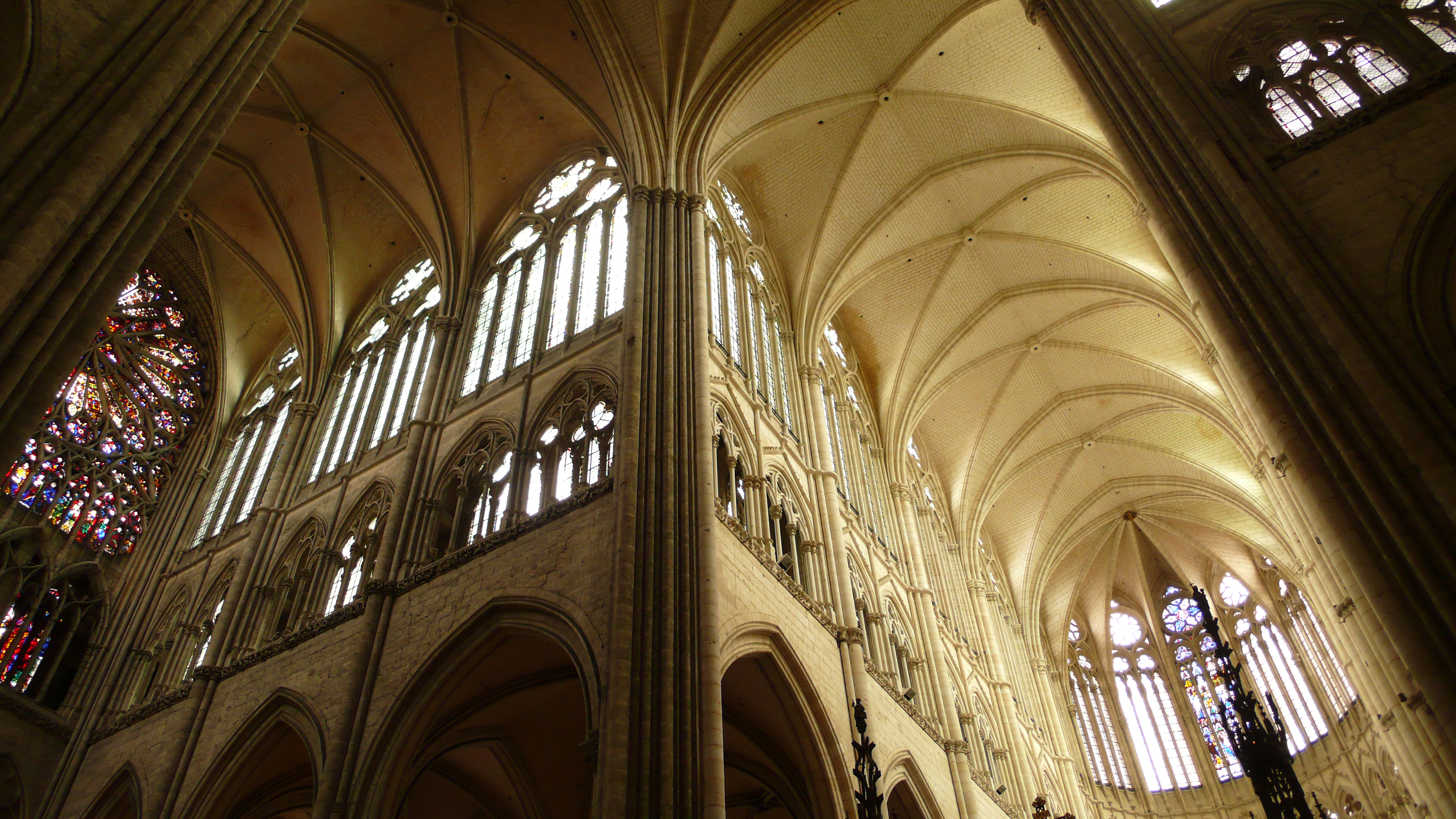
Interior con vista de las bóvedas y la arcada

La catedral está constituida sobre una planta en forma de cruz latina, con una nave central y dos laterales con capillas, un crucero sin cimborio que se cubre con bóvedas de crucería estrelladas y un cuerpo central que comprende cinco naves para finalizar en el deambulatorio que está rodeado de siete capillas radiales, con la capilla axial más alargada y que presenta gran parecido a la arquitectura de la Sainte Chapelle de París, construida en la misma época. La nave central se organiza por medio de arcadas y un triforio con vitrales. Los pilares que sostienen los arcos son de sección circular, y formados por cuatro columnas adosadas. Las bóvedas de crucería se sostienen en columnas.
Tiene un tejado en doble vertiente muy apuntada —a causa de las copiosas nevadas—, posee contrafuertes exteriores acabados en pináculos que sostienen la estructura mediante arbotantes.

### Dimensiones

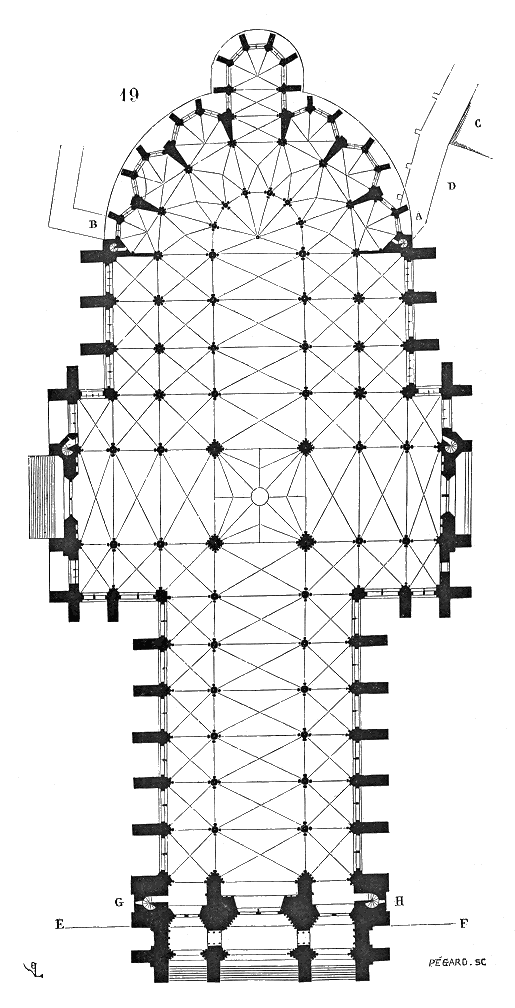
Plano original de la catedral realziado por Eugène Viollet-le-Duc. La catedral ha cambiado poco desde entonces. Hay que añadir las once capillas laterales de la nave.

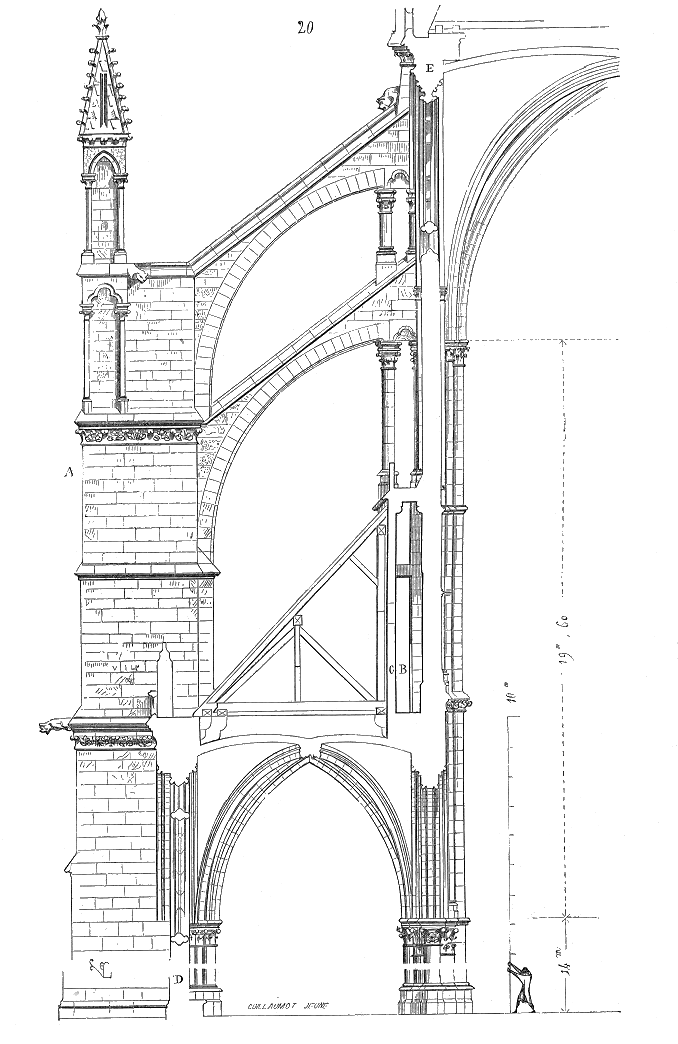
Alzado transversal de la nave lateral

Las medidas de la catedral de Amiens son:
- longitud exterior: 145 m
- longitud interior: 133,50 m
- longitud de la nave: 54 m
- anchura de la nave: 14,60 m
- anchura de cada una de las naves laterales: 8,65 m
- anchura de la nave central con las dos laterales: 32 m
- longitud del transepto: 70 m
- longitud interior del transepto: 62 m
- anchura del crucero sin las dos naves laterales: 14,25 m
- anchura total del crucero: 29,30 m
- altura de la bóveda: 42,30 m
- altura bajo la bóveda de las naves laterales: 19,7 m
- altura de las columnas a lo largo de las naves con capiteles incluidos: 13,85 m
- distancia entre los pilares ( de oeste a este): 5,2 m
- altura exterior del tejado a dos vertientes: 56 m
- altura de la flecha: 112,70 m
- altura de la torre norte: 68,19 m
- altura de la torre sur: 61,70 m
- superficie cubierta: 7700 m²
- volumen interior: alrededor de 200 000 m³

Fachada occidental:
- anchura de la fachada: 48,78 m
- anchura del portal central: 11,69 m
- profundidad del portal central: 5,52 m
- anchura de cada portal lateral: 6,27 m
- profundidad de cada portal lateral: 4,54 m
- anchura de los dos contrafuertes que separan estos tres portales: 2,92 m

## Exterior

### Fachada principal

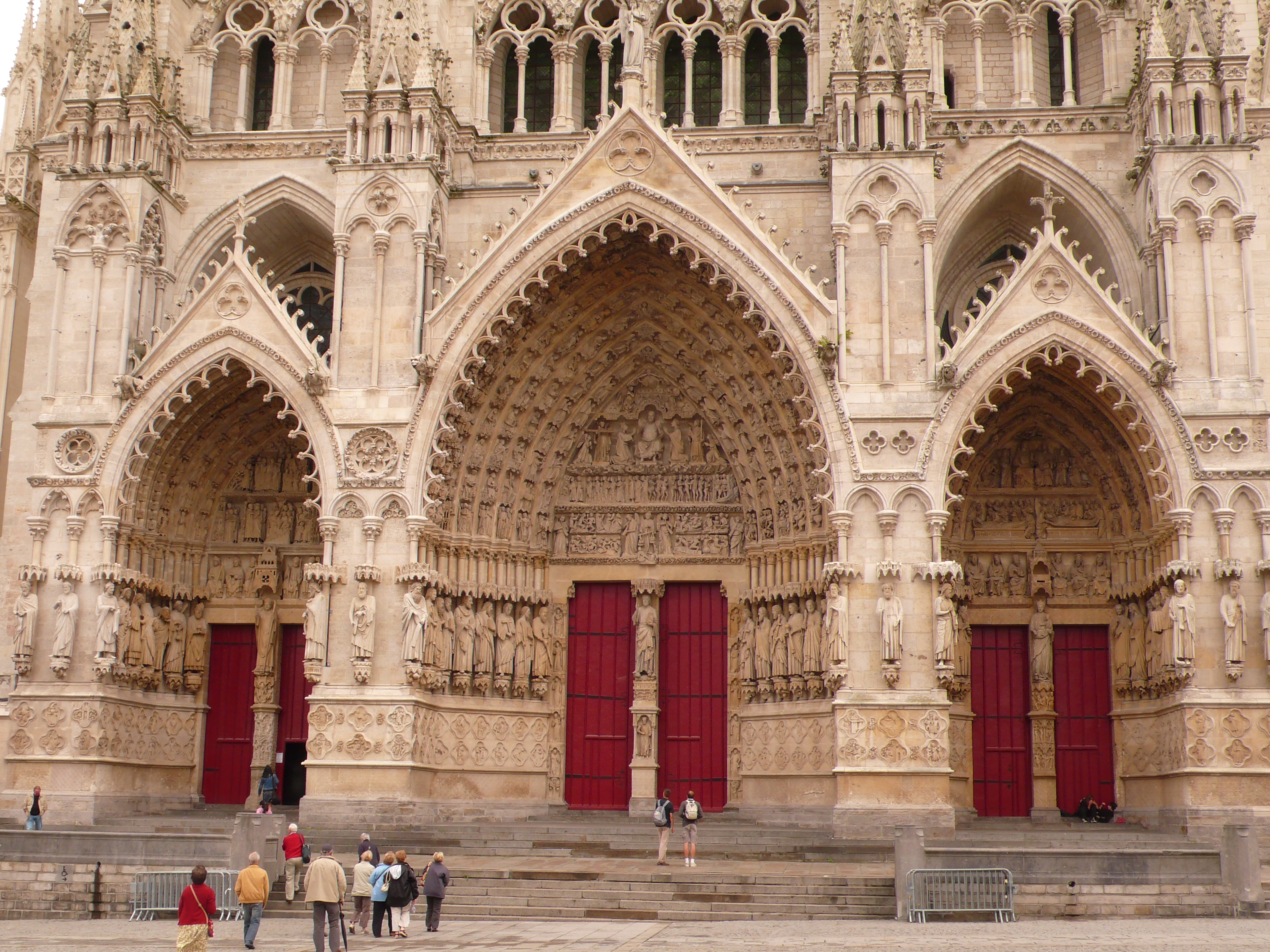
Fachada principal

Es una fachada armoniosa, es decir, que tiene una disposición tripartita tanto horizontal como vertical. Consta de tres portales con doble puerta que dan a tres naves, tres niveles de altura y dos torres. Tienen un profundo abocinamiento con gran número de arquivoltas. Podemos decir que las tres portadas occidentales tienen un estilo muy homogéneo; varios maestros con una misma formación, artistas, quizá procedentes de Chartres y París.
Encima de los portales se encuentra un triforio, que consiste en una serie de arcos ojivales dobles. Sobre este triforio la galería de los reyes y encima en el centro el gran rosetón, que fue restaurado en el siglo XVI en estilo gótico clásico. Finalmente se aumentó con otra galería —la de los sonneurs— que une las dos torres, y que fue realizada en el siglo XIX por Viollet-le-Duc; esta última galería está coronada por una segunda galería formada con delicados arcos calados. Detrás de estas galerías se encuentra una terraza llamada «Casa de los músicos». Se aprecia una diferencia sorprendente entre la fachada interior y la fachada exterior. En efecto, la fachada interior nos muestra el primer proyecto de fachada, modificado más tarde y oculta por el órgano. La fachada tiene en cuenta la sobreelevación de la nave, unos cuatro metros más, sobre las grandes cubiertas superiores.
Cada uno de los tres portales está coronado por un frontón triangular y en su centro presenta una decoración pétrea de un trébol. Las bases de estos frontones están flanqueadas en ambos lados por gárgolas de seres fantásticos. El gran frontón central tiene en la parte superior una estatua de un ángel tocando una trompeta. Esta escultura fue colocada en el siglo XIX por Eugène Viollet-le-Duc, en substitución de otra de San Miguel luchando con el dragón.
Grandes contrafuertes dividen verticalmente la fachada del edificio y separan los tres portales. Son especialmente importantes al nivel de la planta baja, donde cumplen la función de separación y encuadran sólidamente los portales. Están diseñados para garantizar la estabilidad de la fachada junto con las dos torres que la sostienen. Estos contrafuertes se reducen de forma pronunciada en la transición del primer al segundo nivel —el de apoyo a la galería del triforio de los reyes—, que forma aquí un marcado paso de profundidad. El segundo nivel de la fachada está, por lo tanto, en gran medida retirado de las puertas del nivel inferior. Por todo el recorrido de estos cuatro contrafuertes se aprecian la ornamentación y su remate con pináculos enormes y con trabajos de talla impresionantes. La misma disposición se repite en la transición del segundo al tercer nivel de la fachada —donde se encuentra el rosetón— y presenta una nueva serie de cuatro pináculos que ocupan el segundo paso de profundidad de los contrafuertes.

#### Portal del Juicio Final
El gran portal central o del Juicio Final tiene a sus lados otros dos portales más pequeños: el de la Virgen, a la derecha del espectador, y el de San Fermín, a la izquierda.
El tímpano por encima de la puerta principal está decorado con una representación del Juicio Final, cuando, según la tradición cristiana, los muertos resucitarán y serán juzgados por Cristo. Este tímpano está dividido en tres registros. En el nivel inferior, los resucitados salen de sus tumbas al sonido de las trompetas. El arcángel San Miguel y su balanza se encuentran en medio de ellos para hacer el pesaje de las ánimas. En la parte inferior de la escena, un demonio intenta provocar un engaño haciendo que la balanza se incline a su favor. En el registro intermedio, los condenados están separados de los escogidos y desnudos, son arrastrados por los demonios y dirigidos a la boca del monstruo, el Leviatan. En el registro superior, se encuentra Cristo en su trono, con las manos levantadas y el torso desnudo mostrando sus heridas. Está rodeado por la Virgen María y San Juan, que arrodillados interceden por la salvación de las almas; también hay ángeles que portan los símbolos de la Pasión.
La representación del infierno y el cielo está en las dovelas de las arquivoltas inferiores al tímpano. En el cielo, primero se ven las almas reunidas al lado de Abraham. Después se dirigen hacia una ciudad que representa la Jerusalén celestial. La representación del infierno, como se muestra, es muy similar a la de Notre-Dame de París. Se ven jinetes desnudos sobre caballos, evocando el Apocalipsis.

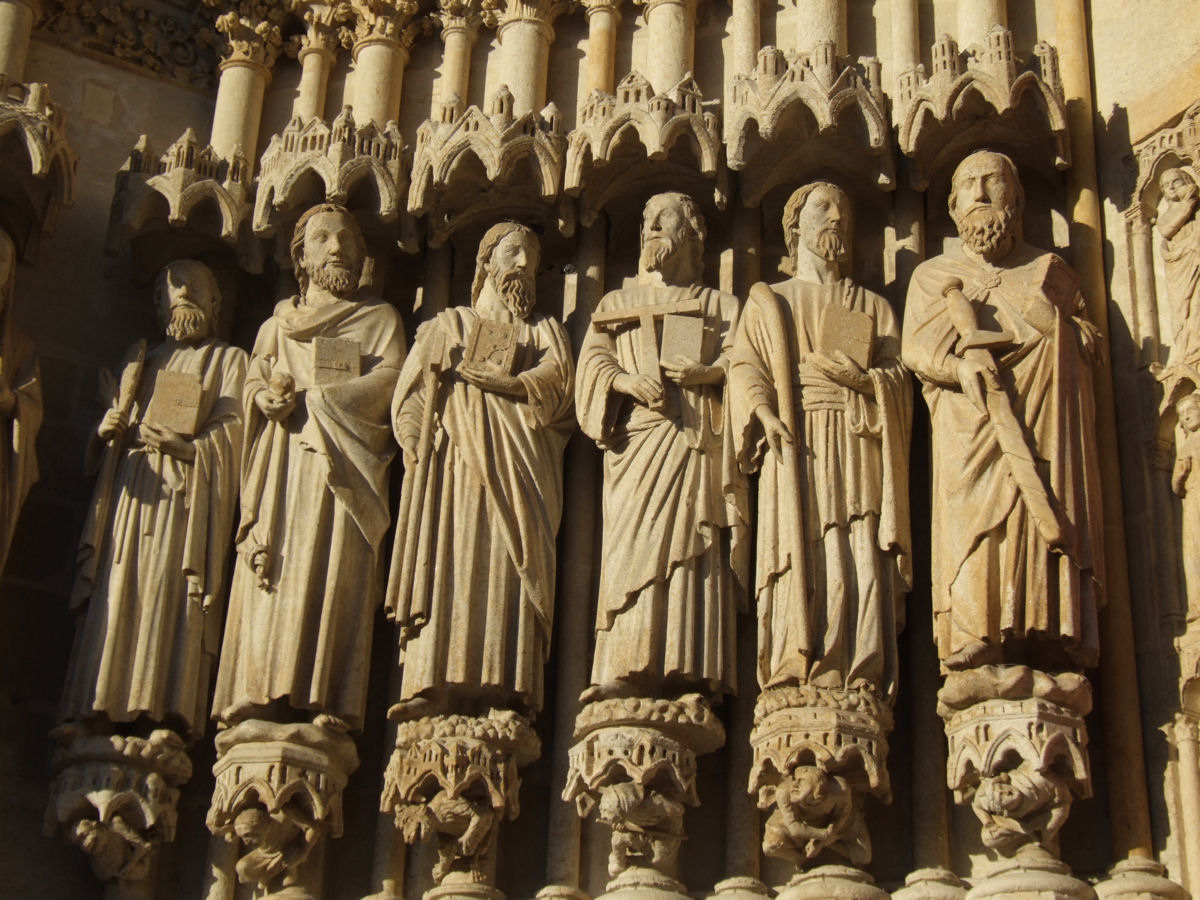
Parte lateral izquierda
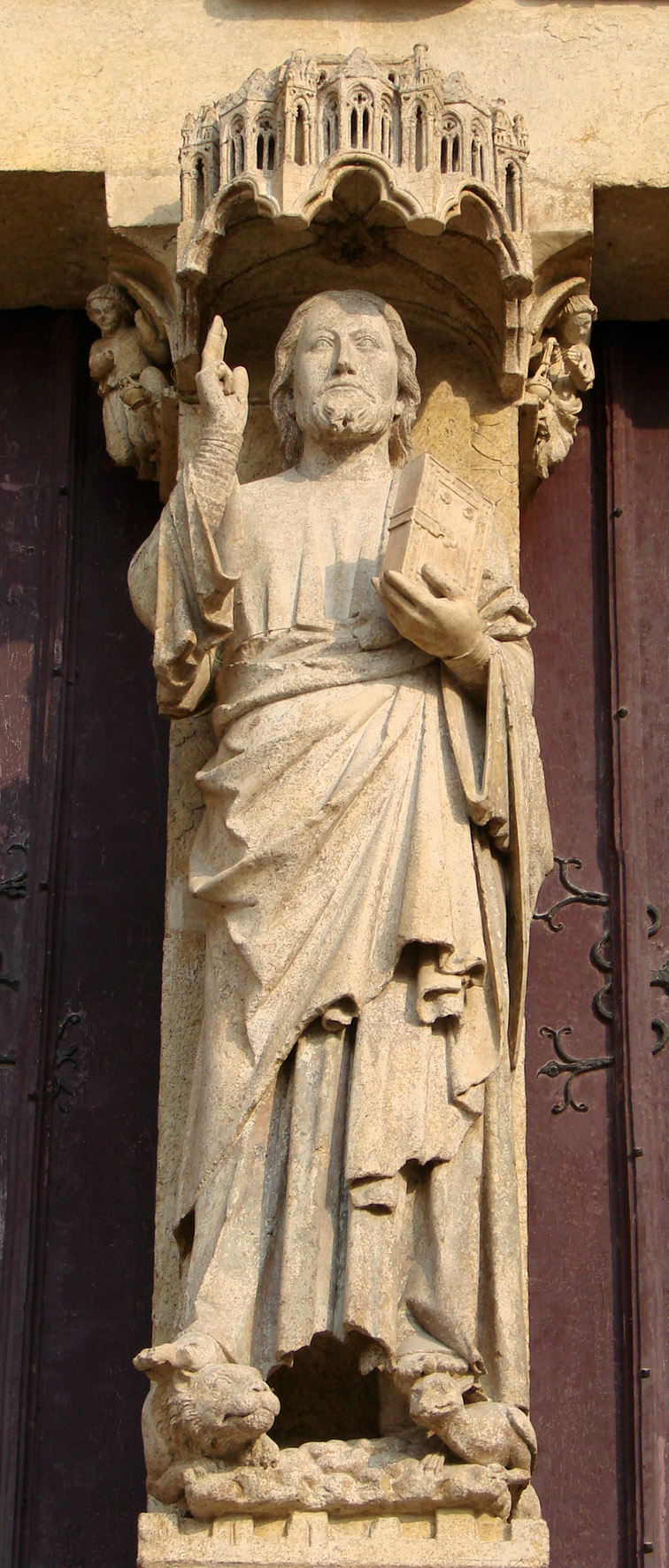
Parteluz con la escultura de Cristo, «Beau Dieu d'Amiens»
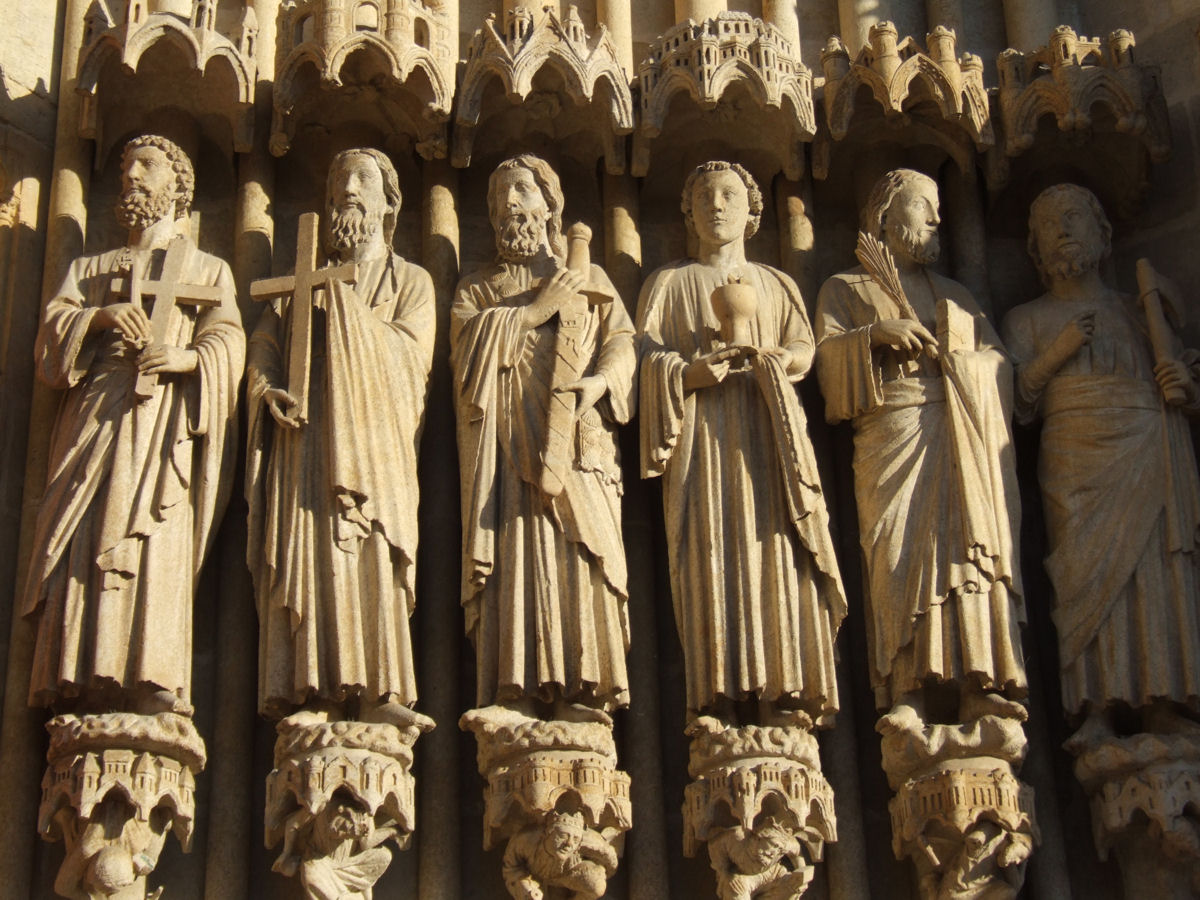
Parte lateral derecha

En el centro del pórtico central, sobre el parteluz, se encuentra una escultura de Cristo Salvador, El Bello Dios de Amiens, una magnífica representación de Cristo. La figura de Jesús aparece bendiciendo con la mano derecha y con la izquierda sostiene los Evangelios, pisando una serpiente. Bajo su figura, al pie del pilar, la imagen del rey Salomón. En ambos lados de la doble puerta se hallan las grandes estatuas de los doce apóstoles y los cuatro profetas mayores. De izquierda a derecha sucesivamente: los profetas Daniel y Ezequiel, seguidos por Simón o Judas, Felipe, Mateo, Tomás, Jaime el Menor y Pablo. En la siguiente secuencia: Pedro, Andrés, Jaime el Mayor, Juan, Simón o Judas, Bartolomé, y los profetas Isaías y Jeremías. En su base, se puede ver una serie de medallones lobulados que representan los vicios y las virtudes. Lateralmente en la parte derecha de la puerta, entre la puerta del Juicio y la de la Madre de Dios, hay otra serie de medallones con otras escenas, entre ellas, Jonás saliendo del cuerpo de la ballena.

#### Portal de San Fermín

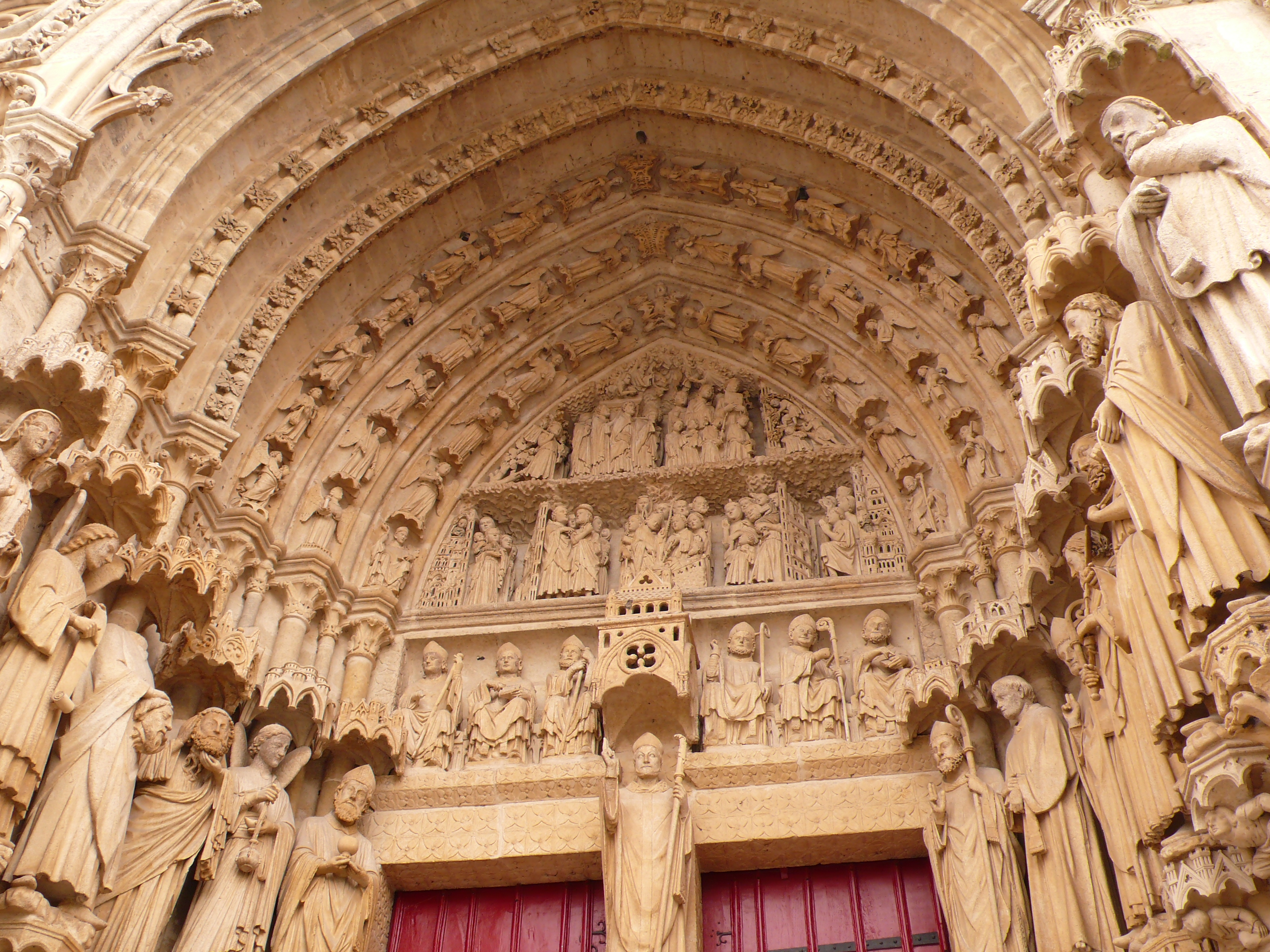
Tímpano del portal de San Fermín

Este portal está dedicado a San Fermín, que fue obispo de Amiens en el siglo IV. Está representado en el parteluz con las vestiduras y el báculo pastoral de obispo y en el tímpano, dividido en tres espacios, como en los otros portales. En el primer registro se encuentran representados los seis primeros obispos de Amiens, en el segundo aparecen figurados pasajes de su vida y finalmente en el espacio superior se relata la historia del descubrimiento del cuerpo del santo.
En ambos lados de la puerta hay seis grandes estatuas, la mayoría de ellas son santos cuyas reliquias se exponen cada año sobre el altar de la catedral. En el muro izquierdo, se puede ver a santa Ulphe, un ángel, san Acheul (mártir), san Ache (mártir), un ángel y san Honorato de Amiens (obispo de la ciudad). En el lado derecho se hallan las estatuas de san Fermín el confesor (segundo obispo de la ciudad), san Domice, san Fuscien (mártir), san Earlus y san Luxor.
Los bajos de los laterales del portal de San Fermín están ricamente trabajados. Se incluyen una serie de veinticuatro medallones, tallados en forma de trébol de cuatro hojas, que representan un calendario agrario, estableciendo una correspondencia entre los doce signos del zodiaco y el trabajo agrícola de los doce meses del año. Todos estos relieves están muy bien conservados, a pesar de los casi ocho siglos de antigüedad, y se conocen como el «zodiaco calendario Picard» o de Amniens. Los personajes representan trabajos del campo y usan ropa de temporada diferente; no hay que olvidar el predominio significativo de la población rural en la ciudad de Amiens.

#### Portal de la Virgen

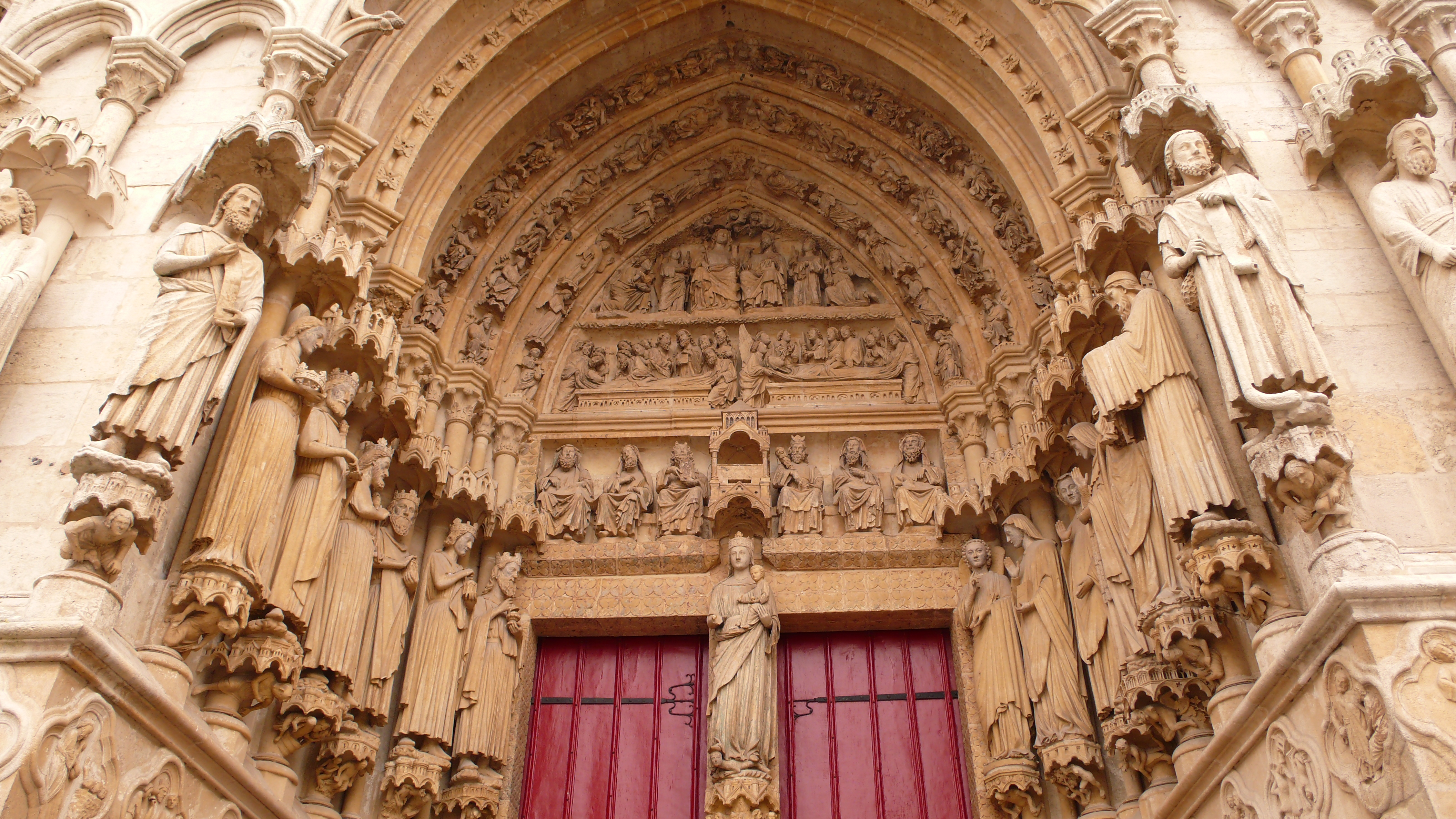
Tímpano del portal de la Virgen

El portal sur de la fachada occidental está dedicado a la Madre de Dios. El tímpano representa pasajes de su vida, en el registro inferior hay una serie de seis personajes del Antiguo Testamento que representan los antepasados de la Virgen. La muerte y la asunción de María están representadas en el registro medio, y finalmente en la parte superior se encuentra la escena de su coronación en el cielo. En los contornos de las arquivoltas están esculpidos ángeles portando incensarios y candelabros y veinte seis figuras de ancianos llevando cetros y coronas.
En el mainel central hay una gran estatua de la Virgen que tiene bajo sus pies un animal monstruoso con cabeza humana. Está representada muy estática, inspirada en el modelo de las esculturas de la catedral de Chartres. En el pedestal se encuentran unos bajorrelieves con una serie de escenas del Génesis. Las estatuas que adornan las jambas laterales de la puerta son particularmente notables: en la derecha están agrupados en parejas, que representan tres episodios importantes de la vida de la Virgen María: la Anunciación, la Visitación y la Presentación de Jesús en el Templo. A la izquierda, del exterior al interior, nos encontramos con la Reina de Saba, el rey Salomón, el rey Herodes el Grande y los tres reyes magos. Catorce medallones de trébol contienen relieves que incluyen representaciones de episodios del Nuevo Testamento, la mayoría son escenas de la vida de los reyes magos hasta la matanza de los Inocentes.

#### Galería de los Reyes

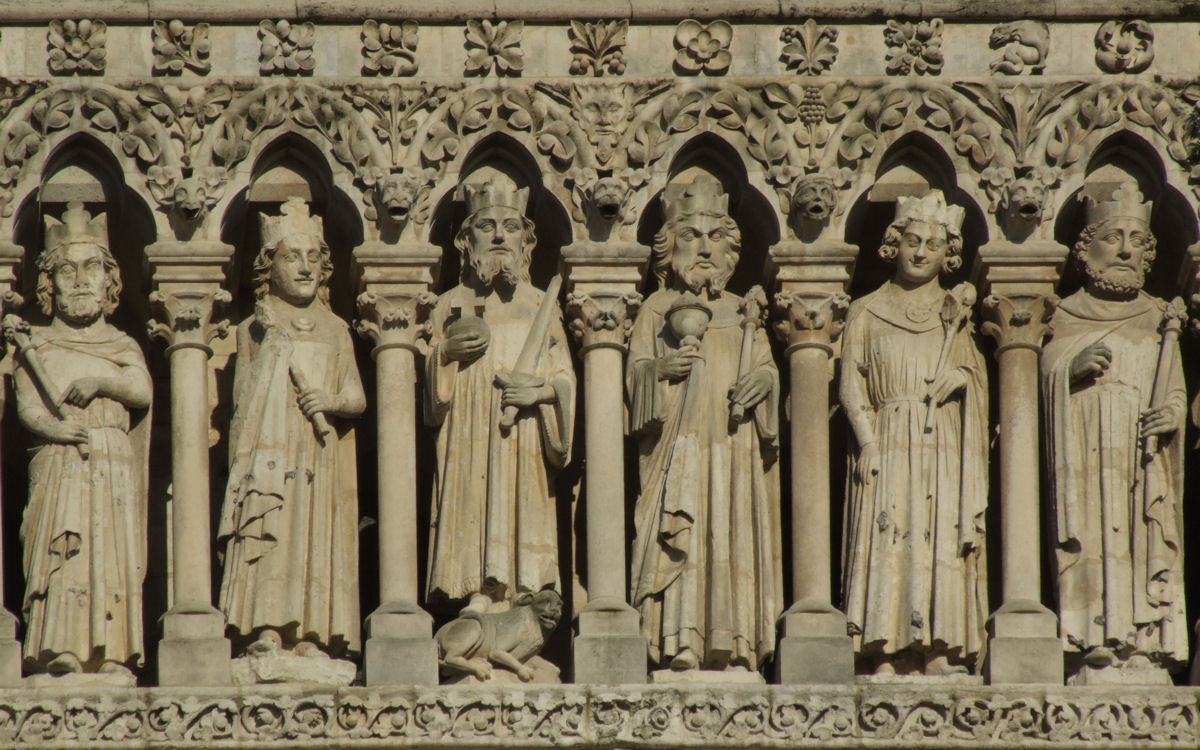
Algunos reyes del centro de la galería

En la fachada de la catedral de Amiens, inmediatamente por encima de los tres portales, se encuentra una galería de servicio cubierta, decorada con arcos y columnas, y está, por lo tanto, en el paso intermedio entre los frontones de los portales y la galería de los Reyes. Está datada hacia 1235, se la llama comúnmente triforio y es practicable como la de los Reyes y la terraza superior.
Todas estas galerías comunican con los pisos interiores de las torres.

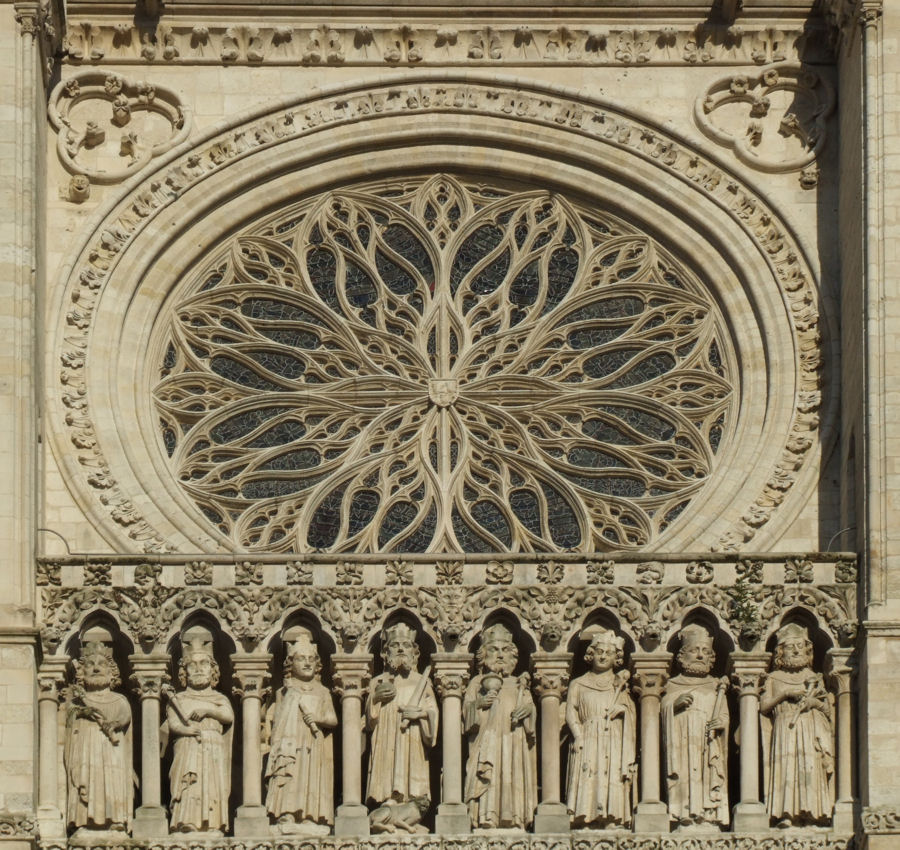
Rosetón de la fachada occidental

La llamada galería de los Reyes está sobre ella y contiene además una terraza totalmente pavimentada, las aguas de lluvia son expulsadas por varias gárgolas que se encuentran a nivel de las bases de las arcadas que hay alrededor de la cabeza de los reyes. Las esculturas de los reyes son veintidós y no se sabe con certeza a quien representan. Datan de la primera mitad del siglo XIII. La parte central de la fachada tiene ocho estatuas de 3,75 metros, emplazadas a treinta metros de altura. Además hay cinco en cada lado occidental de cada torre, y una más colocada en la parte delantera de los cuatro contrafuertes de la fachada, los contrafuertes que la dividen en tres zonas verticales. Estas estatuas parece que están relativamente mal proporcionadas, con la cabeza demasiado grande y las piernas cortas. Encontramos este tipo de personajes en la galería de la catedral de Notre-Dame de Reims y Notre-Dame de París (en París; las estatuas datan del siglo XIX).
El gran rosetón es de estilo gótico tardío y fue colocado en el siglo XVI por orden del alcalde de esa época. Se encuentra situado justo encima de la parte central de la galería de los Reyes y está precedidao por la terraza. Por lo tanto se halla en una parte más retrasada de la fachada.

#### Las torres

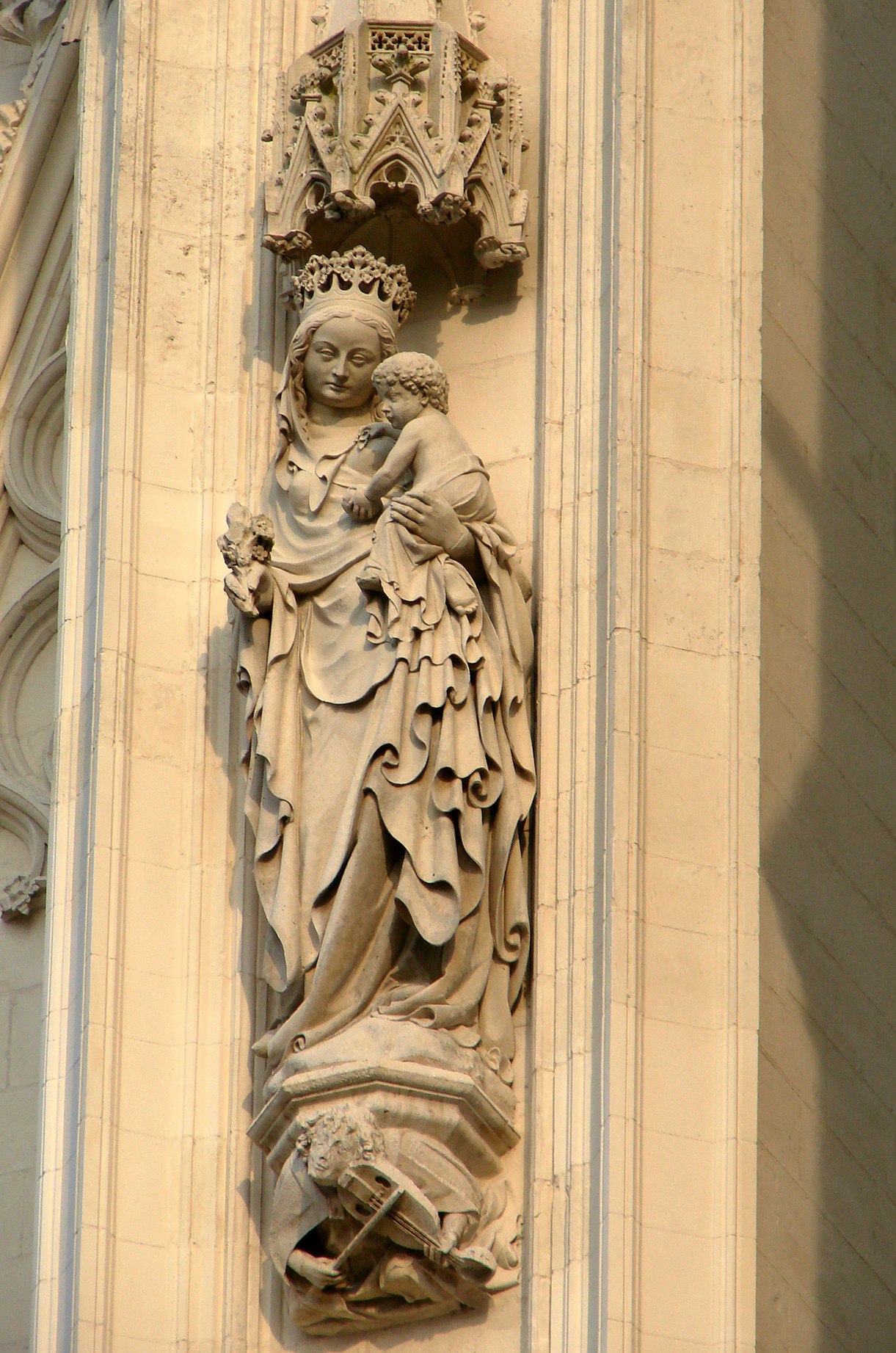
Escultura de la Virgen María en la torre norte del. En la peana se aprecia la figura de un músico que toca un rabel de tres cuerdas

Las torres están en realidad sin acabar, la parte superior sin conseguir dotar de esbeltez al conjunto de la construcción. Este papel lo logra la flecha del crucero, que es visible desde muchas partes de la ciudad de Amiens. Fueron las últimas partes del edificio que se construyeron y presentan una planta cuadrada en vez de la rectangular, que era lo común en todas las catedrales de la época. Estas torres muestran la mitad de lo que hubiera tenido que ser su altura total, y los dos contrafuertes, que iban a estar ubicados en la región media de las torres, se convirtieron en contrafuertes de los ángulos. El motivo de esta situación fue la falta de recursos financieros.
Al acabar la nave —entre 1220 y 1228—, la fachada principal solo había sido iniciada y se había abierto el hueco para el rosetón. No fue hasta 1238, cuando las obras recibieron un nuevo impulso gracias al obispo Arnoult, completándose la fachada occidental, pero al encontrarse con la falta de recursos, los proyectos fueron restringidos. En 1240, el obispo Arnoult había conseguido que los trabajos de la catedral fuesen a un gran ritmo que hizo que los fondos se agotaran, por lo que tuvo que suspender la construcción y tratar de obtener nuevas donaciones. Además, en 1258, un incendio destruyó las estructuras de las capillas del ábside. Este desastre contribuyó a retardar la construcción de las torres de la fachada. En Amiens, el pueblo mostraba poco entusiasmo por ver el monumento terminado y comenzó un largo periodo para recoger las donaciones necesarias para continuar los trabajos, que no lograron ser lo suficientemente abundantes para permitir todo lo que se esperaba construir inicialmente.
De la fachada original quedan los dos pilares de la puerta central y el entorno del gran rosetón. Desde 1240, las nuevas partes de la fachada se elevaron de acuerdo con un nuevo plan menos ambicioso: los tres pórticos, así como los frontones y los pináculos, la primera galería y la galería de los reyes y el piso inferior de las torres. En cuanto a las partes superiores de las torres y la galería entre ambas, las estructuras fueron realizadas en el siglo XIV y principios del XV. El coronamiento de las dos torres y la restauración de sus partes centrales se llevaron a cabo bajo la dirección de Viollet-le-Duc entre 1849 y 1857.

### Fachadas laterales

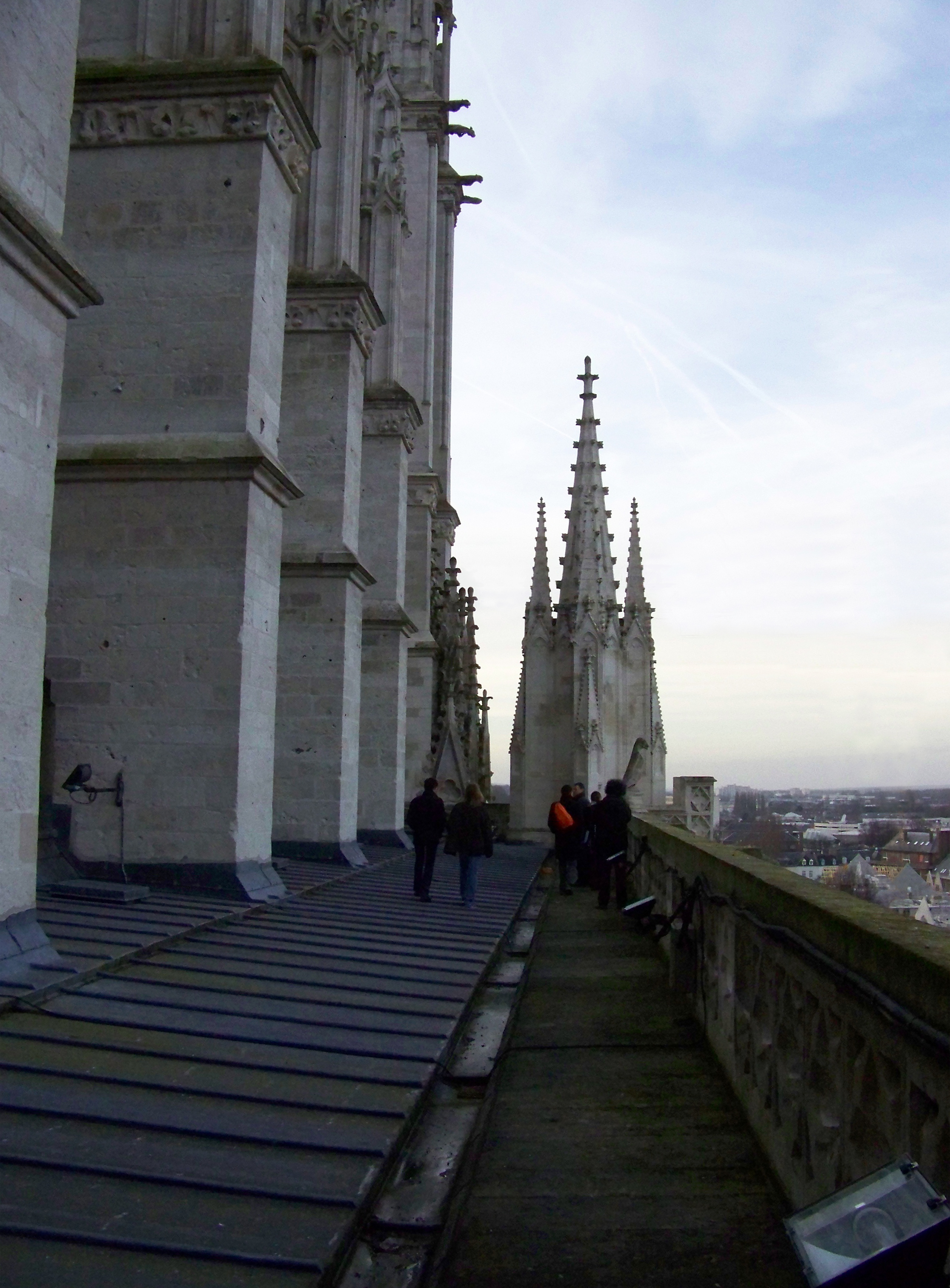
Los tejados de las capillas laterales norte de la nave están formados por una terraza continua

Las fachadas o muros laterales de la parte norte y sur son más o menos simétricas. Las disposiciones arquitecturales básicas que se encuentran en el lado sur se pueden ver también en el del norte. Las mayores diferencias de estas fachadas están entre las partes de la nave y las del presbiterio. La nave y el presbiterio se construyeron durante dos períodos diferentes con una separación de una treintena de años, por lo que el estilo arquitectónico del muro de la nave es del tipo gótico clásico, mientras que el del presbiterio pertenece a un estilo gótico posterior. Los vitrales de la nave están compuestos por cuatro calles coronadas por un rosetón polilobulado, en tanto que los del presbiterio tienen seis calles, también coronadas por un rosetón. Estos vitrales altos del presbiterio están coronados por un frontón triangular, característico del gótico, y se elevan hasta la galería que recorre la base del techo del presbiterio.
Sobre cada una de las naves laterales —norte y sur— hay un amplio espacio de uso común cubierto por un techo inclinado hacia el exterior. Este espacio corresponde en el interior del edificio al triforio, lleno de luz gracias a él. A nivel del presbiterio, la parte interior del doble deambulatorio tiene una terraza ajardinada. Con vistas a la terraza, hay una serie de aberturas que dan al triforio del coro. En el nivel central, el deambulatorio exterior y las capillas radiales del ábside están cubiertos por un techo piramidal, con múltiples secciones pendientes en ambos sentidos tanto al exterior de la calle, como hacia el interior de la terraza del edificio. En cambio, en las capillas laterales de la nave, construidas en alineación estricta de la girola, se cubren con una cubierta plana integrada en una gran terraza común, rodeada por una balaustrada.
En cuanto al crucero, que tiene un brazo hacia el oeste y otro al este, posee una organización arquitectural mixta presbiterio-nave. En el lado oriental del crucero, el brazo está cubierto con una terraza que se extiende por la cubierta que cubre el deambulatorio interno, con excepción del tramo del extremo, que se cubre con una cubierta octogonal piramidal. En el lado occidental del crucero se cubre de la misma manera que el de la nave, es decir, con un techo inclinado hacia el exterior. Así que no hay terraza a este nivel, por lo que en el interior, el triforio correspondiente se encuentra ciego.

#### Portal Saint-Honoré o de la Virgen Dorada

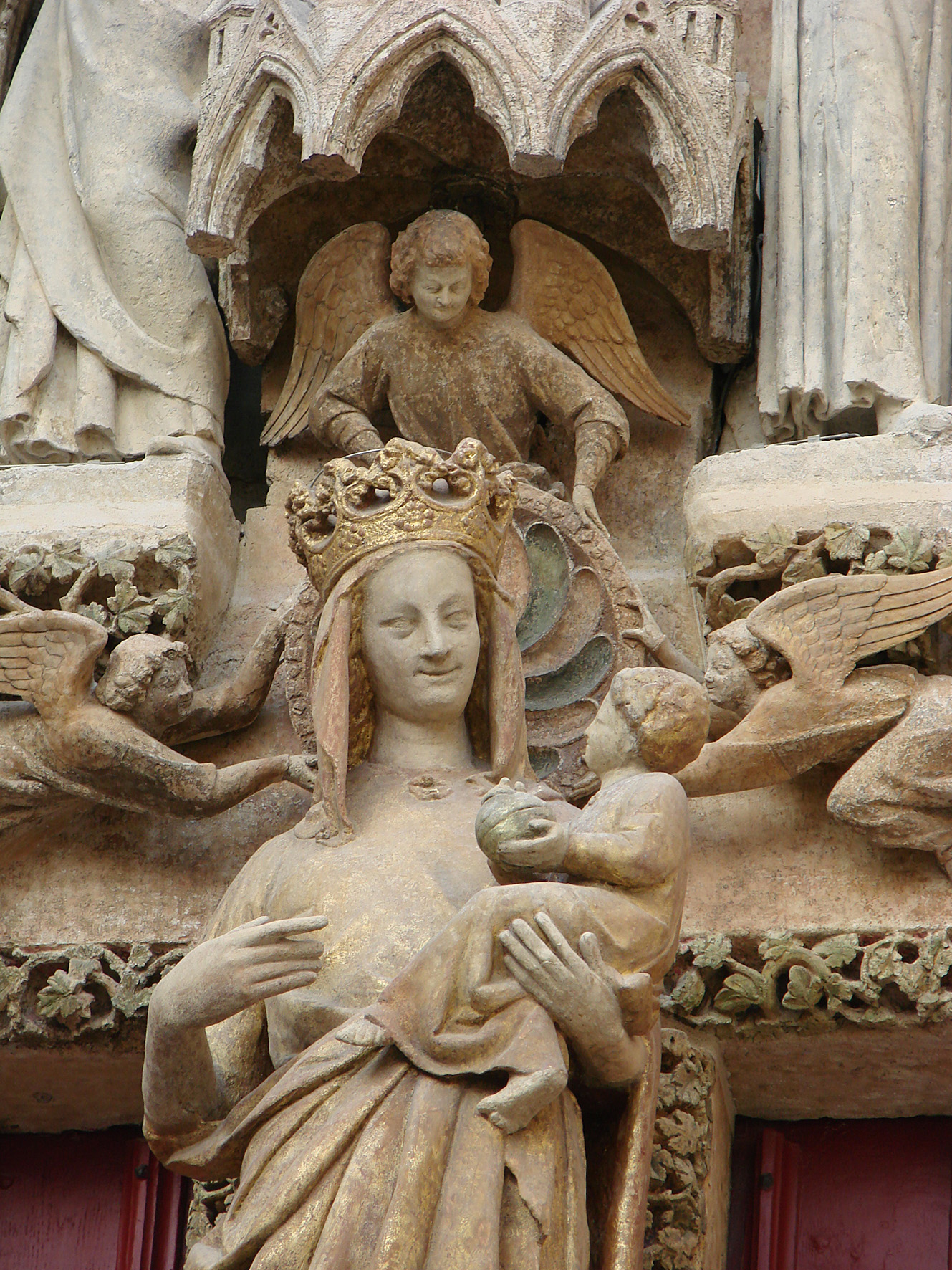
Detalle de la Virgen Dorada

El portal del brazo sur del crucero, o portal de Saint-Honoré, es también conocido como el portal de la Virgen Dorada, a causa de la imagen que adorna su mainel. El tímpano relata varios episodios de la vida de san Honorato, octavo obispo de Amiens, que vivió en el siglo VI. En el registro inferior, tallado sobre el dintel, se puede ver la despedida de los apóstoles a Jesús el día de la Ascensión. A continuación, los cuatro registros del tímpano representan, de abajo hacia arriba, la coronación de San Honorato, las curaciones milagrosas que se le atribuyen, una procesión de las reliquias del santo, y en la parte superior la muerte de Cristo en la cruz en el Gólgota.
El parteluz está ocupado por la figura de la Virgen Dorada, obra que data de 1288 y mide 2,30 metros de altura. La estatua original, que estaba amenazada por su exposición a la intemperie, fue trasladada al interior de la catedral en 1980 y sustituida por una copia la del portal. La escultura muestra una Virgen coronada que acoge en sus brazos al Niño Jesús, mirando hacia él con dulzura, que también mira a la madre mientras juega con un orbe; alrededor de la Virgen encontramos tres ángeles sonrientes que la acompañan y la ayudan a ponerse la corona. La imagen presenta un ligero contrapposto con el peso del cuerpo sobre una pierna.
A diferencia de anteriores imágenes de la «Madre de Dios con Niño» con actitud más hierática, esta estatua presenta a una madre joven y sonriente jugando con su bebé. Se inició un tipo totalmente nuevo de las representaciones de la Virgen, con una gran inclinación en el cuerpo y que fue a menudo representada en pintura o tallada.

#### Portal de San Fermín el confesor

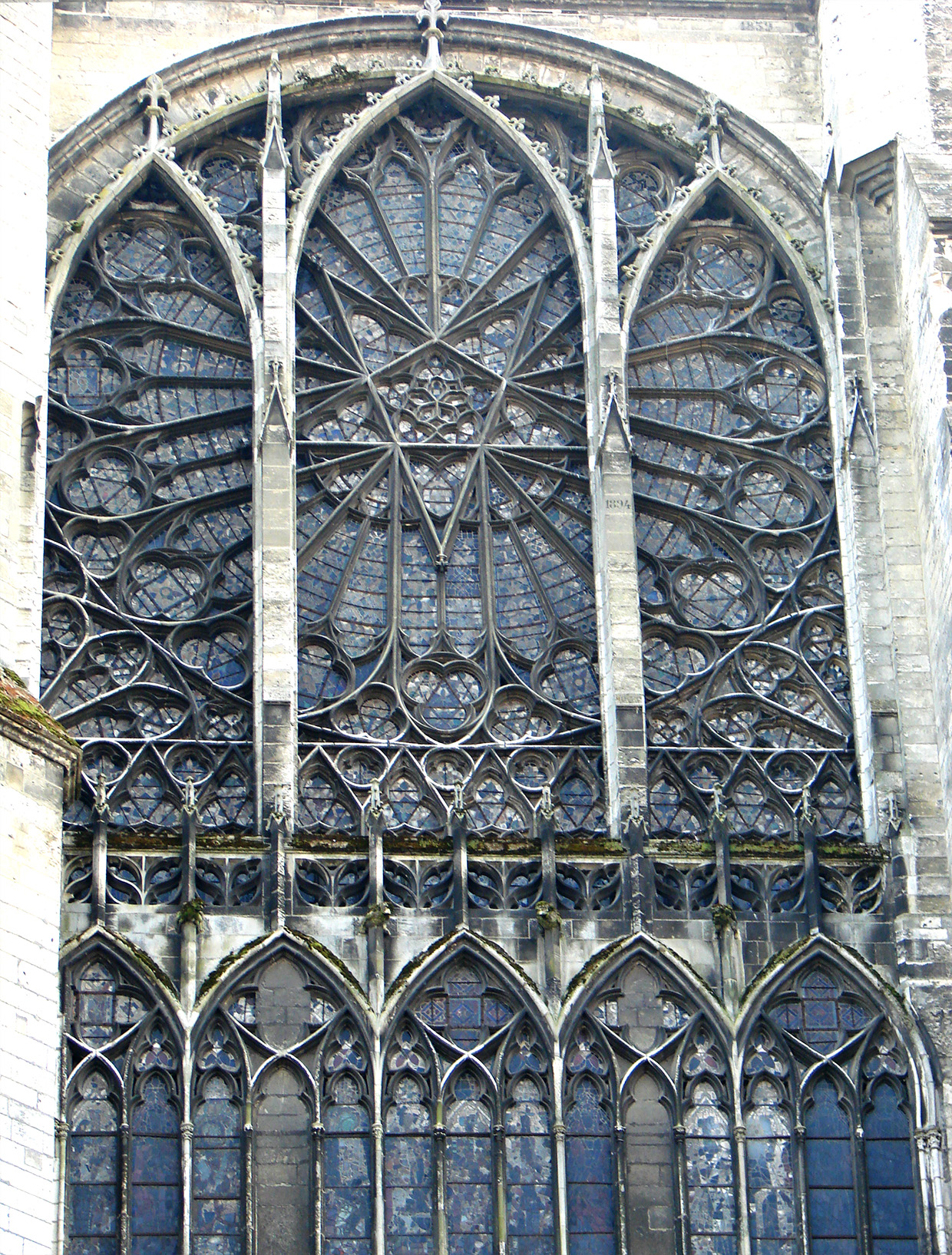
Rosetón del portal norte, reforzado por tres arcadas de piedra

La fachada del brazo norte del crucero está mucho menos ornamentada que la fachada del brazo sur. Insertada entre dos poderosos contrafuertes laterales, presenta en su parte inferior el portal dedicado a San Fermín el confesor, nacido en Pamplona (donde el 7 de julio se celebran las famosas fiestas que llevan su nombre). Según la tradición, fue el tercer obispo de Amiens durante cuarenta años, en la segunda mitad del siglo IV.
El portal incluye un dintel que muestra una fina labor tallada con una decoración de trébol y un tímpano ocupado por una pequeña vidriera y no esculpido. En el dintel se encuentra una estatua del obispo titular del portal, no hay más decoración escultórica en toda la puerta. La mitad superior de esta fachada está ocupada por un vitral enorme, compuesto por un claristorio de cinco particiones vidriadas, después un segundo con diez calles parcialmente ocultas por una balaustrada y coronadas por un enorme rosetón reforzado por tres arcos de piedra. En la parte superior de la fachada se encuentra una barandilla en piedra pero sin esculpir.
El contrafuerte del ángulo izquierdo de la fachada está integrado con el exterior de la cara este del crucero y con una torre octogonal que incluye una escalera de caracol, que va desde la planta baja a la base de la cubierta del crucero. La parte superior de los dos contrafuertes están coronadas cada una por un pequeño tejado de pizarra en forma piramidal, el de la izquierda alberga el extremo superior de la escalera.

### Ábside exterior

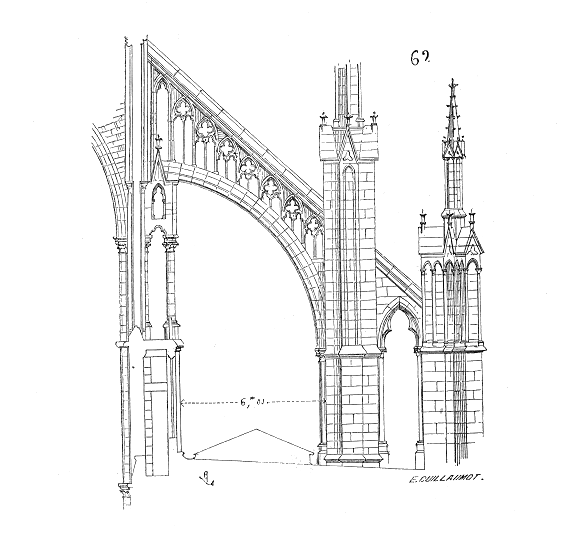
Arbotante, de finales del

El ábside de la catedral de Amiens presenta en su parte exterior una gran elegancia de construcción. Consta de tres pisos de ventanales y una serie de estructuras de apoyo: los contrafuertes y los arbotantes. El conjunto está ricamente decorado con gabletes, esculturas, gárgolas y pináculos muy elaborados. La verticalidad, en gran parte predominante de estos elementos, da la impresión de una ascensión hacia el cielo.
El nivel inferior de la cabecera corresponde a las capillas absidiales o radiales y consiste principalmente de ventanas estrechas alargadas de casi quince metros de altura. Estas aberturas están separadas por sólidos contrafuertes que garantizan la estabilidad de los altos muros. Dichos contrafuertes están coronados por estatuas de reyes músicos o terroríficas quimeras, que según la tradición vigilan la ciudad, del «mal de ojo».

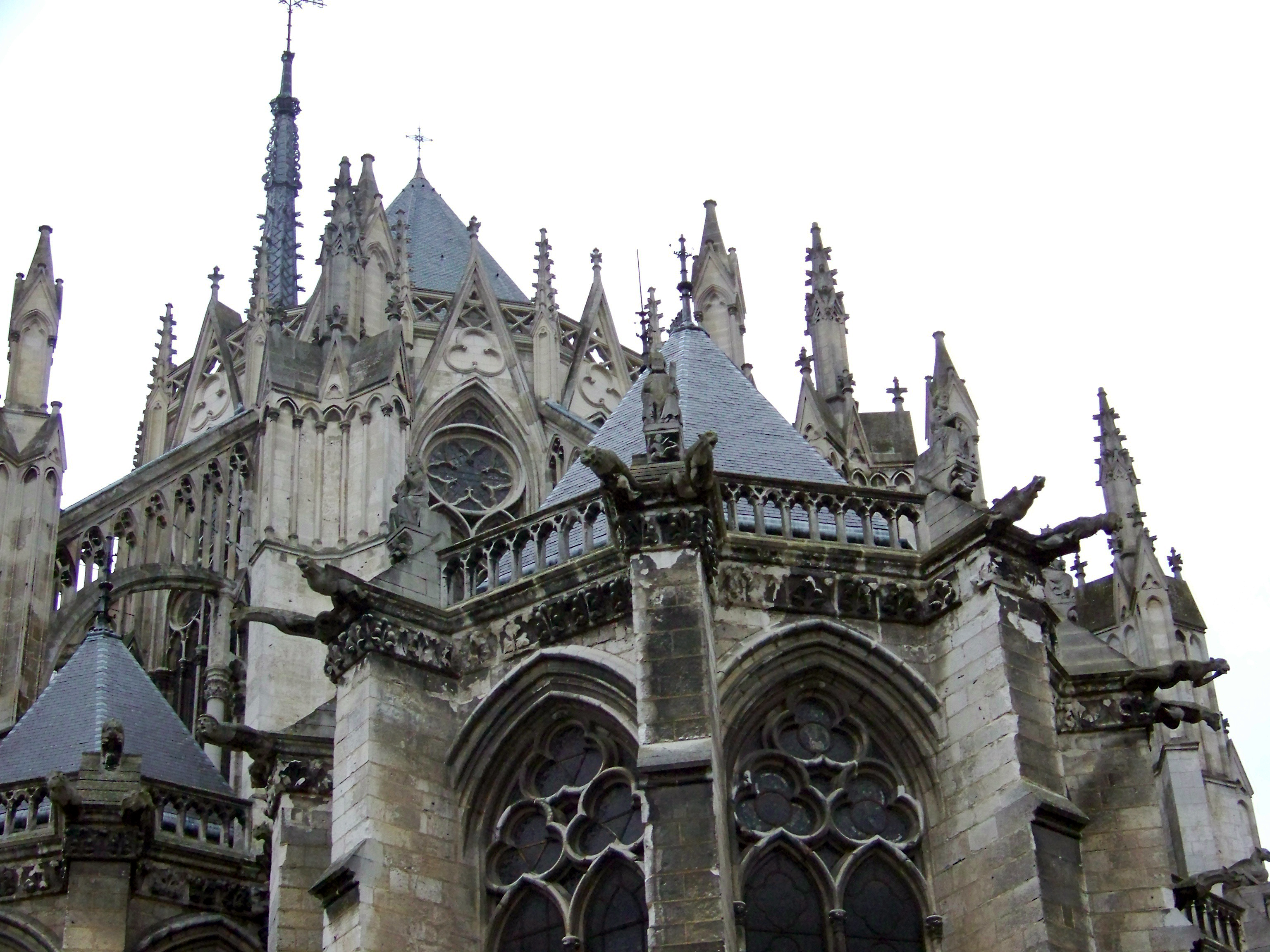
Detalle de la cabecera

La mayoría de estas capillas están dotadas con dos o tres ventanales asociados a dos contrafuertes. Solo la capilla axial tiene siete espacios, que están separados por seis contrafuertes. Todas estas capillas se cubren con pizarra piramidal. El siguiente nivel consiste en ventanales de la galería que corresponde al triforio del coro. El piso superior corresponde a unos altos vitrales del ábside de la catedral, que están coronados por un gablete triangular sobrepasando el nivel de la base de la gran cubierta.
La parte superior de la pared lateral de la nave principal del ábside está sustentada por seis contrafuertes del mismo tipo que los laterales del coro, es decir, arbotantes, con un canal para fluir el agua de lluvia. Cada arbotante tiene por lo tanto dos puntos de apoyo externo. El primer punto de apoyo se eleva desde la parte superior de la columna del deambulatorio, entre la girola y las capillas. El segundo punto de apoyo es el puntal real y se sustenta en el muro de la pared que separa las capillas radiales en su parte exterior.

### Gárgolas, quimeras y reyes músicos
Las gárgolas son numerosas en las partes superiores de Notre-Dame de Amiens. Se encuentran colocadas al final de los canales para drenar agua de lluvia de los techos y están diseñadas solo para los extremos de los tubos de drenaje. Suelen sobresalir al vacío para lanzar el agua lo más lejos posible de los muros de la catedral y no producir humedad sobre sus paredes. A menudo tienen la forma de animales fantásticos, con la boca permanentemente abierta y, por lo tanto, parecen bestias aterradoras. Su posición es generalmente horizontal o a veces inclinada, y siempre terminan con la boca hacia abajo para facilitar el flujo del agua. Algunas tienen formas humanas, todas son diferentes y fueron creadas por diversos artistas que dieron rienda suelta a su imaginación. Muchas gárgolas se encuentran en los arbotantes. El sistema de drenaje del techo de la catedral hace correr el agua por la canalización en la parte superior de los arbotantes y sus gárgolas.
Las quimeras son simplemente unas estatuas fantásticas o diabólicas, muy a menudo de estilo grotesco, y su función es simplemente decorativa o parece ser la de observar la ciudad. Por lo tanto, suelen tener la boca cerrada y están colocadas sobre soportes que las elevan. Se hallan en las alturas de la catedral, ubicadas en los pasamanos de las balaustradas, en la parte superior de los contrafuertes, o sustituyen los pináculos, y no se encuentran, en cambio, en las zonas pendientes de la construcción como los tejados de las galerías altas. Tienen la forma de demonios, monstruos y aves fantásticas, su rostro o sus ojos están mirando hacia abajo.
Por contraste con las quimeras, los «reyes músicos» son estatuas de personajes simpáticos dispersos por toda la cubierta de la catedral, y parecen tocar en loanza al Señor. Se pueden encontrar justo detrás de las torres de la fachada oeste, alrededor de la terraza llamada «Casa de músicos» ubicada en la cubierta, entre la galería de los sonneurs y el extremo occidental de la cubierta de la nave. Otro grupo de los «reyes músicos», más fácil de observar, aparece sobre las estribaciones de la capilla central del ábside de la catedral.

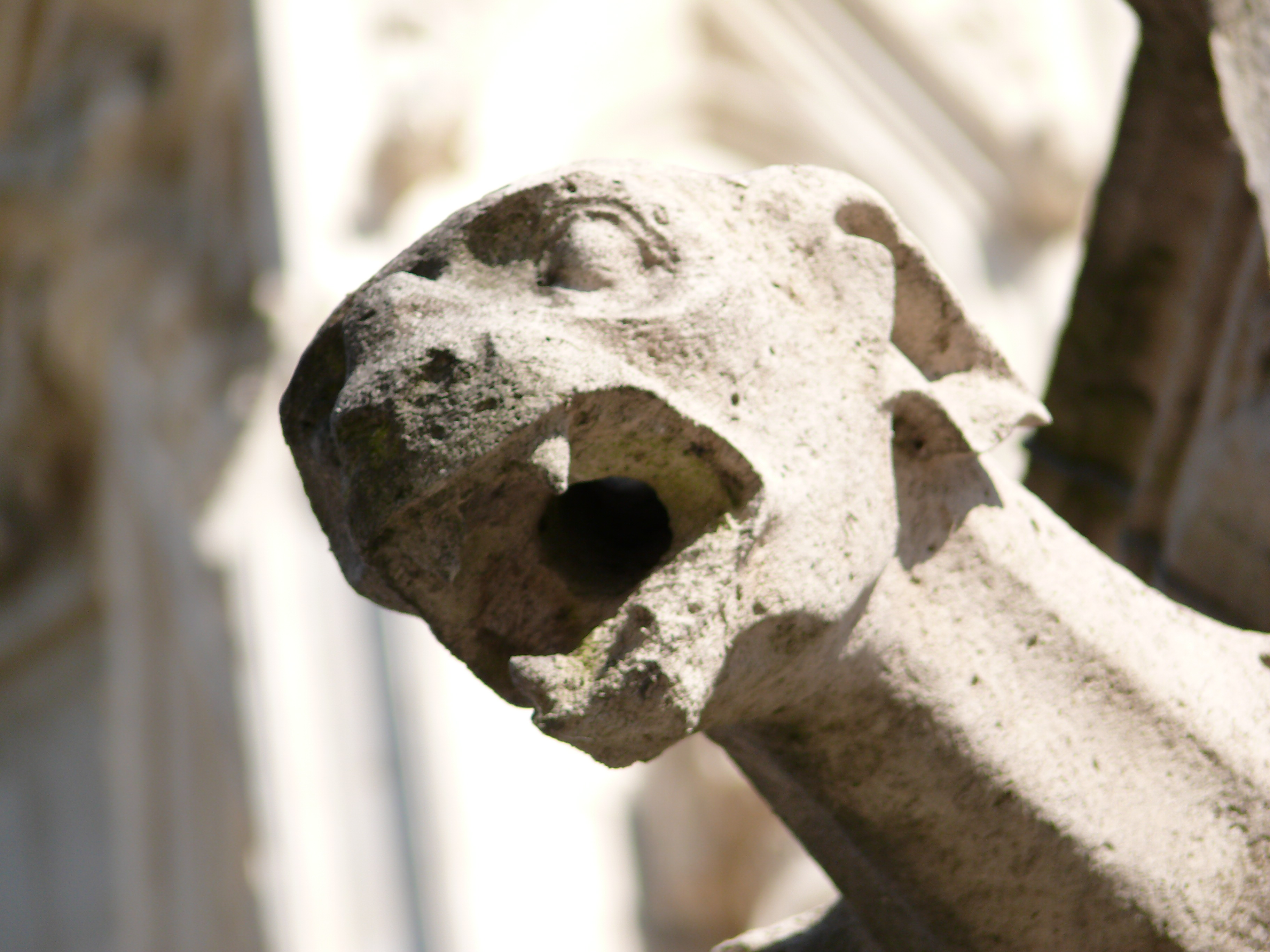
Gárgola
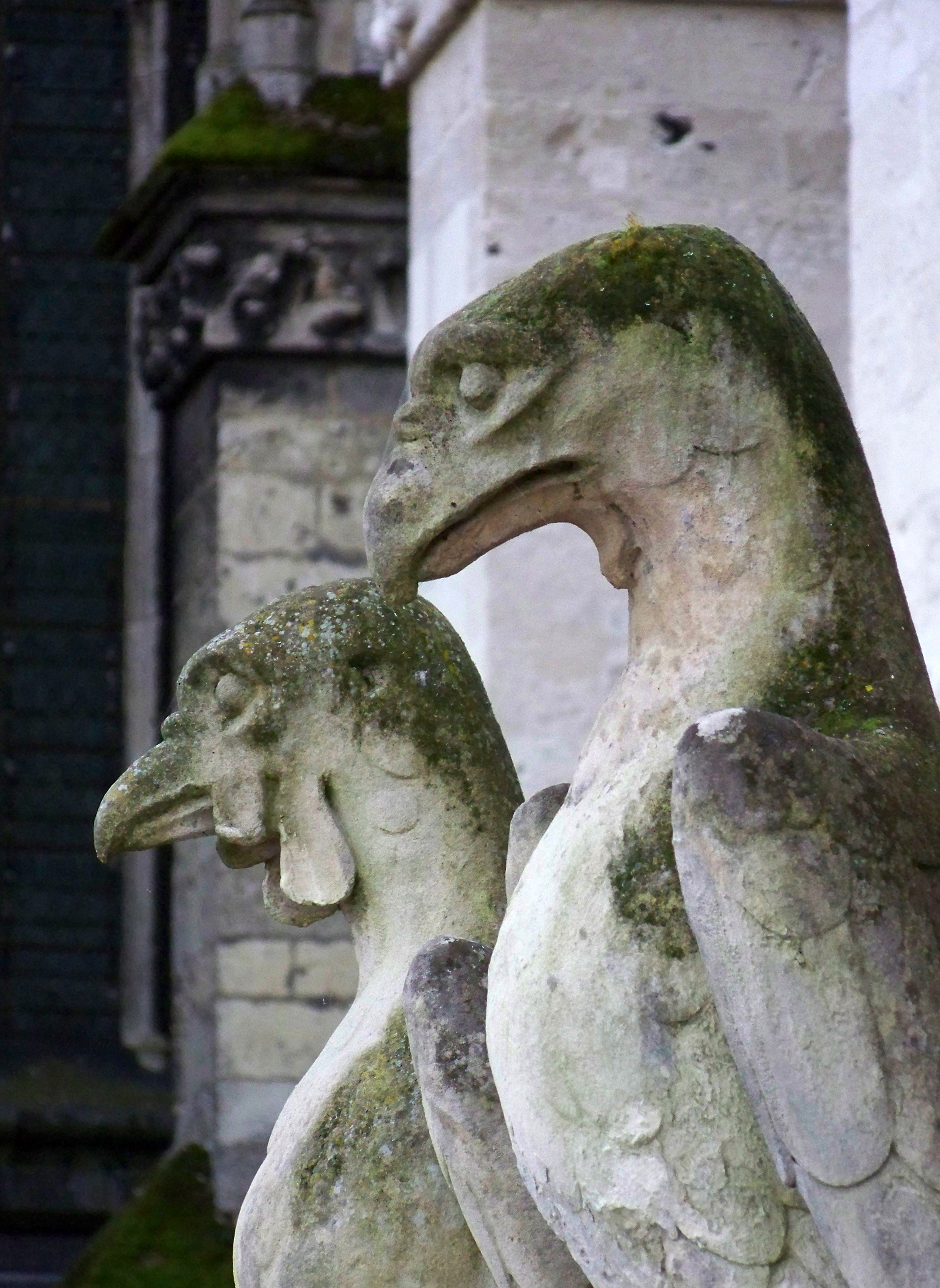
Quimeras
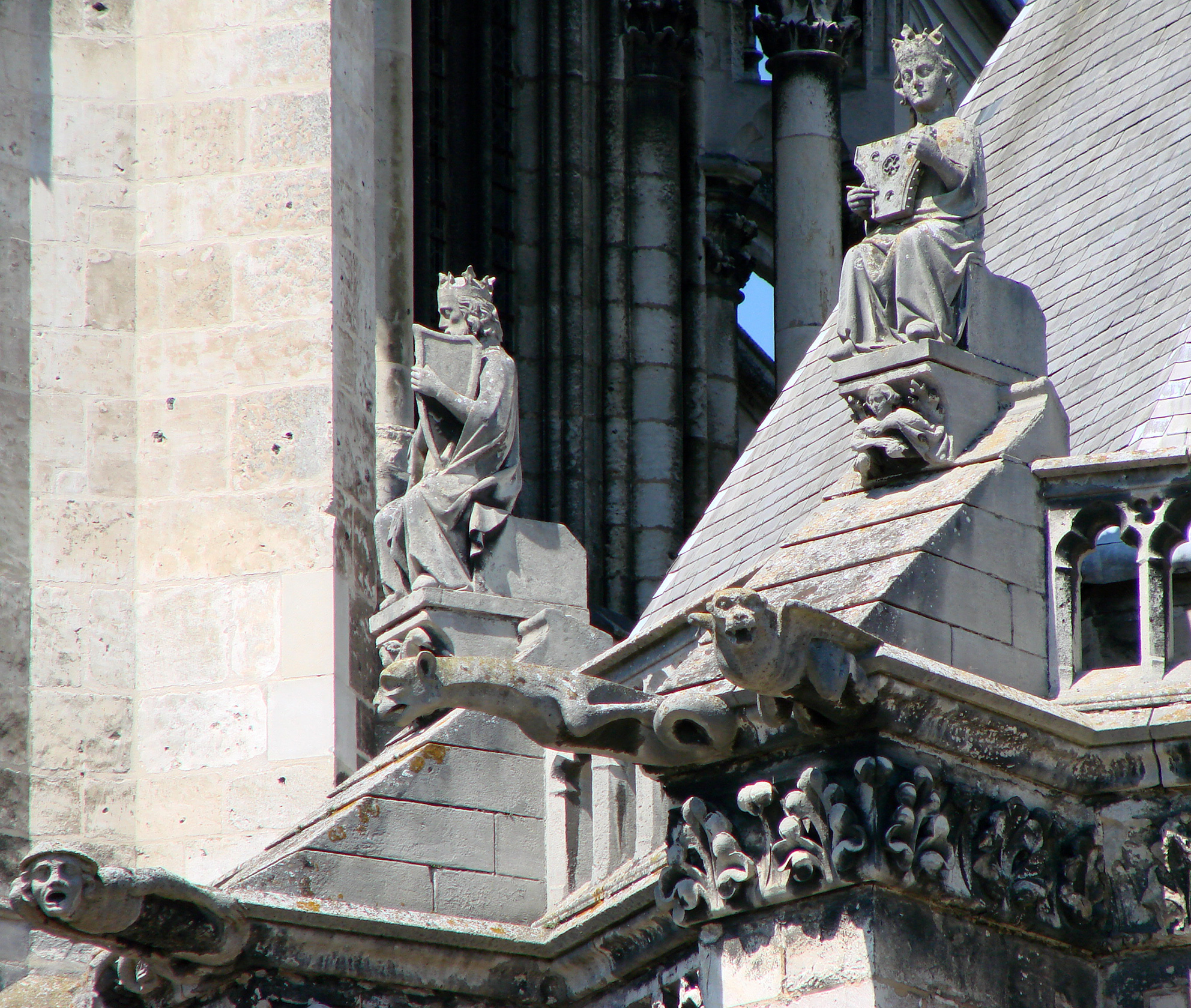
Una serie de reyes músicos en los contrafuertes de la capilla axial del ábside

## Interior

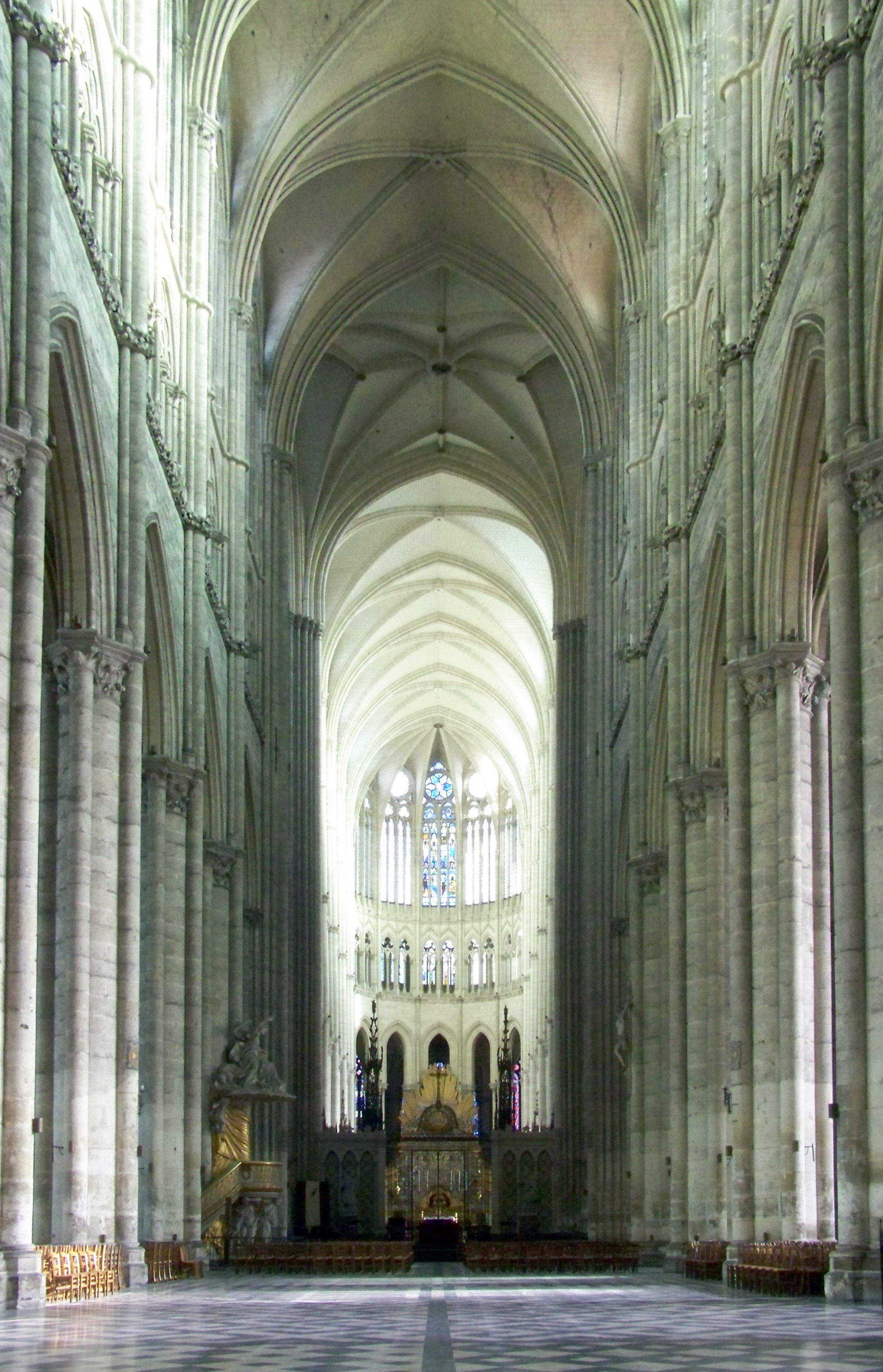
Interior desde la entrada principal

La nave de Notre-Dame de Amiens fue el primer espacio de la catedral gótica en construirse y se hizo en un tiempo muy corto: se inició en 1220 y se terminó en 1236. El alzado de la nave se divide en tres niveles: grandes arcadas, triforio y vitrales altos. Los vitrales superiores tiene cuatro ojivas. El triforio, ciego, tiene dos grupos de tres arcos en cada tramo. La iluminación del interior se efectúa principalmente por el gran rosetón de la fachada, llamado «Rosa del Mar» y los vitrales altos.
La nave consta de siete tramos rectangulares con bóvedas cuatripartitas. Tiene en cada lado una nave lateral de la misma longitud pero con bóveda cuadradas. Los juegos de columnas están basados en la alternancia de pilares fuertes y débiles. Cerca de cada una de las columnas que rodean la nave con el coro se observan cuatro columnas dispuestas en círculo a las cuales se añaden otras cuatro adosadas, que sustentan las bóvedas a 42 metros de altura. Esta circunstancia es visible también en la catedral de Chartres —precedente de las catedrales de Amiens, Beauvais y Reims—.
Dado que los muros no son ya portadores de las bóvedas, sino las columnas, los arquitectos pueden permitirse prescindir de esos gruesos muros opacos con el fin de hacer penetrar la luz por toda la fachada a través de las vidrieras. Es lo que se realizó permitiendo así inundar la nave y el coro de luz.

### El pavimento y el laberinto
El pavimento incluye diseños diferentes repartidos entre los diversos sectores del edificio. Este pavimento se restauró en el siglo XIX, según fue diseñado en el siglo XIII. Entre la variedad de motivos elaborados se encuentran, entre otros, el motivo de la esvástica o cruz gamada.
La pieza central de este mosaico es un laberinto octogonal situado en el quinto tramo de la nave. Su longitud es de 234 metros. En la Edad Media, los peregrinos que llegaban para venerar las reliquias de san Juan Bautista —cuyo cráneo había sido ofrecido a la catedral en 1206 por el canónigo Vallon de Sarton— y deseaban ganar algunas indulgencias o para que les fueran perdonados los pecados cometidos, debían seguir el camino de la línea negra del laberinto de rodillas, como un Vía Crucis. Existen otros laberintos en algunas catedrales e iglesias francesas, como las catedrales de Bayeux y de Chartres, y también tuvo uno Notre-Dame de Reims, que fue destruido en el siglo XVIII.
La piedra central del laberinto es muy interesante porque hay un resumen narrativo de la fundación de la catedral, inscrito sobre una tira de cobre. Una cruz da orientación de los puntos cardinales y a su alrededor están cuatro personajes: los tres arquitectos de la catedral Robert de Luzarches, Thomas y Renaud de Cormont y el obispo Ëvrard de Fouilloy.
Esta piedra tiene la fecha de 1288, que coincide con el final de la construcción principal de la catedral. La piedra que se muestra ahora en la nave central es una copia del original, que fue trasladada al Museo de Picardía.

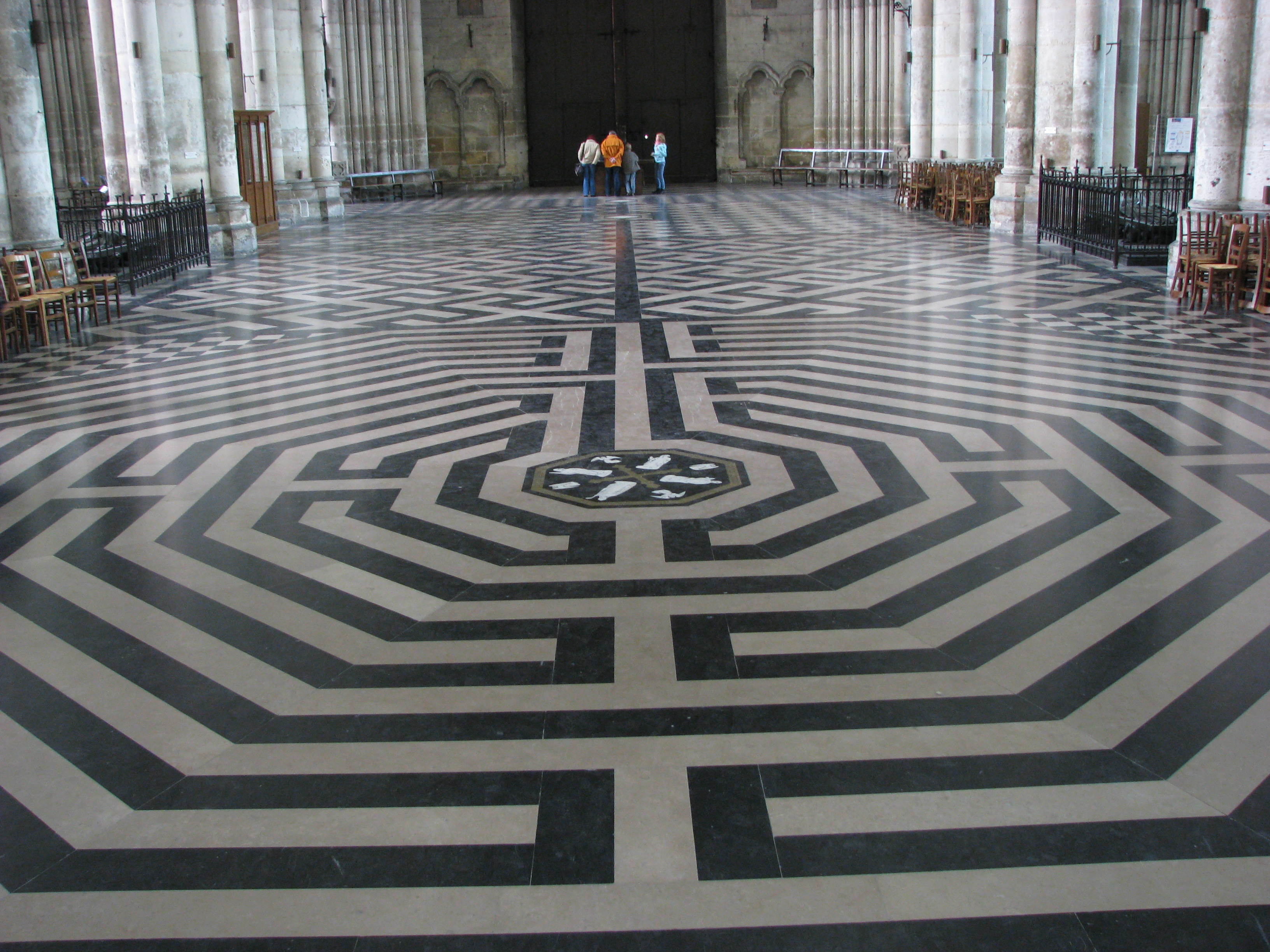
El laberinto de la catedral. En el fondo, se aprecian la variedad de dibujos que hay en el pavimento del edificio
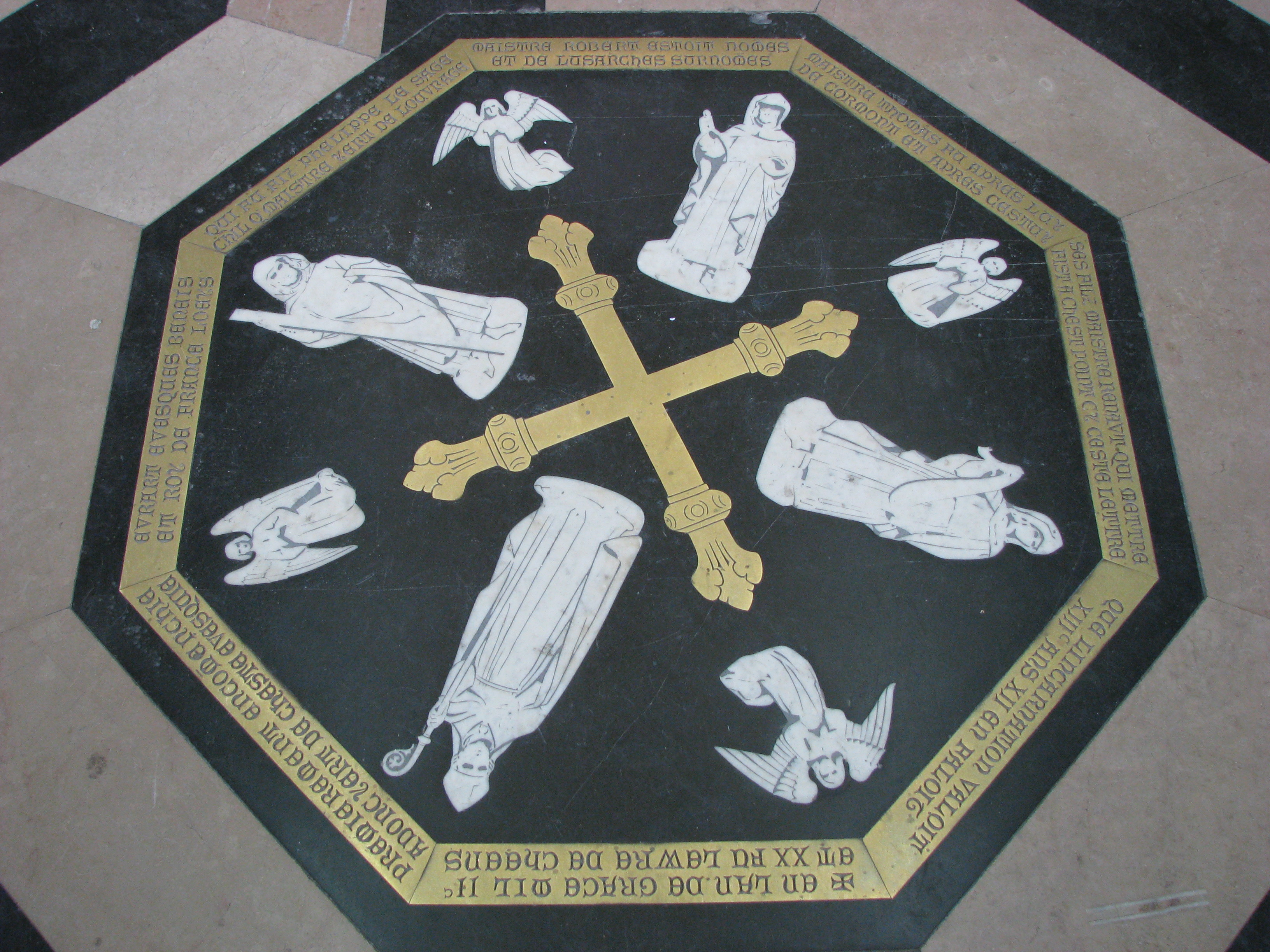
Centro del laberinto con la efigie de los tres arquitectos y el obispo Evrad Fouilloy, así como la señalización de los cuatro puntos cardinales

### Yacentes de bronce

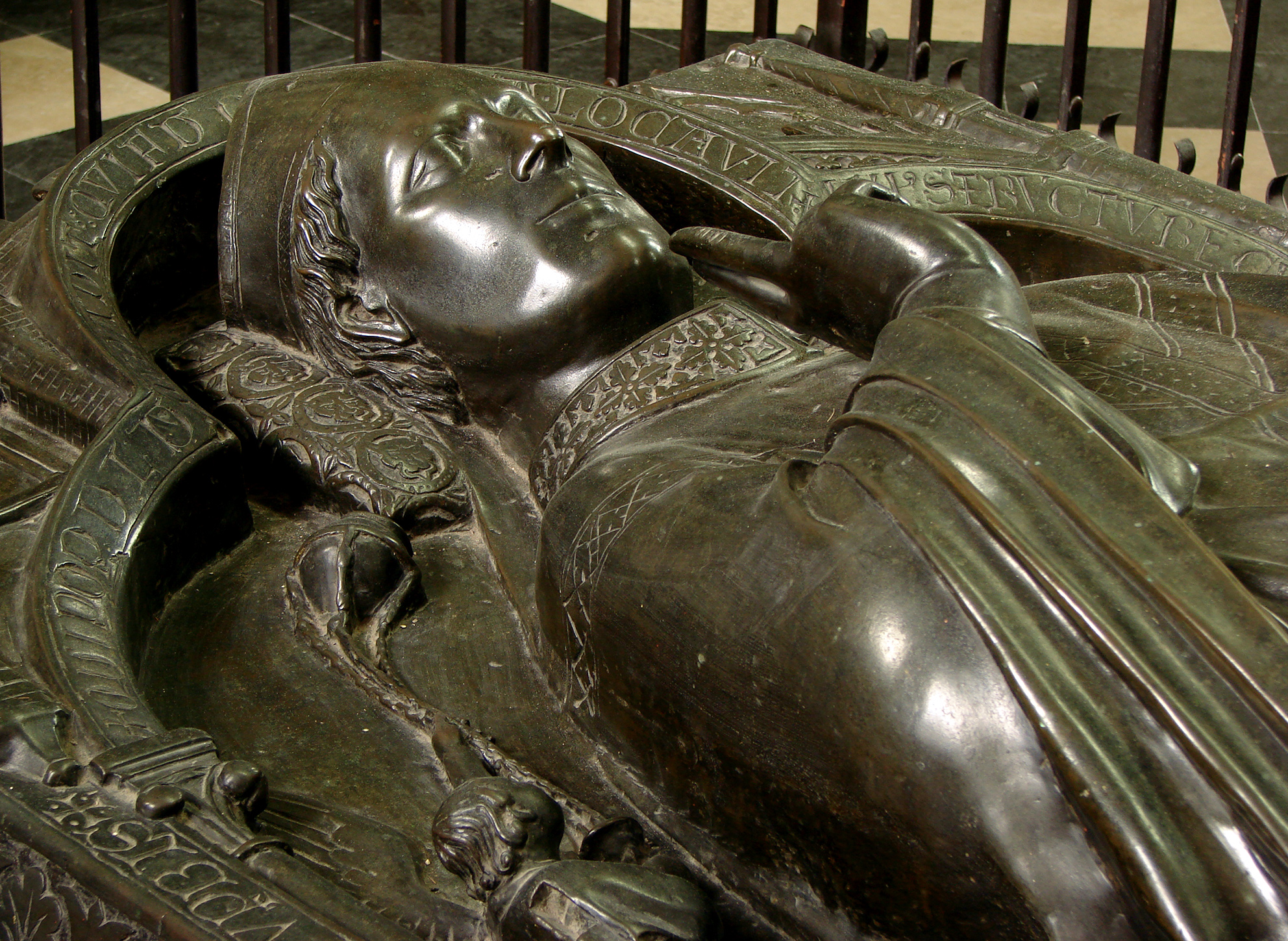
Detalle de la tumba del obispo Évrard de Fouilloy

En la entrada de la nave, a derecha e izquierda, se pueden admirar las tumbas cubiertas con efigies yacentes de dos obispos de Amiens, Évrard de Fouilloy —obispo de 1211 a 1222— y Geoffroy d'Eu —1223 a 1236—, que dieron el impulso decisivo para la construcción de este gran templo. Las obras maestras de bronce están fundidas en una sola pieza, que data de la primera mitad del siglo XIII. Se trata de piezas únicas, los únicos testimonios de bronce del siglo XIII en Francia, y milagrosamente salvados del vandalismo revolucionario de finales del siglo XVIII. Parece que los rostros de estas efigies son retratos auténticos de los dos fallecidos, ya que sus características tipológicas están perfectamente descritas.
La figura yacente de Évrard de Fouilloy se encuentra a la derecha de la entrada a la iglesia. Está apoyada sobre seis leones de bronce también. El obispo está representado con sus vestiduras episcopales de gran gala y en sus pies se aprecian dos grifos con garras y colas de serpientes que simbolizan el mal. Junto a él, en la parte superior de la lápida, hay dos sacerdotes que llevan velas encendidas y junto a sus hombros, dos ángeles ofrecen incienso al difunto.

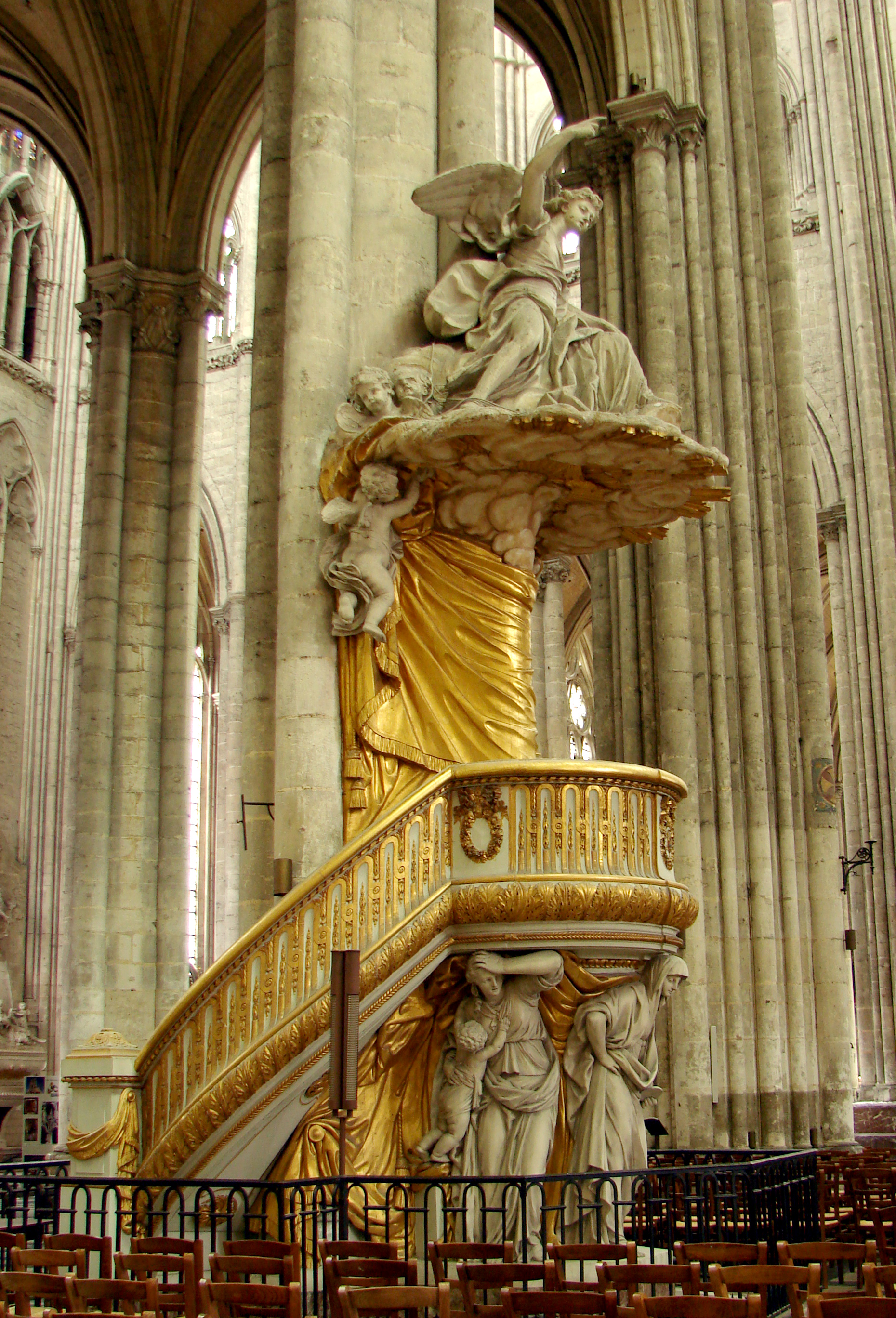
Púlpito barroco

La efigie del obispo Geoffroy d'Eu se encuentra en la izquierda del comienzo de la nave. La superficie de esta escultura está menos trabajada que la tumba de su predecesor. Contiene las mismas criaturas diabólicas y fantásticas que representan el mal por debajo de sus pies. Seis leones, diferentes a los de la otra tumba, hacen de soporte a la sepultura.

### El púlpito
El púlpito de la catedral está adosado en la última columna del lado norte (izquierda) de la nave, antes del pilar del crucero. Es un conjunto barroco bastante impresionante que data de 1773, la obra fue realizada por el escultor Jean-Baptiste Dupuis y el arquitecto Pierre-Joseph Christophle. En su base, el púlpito está sostenido por esculturas de tamaño natural que representan las tres virtudes teologales: Fe, Esperanza y Caridad.
En la parte trasera, se encuentra tallado un elegante ropaje recogido por querubines, tiene un techo simulando nubes donde se ve una paloma, símbolo del Espíritu Santo. Por último, por encima y coronando toda la obra, un ángel con las alas desplegadas sostiene un evangelio y señalada con el dedo de la mano derecha hacia el cielo. Este trabajo fue fuertemente criticado en el siglo XIX por su grandilocuencia, pero es admirable la gran belleza plástica de la ejecución con gran precisión de sus diferentes componentes.

### Capillas laterales
La nave tiene once capillas laterales distribuidas seis en el lado del Evangelio y cinco en el lado de la Epístola. En el proyecto original de la catedral no estaban previstas, pero se sintió la necesidad de construirlas a partir de finales del siglo XIII. Están datadas de los años 1290 a 1375, siendo la más antigua la que se encuentra más cerca de la cabecera del templo.

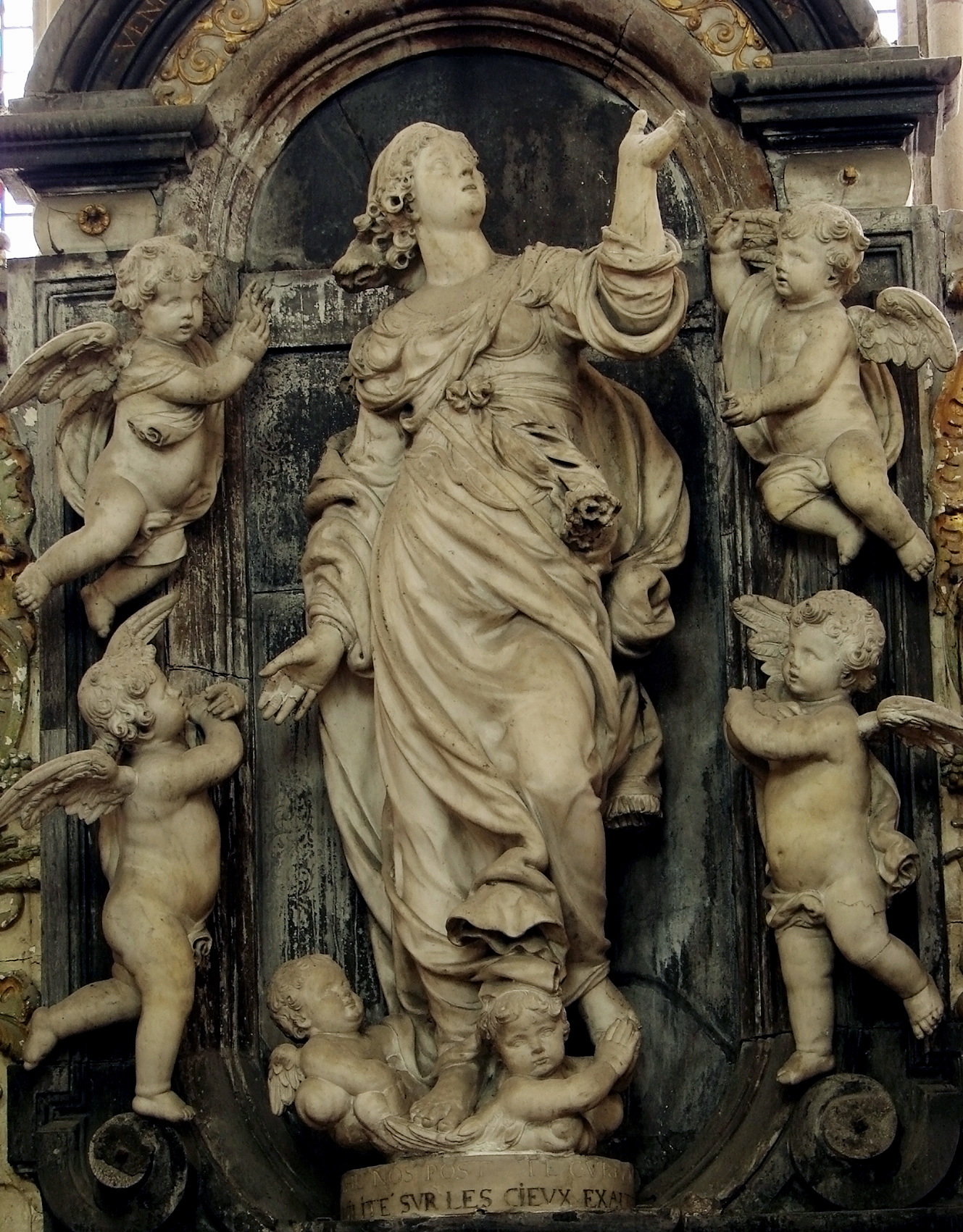
Capilla de la Asunción, retablo realizado por Nicolas Blasset

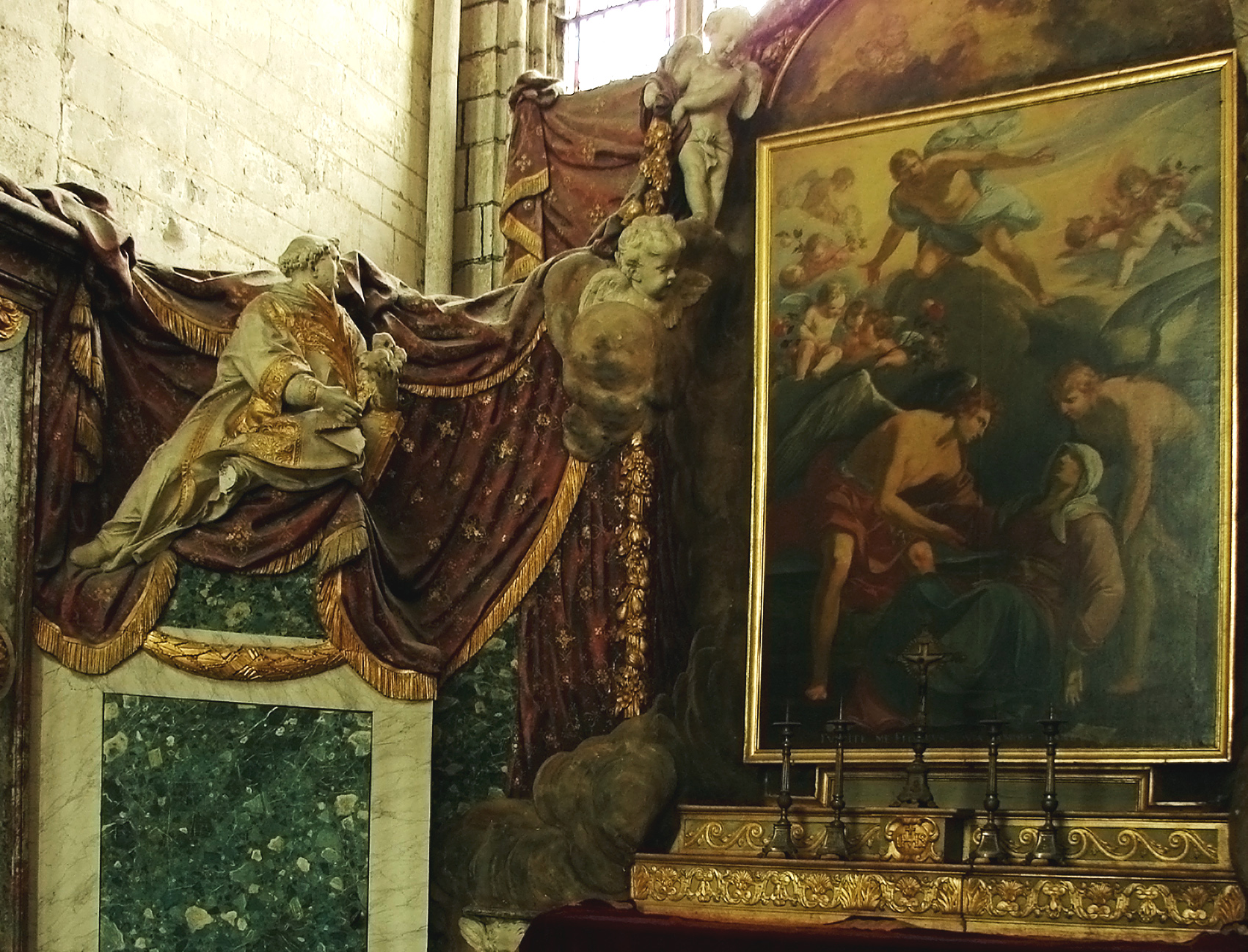
Capilla de San Esteban con la pintura El desmayo de la Virgen de Laurent de La Hyre

#### Capillas del lado de la Epístola
- Capilla de San Cristóbal recibió su decoración actual en 1762. Se incluye una estatua de san Cristóbal de piedra, la obra de Jean-Baptiste Dupuis, escultor del siglo XVIII que había colaborado en la construcción del púlpito y del altar mayor de la catedral.[36]
- Capilla de Nuestra Señora de Foy o capilla de la Anunciación, hay una estatua de la Anunciación obra del escultor Nicolas Blasset del siglo XVII, nacido en Amiens y fue ofrecida por un maestre de la Hermandad de Nuestra Señora del Puy. La escultura de la Virgen está tallada en mármol blanco sobre un fondo de mármol rojo de Rance.[37]
- La capilla de la Asunción es la tercera de la nave lateral, antiguamente conocida como capilla de San Nicolás. Fue fundada en el siglo XIV por los productores de la yerba pastel, que contribuyó a la buena economía de la población. Tomó su nombre después de la decoración ofrecida por el maestre François de Fresne perteneciente a la Hermandad de Nuestra Señora del Puy. Es una de las mejores obras de Nicolas Blasset, realizada hacia 1637, representando la Asunción de la Virgen, esta imagen así como los ángeles y Dios Padre fueron tallados en mármol blanco sobre una base de mármol negro.[38]
- En la capilla de San Esteban también llamada capilla de San Lorenzo, se encuentra en ella las estatuas de san Esteban y san Agustín. La decoración de la capilla fue diseñada por el arquitecto Christophle en 1768. Sobre el altar se encuentra una tabla del pintor Laurent de La Hyre: La pâmaison de la Vierge (El desmayo de la Virgen), de fecha de 1628.[39]
- Por último, la capilla de Santa Margarita parece que es la más antigua de las capillas laterales de la nave. Fue construida en 1292 por el obispo Guilleume de Mâcon. Su diseño actual data de 1768 y fue realizado por el escultor por Jean-Baptiste Dupuis y el arquitecto Peter Joseph Christophle. Se trata de una estatua de mármol de santa Margarita colocada sobre un altar.[40]

#### Capillas del lado del Evangelio
- La capilla de San Juan el Bautista o capilla del Salvador. Fue construida en 1375 bajo el mandato del obispo-cardenal Jean de La Grange, y en la que se encuentra su estatua.
- La segunda capilla fue construida al mismo tiempo por el mismo obispo Jean de La Grange y es conocida como la capilla de Nuestra Señora del Buen Socorro. Contiene una Virgen con el Niño, de Nicolás Blasset.
- La capilla de San Salvador se llamaba capilla de San Miguel, en ella se guarda un Cristo bizantino del siglo XII proveniente de la antigua iglesia de San Fermín el confesor, cuyo edificio fue destruido en el siglo XIII para dejar libre el terreno a la construcción del transepto norte de la catedral.[41]
- La capilla de San Honorato, contiene una escultura del titular antiguo obispo de Amiens, realizada en 1780 por el escultor Jacques-Firmin Vimeux.[42]
- La capilla de Nuestra Señora de la Paz, antiguamente se llamaba capilla de San Luis. Se puede admirar un retablo con una Virgen María realizada en mármol blanco. Fue esculpida en 1654 por Nicolas Blasset.[43]
- La capilla sexta es la capilla de San Fermín, antigua dedicada a Santa Inés, alberga una estatua en yeso de san Fermín.[44]

### Deambulatorio
El deambulatorio es de doble partir del crucero y simple en la cabecera del templo, que forma una girola que está circundada de capillas radiales o absidiolas.
Justo frente a la entrada de la capilla axial y detrás del altar mayor, está el mausoleo del canónigo Guilain Lucas (fallecido en 1628) este grupo fue realizado en 1636 por Nicolas Blasset, un escultor que trabajó para la catedral de Amiens entre 1630 y 1659. Junto al suelo, se encuentra la estatua yacente del canónigo, con las manos juntas, está alojado en un nicho. En la parte superior, el canónigo se muestra arrodillado frente a una estatua de la Virgen y el Niño. Entre el canónigo y la Virgen en el centro del monumento, se encuentra el famoso Ángel llorando, que simboliza el dolor de los huérfanos para los que el canónigo había creado una Casa de la Caridad llamada École des enfants bleus. El pequeño ángel, se inclina sobre un reloj de arena, símbolo de la brevedad de la vida, mientras se apoya con el codo contrario sobre una calavera, que simboliza la muerte. Durante la Primera Guerra Mundial, cientos de miles de tarjetas postales, medallas y otros objetos fueron hechos con la imagen de este ángel, que se vendió a los soldados que lo llevaron o enviaron a todos los rincones de la tierra.
En la parte norte de la girola se encuentra una de las mejores obras del mismo escultor Nicolas Blasset, el monumento funerario en mármol de Jean Sachy, teniente de alcalde de Amiens que falleció en 1644, y de su esposa Marie de Revelois. Realizado en 1645, la Muerte está representada como un cadáver en descomposición acostado en un sudario suspendido en forma de hamaca. Arriba, Jean Sachy y su esposa están tallados orantes de rodillas a los pies de la Virgen con el Niño Jesús en sus brazos, junto a ellos Juan el Bautista está representado como un niño acompañado del Cordero místico.

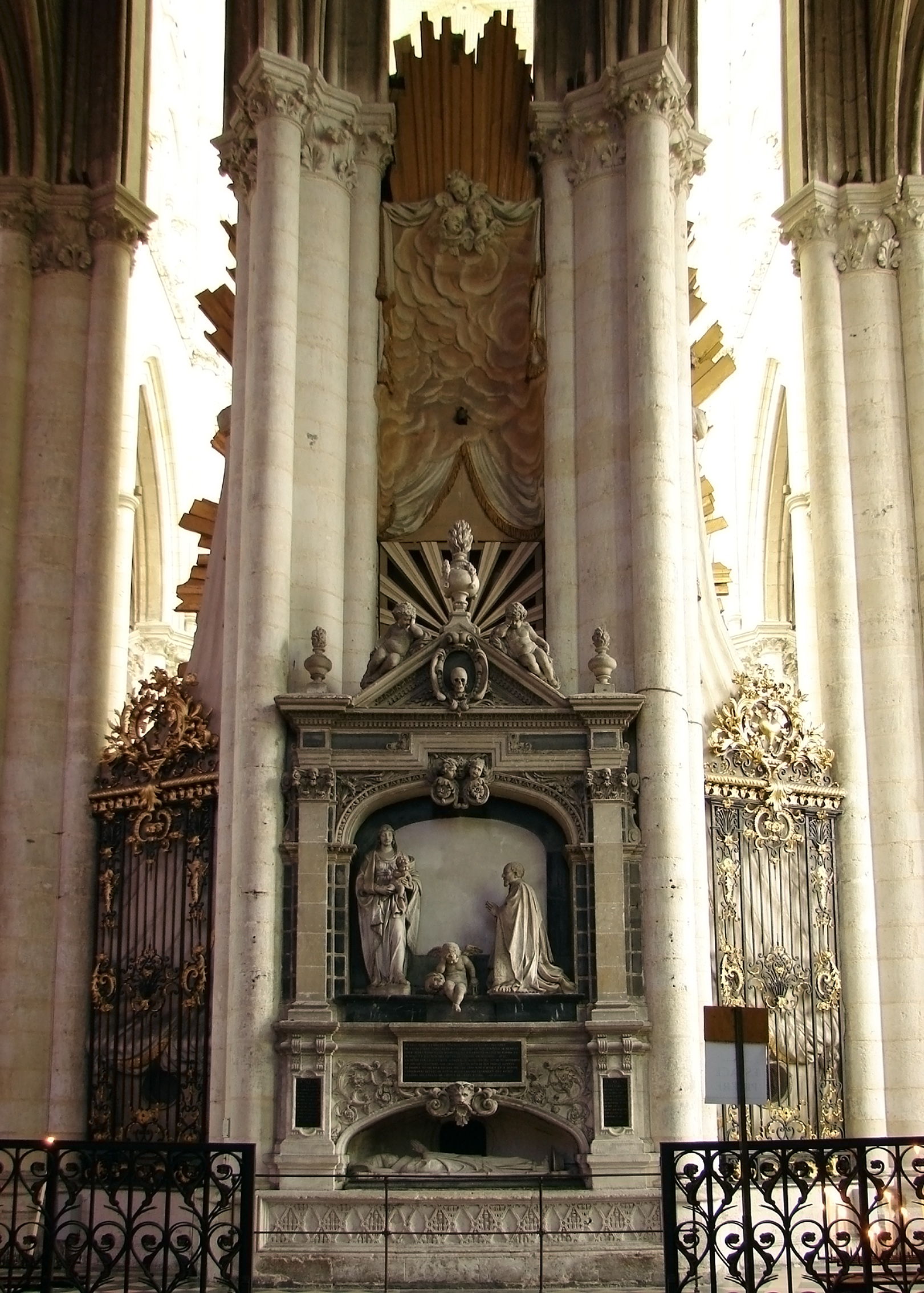
Mausoleo del canónigo Guilain Lucas
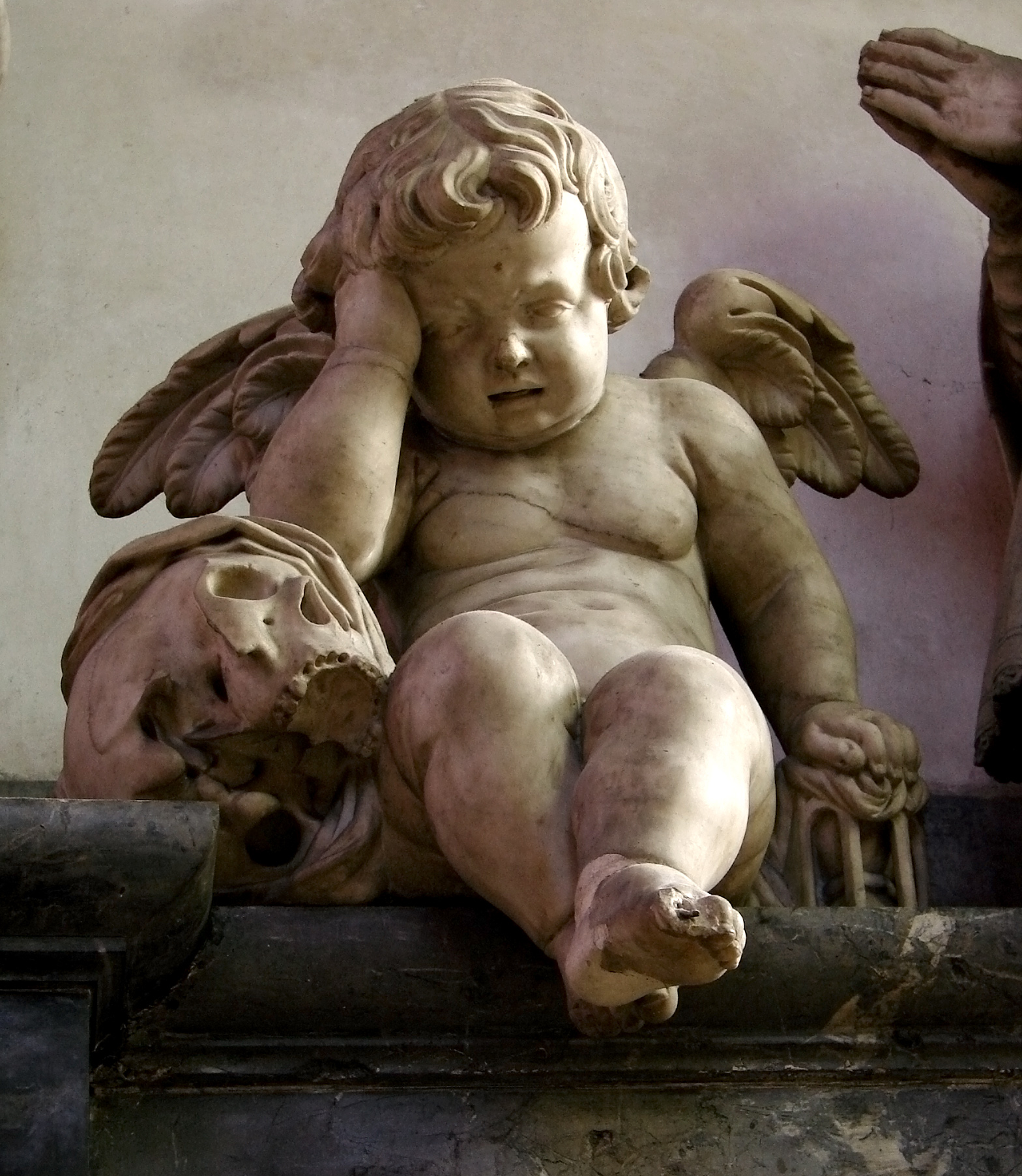
Àngel llorando
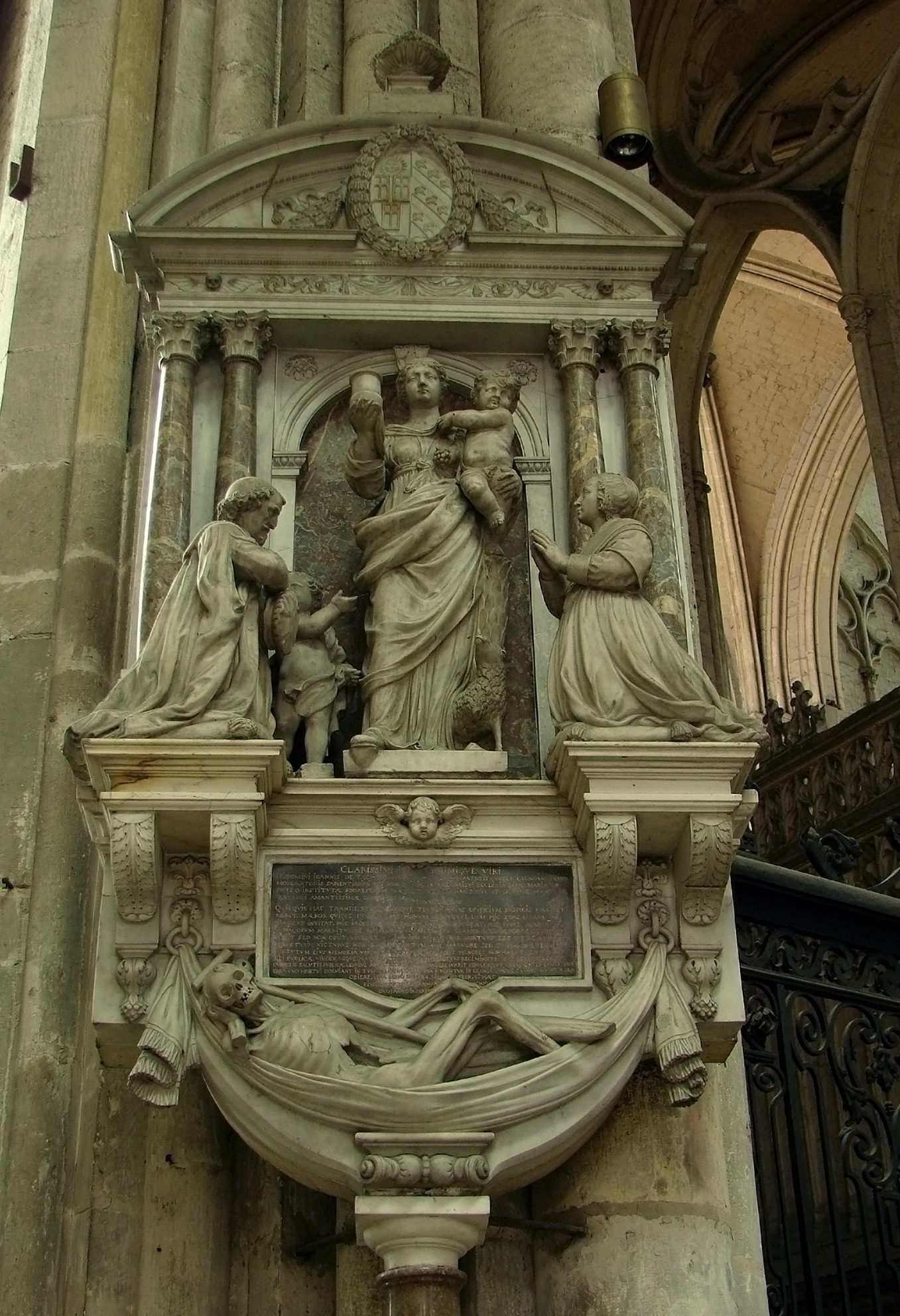
Monumento de Jean Sachy y su esposa
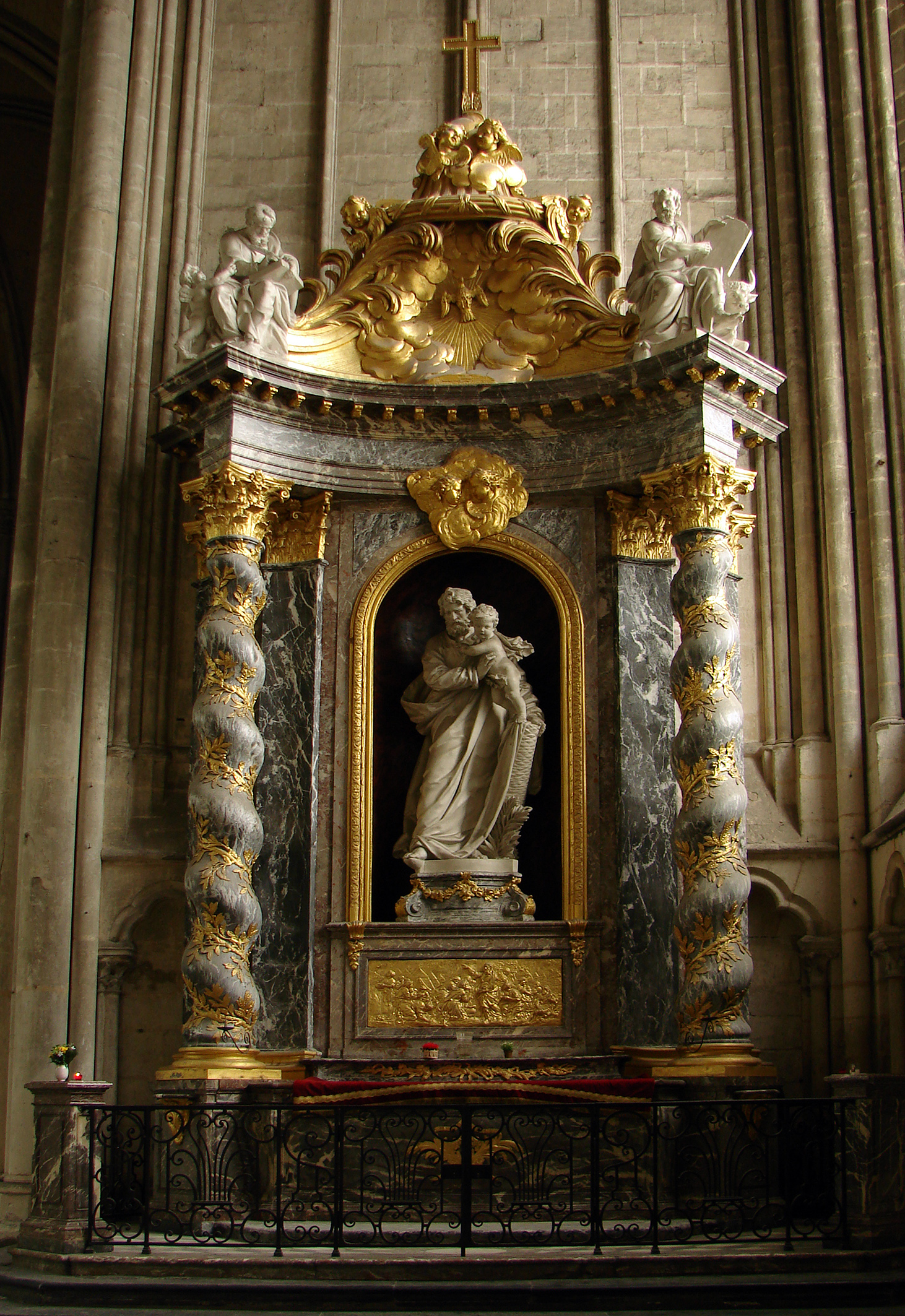
Capilla de San José

#### Capilla de Nuestra Señora de los Dolores
Se encuentra en el extremo norte del pasillo del deambulatorio externo, que incluye un altar barroco coronado por una estatua de la Virgen María en actitud dolorosa y suplicante, con una espada que le traspasa el corazón. Ocupa una gran hornacina en un retablo rodeado de columnas salomónicas típicamente barroco. En la parte superior hay una serie de querubines y otros personajes. Todo tiene un aspecto muy lujoso y llamativo pues está realizado en mármol de varios colores.

#### Capilla de San José

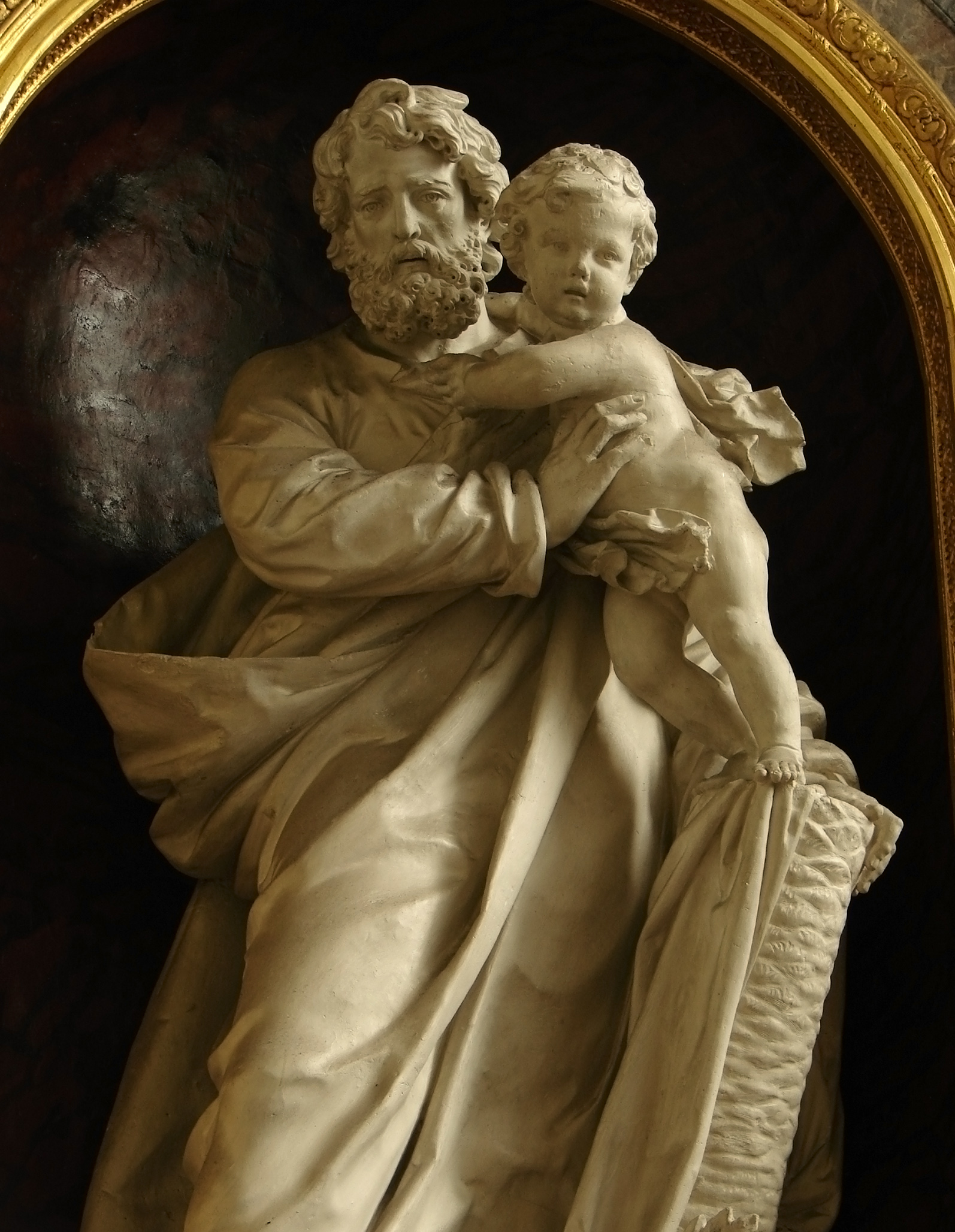
Estatua de San José por los hermanos Duthoit, ubicada en la capilla de San José (1832), catedral de Amiens

Antiguamente capilla de San Carlos Borromeo, se encuentra al final del pasillo del deambulatorio exterior pero en la parte sur. Consta de un altar barroco con columnas salomónicas. En el coronamiento superior a la derecha se encuentra la estatua de Mateo el Evangelista acompañado de su ángel simbólico y en el lado contrario la de San Lucas el evangelista con el buey como símbolo, entre ambos en medio de una gran decoración dorada con querubines, se encuentra una paloma simbolizando al Espíritu Santo. En la hornacina central hay una imagen de San José con el niño Jesús en sus brazos, del siglo XIX realizada por los hermanos Aimé y Louis Duthoit, escultores de Amiens.

### Capillas de la girola

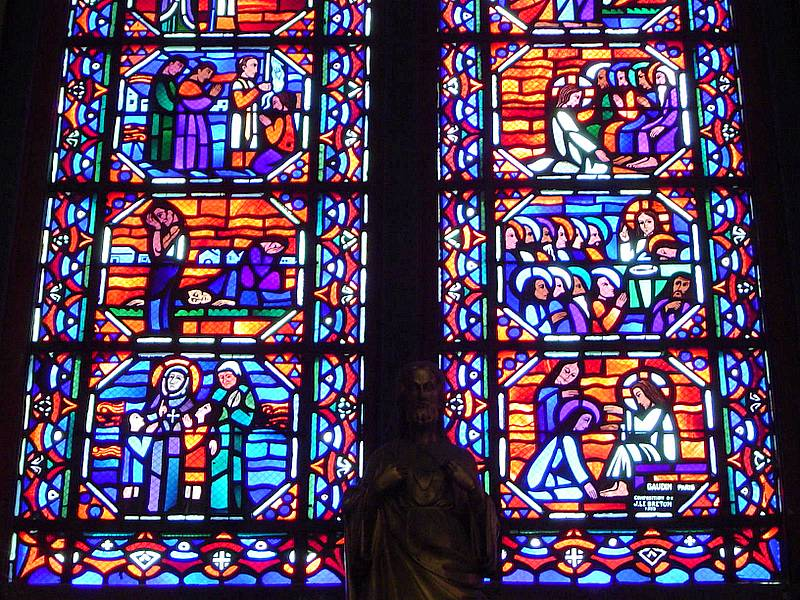
Vitral central de la capilla del Sagrado Corazón

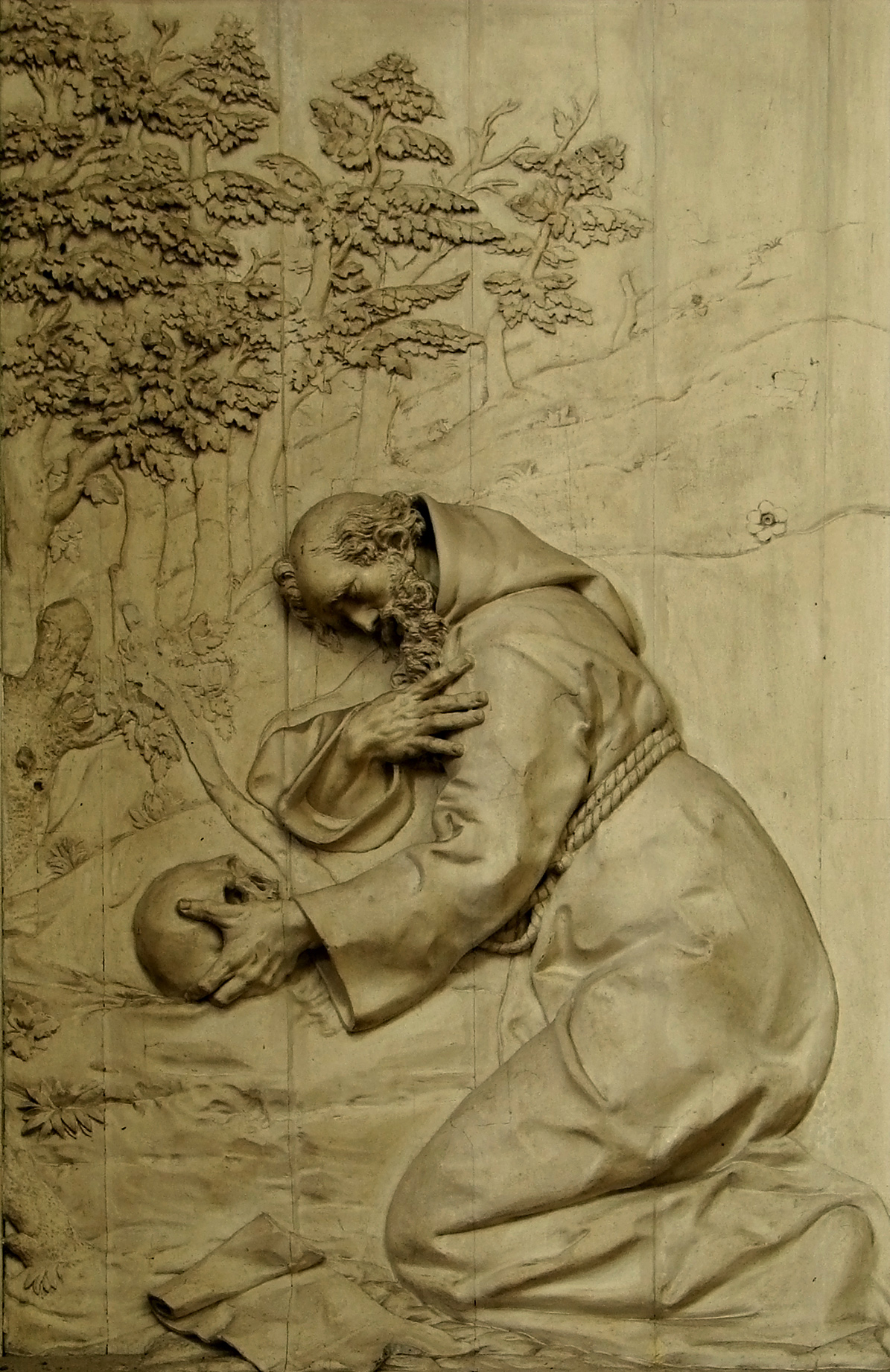
Relieve de San Francisco de Asís en su capilla titular

Las capillas absidiales tienen todas grandes vitrales alargados de dos calles coronadas por un arco trebolado. Las dos capillas más cercanas a la parte rectangular del coro tienen dos vitrales, la capilla central, mucho más grande, tiene siete y las cuatro capillas restantes tienen tres. Estas capillas tienen la misma altura que las naves laterales del coro y de la nave, es decir, casi veinte metros de alto.
Siguiendo un recorrido de izquierda a derecha se encuentran:

#### Capilla de los catecismos
A su entrada a la izquierda, se encuentra una escalera de caracol que de acceso a los niveles superiores y otro acceso que da lugar propiamente a la capilla que se encuentra situada fuera de la catedral y que ocupa el lugar del antiguo claustro, en la actualidad desaparecido.

#### Capilla de San Juan Bautista
Esta capilla fue decorada de nuevo entre 1775 y 1779 por Jacques-Firmin Vimeux. Contiene un retablo con la imagen del titular San Juan Bautista.

#### Capilla de Santa Teodosia
Anteriormente se llamaba capilla de San Agustín. En 1853 el obispo de Amiens, Antoine de Salinis, trajo de Roma las reliquias provenientes de las catacumbas, de Aurelia Teudosia supuestamente nacida en Amiens. El mismo Napoleón III financió la restauración y la decoración de la capilla de San Agustín, y asistió a la inauguración de la que se convirtió en la capilla de Santa Teodosia. El sarcófago de la santa se encuentra en un tabernáculo de estilo neogótico ejecutado por los hermanos Aimé i Louis Duthoit. Está rodeado por una notable reja debida a un cerrajero de Amiens, llamado Corroyer. Es muy interesante y hermoso el vitral de esta misma época y que están representados Napoleón III y su esposa la emperatriz Eugenia de Montijo, el papa Pío IX y el obispo de Amiens, de Salinis. También vemos el famoso Castillo de Pierrefonds, en reconstrucción durante esa época. Los vitrales de la parte inferior derecha, o «vidrieras de los tejedores», datan del siglo XIII.

#### Capilla de la Virgen
Llamada capilla de la pequeña parroquia es la capilla axial, la más grande y la más larga de todas las absidiales —15,25 metros de profundidad—. Se parece en la arquitectura a la de la Sainte-Chapelle, en París, ambas contemporáneas. Fue restaurada en el siglo XIX por Viollet-le-Duc y su equipo. El altar de piedra es obra de los hermanos Duthoit. La capilla contiene dos tumbas del siglo XIV, la del obispo de Amiens, Simon de Gonçan y la de Thomas de Saboya. Cada una de estas tumbas reposa sobre una base adornada con personajes dolientes.

#### Capilla del Sagrado Corazón
Anteriormente fue llamada capilla de Santiago el Mayor. Contiene un magnífico altar de bronce, diseñado por el joyero parisino Placide Poussielgue-Rusand. También guarda las banderas de los ejércitos aliados que defendieron Amiens en 1918.

#### Capilla de San Francisco de Asís
Antigua capilla de San Nicasio fue decorada nuevamente entre 1775 a 1779 por el escultor Jacques-Firmin Vimeux que realizó el retablo con una figura de San Francisco de Asís y el artista Bénouville contribuyó con una pintura que representaba a este santo muriendo y dando su bendición a la ciudad de Amiens.

#### Capilla de San Eloy
Es la última de las siete capillas absidiales y está situada en el extremo sur de girola. Es bastante sorprendente, ya que muestra en sus muros representaciones pictóricas de sibilas, que no son específicamente personajes cristianos, más bien relacionadas con el paganismo de la antigüedad. Sin embargo, el decano del capítulo, Adrien de Hénencourt fue el que las hizo pintar en 1506. Las ocho sibilas que están representadas son: Agripa, Pérsica, Tiburtina, Libia, Europa, Frigia, Eritrea y Cumana. Restauradas en 1853 y en 1977, estas sibilas son una excelente muestra de la pintura francesa de principios del siglo XVI. Pero la capilla de San Eloy es principalmente una antecámara que conduce a la Capilla de los Macabeos y al tesoro de la catedral.

### Transepto

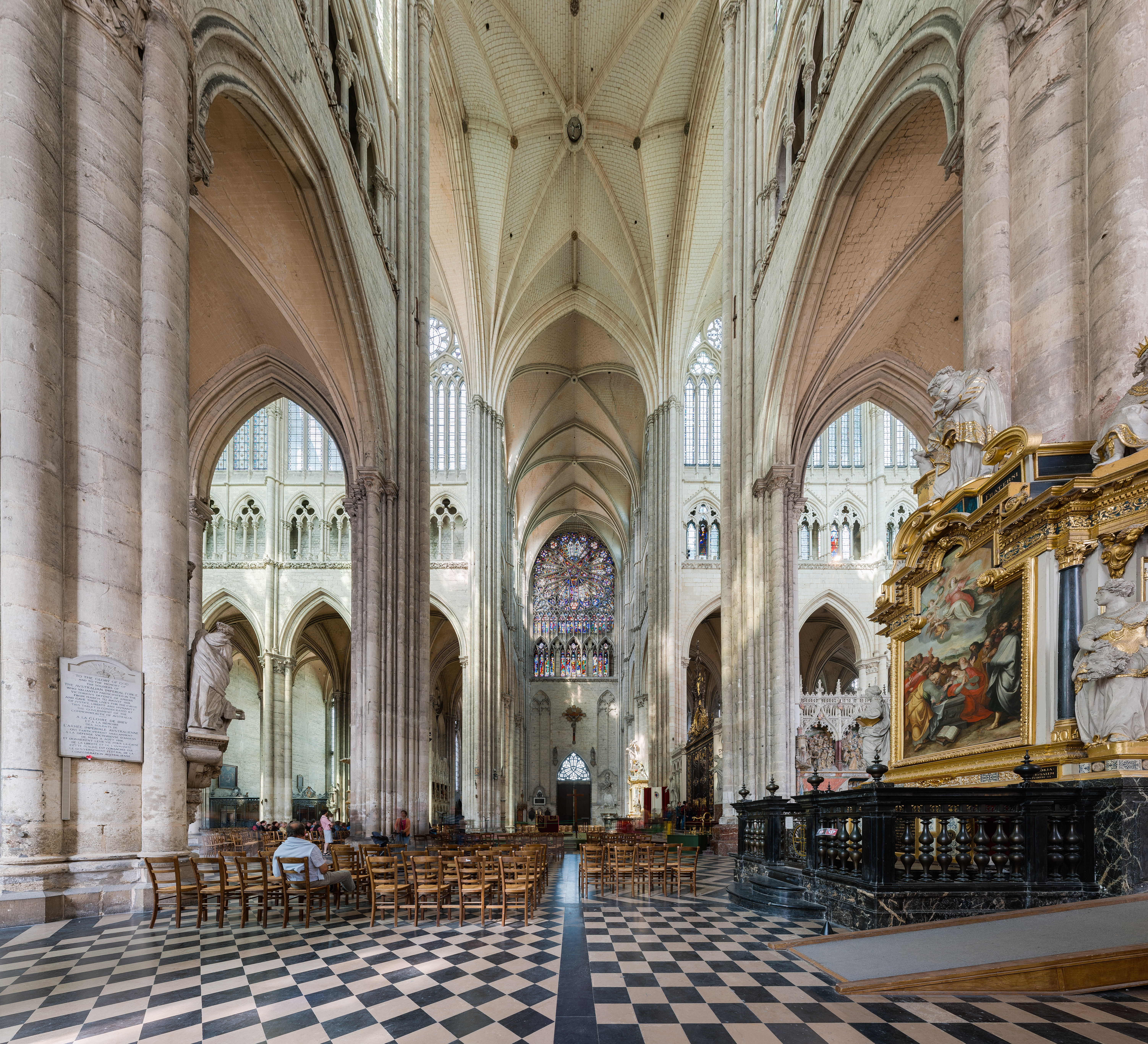
Transepto y rosetón del brazo norte

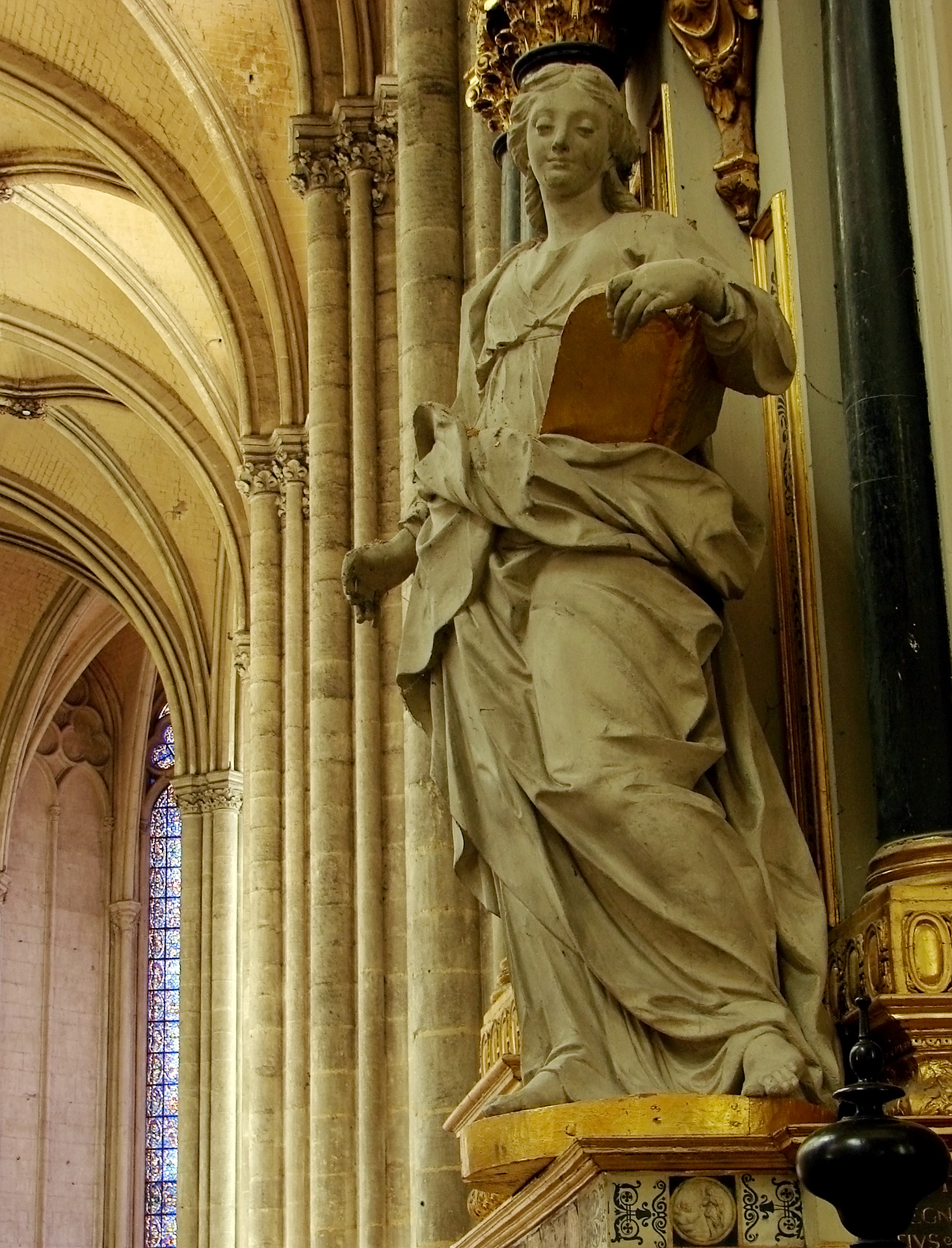
Capilla Nuestra Sñora del Puy con la escultura de santa Genoveva, obra de Charles Cressent

Los dos brazos del crucero tienen cada uno tres tramos y dos pasillos laterales, uno al oeste y otro al este. La elevación de los muros del transepto consta de tres niveles, como la nave y el coro, grandes arcadas que dan a los pasillos, el triforio y vitrales altos.
Cada brazo está iluminado por un gran rosetón, que ocupa la pared superior del muro del fondo y que está sobre otra vidriera de cinco arcos, esta vidriera corresponde al muro exterior del triforio. El rosetón del brazo sur del transepto recibe el nombre de «Rosa del cielo» y es de estilo gótico flamígero, mientras que el del brazo norte se llama «Rosa de los Vientos» y es anterior.
El transepto de la catedral está también ricamente decorado. En el brazo norte se encuentra una gran pila bautismal del siglo XII, cuando se administraba dicho sacramento por inmersión. En el lado izquierdo (occidental) del brazo se hay una serie de cuatro hornacinas de piedra de estilo flamígero, esculpidos sobre el antiguo modelo del cerramiento del coro de la misma época. Hay escenas talladas, pintadas y doradas, que reproducen las cuatro partes del Templo de Jerusalén:
- En la primera hornacina se puede observar a Jesús en el atrio del Templo entre los comerciantes.
- La segunda escena tiene lugar en el Tabernaculum o Tabernáculo y todavía muestra a Jesús entre los comerciantes
- En la parte del templo llamada Heijal o Santo, dos sacerdotes queman incienso sobre un altar y se ven sobre una mesa apilados doce panes.
- Por último en el cuarto espacio, tiene lugar una escena que se desarrolla en el Sancta sanctorumo Santísimo: el Sumo Sacerdote de Israel inciensa el Arca de la Alianza.[55]

#### Capilla de San Sebastián
Se encuentra situada en la intersección del transepto y el lado norte del doble deambulatorio frente al pilar que separa los dos pasillos de la girola. La capilla data de la primera mitad del siglo XVII y fue restaurada en 1832 por los hermanos Duthoit. Tiene un pequeño altar coronado por una pintura situada en el centro de un retablo de mármol tallado y parcialmente dorado. La tabla de pintura es una Crucifixión proveniente, de la abadía de Fontevrault, y atribuido a Guillaume Hergosse pintor flamenco del siglo XVIII. Está rodeada en la derecha por una escultura de San Luis rey de Francia, llevando la corona de espinas. A la izquierda está la estatua de San Roque con su perro, obra realizada por Nicolas Blasset y datada de 1634. Por encima de todo este conjunto: una bella estatua del mártir San Sebastián, traspasado por las flechas y la cabeza rodeada de querubines. La combinación de los tres santos (San Luis, San Roque y San Sebastián) es comprensible, porque los tres eran invocados durante las epidemias de peste.

#### Capilla de Nuestra Señora del Puy
Corresponde al lado sur, la capilla es una de las importantes de la Hermandad Notre-Dame du Puy, a quien el maestre designado cada año, debía ofrecer un regalo a la catedral, por lo general bajo la forma de una rica obra de arte. La capilla data del siglo XVII y tiene sobre todo un magnífico retablo en el centro del cual se encuentra una pintura de la Asunción de la Virgen con dos estatuas a su alrededor, a la derecha Judith que sostiene la cabeza del gigante Holofernes, y a la izquierda Santa Genoveva. Esta última se transformó en una «diosa de la Razón» durante la Revolución francesa, y se puso entre sus manos la «tabla de los Derechos Humanos y del Ciudadano». Después de la Revolución, se transformó de nuevo, esta vez en Sibila, y en esta etapa se supone que sostiene las «tablas de la ley de Dios».

#### Capilla de San Pedro y San Pablo
Ocupa el extremo sur del pasillo del brazo sur del transepto. El altar de madera tallada fue encargado en 1750 por el canónigo Francisco Cornet de Coupel, que actuaba como brazo derecho y activo ayudante del obispo Louis-François-Gabriel d'Orleans de Lamotte, en la renovación barroca de la catedral. Está pintado en imitación de mármol y tiene un gran cuadro que representa la Adoración de los Magos. El altar está rodeado por las estatuas de San Pedro y San Pablo. En esta capilla se abre una escalera que conduce a niveles superiores del crucero sur.

### Altar mayor

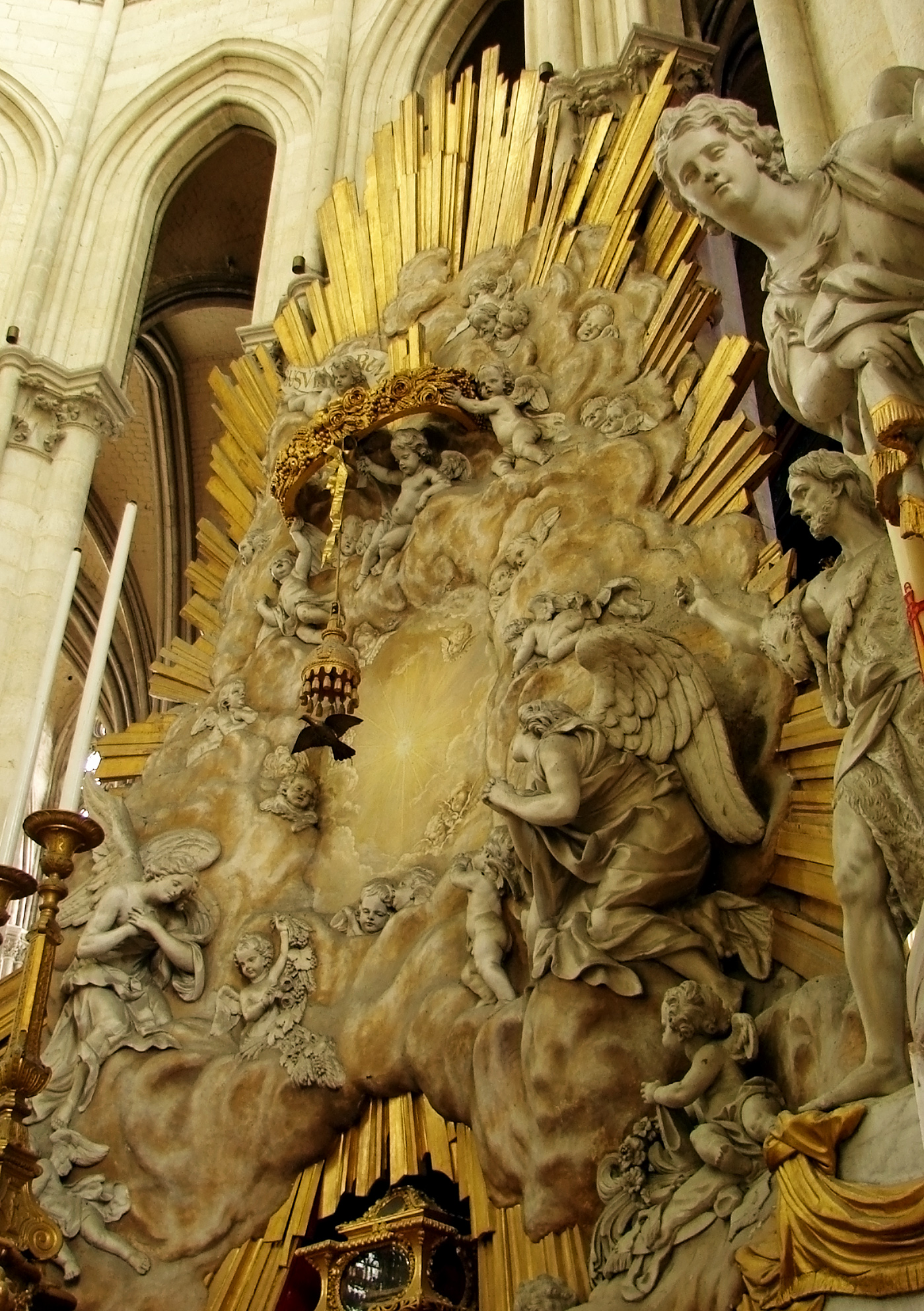
Vista lateral de la «Gloria eucarística», del altar mayor

El nuevo altar mayor barroco, fue instalado en 1751. Está bordeado por un gran grupo escultórico, que ocupa la mayor parte del ábside y compuesto por grandes esculturas del arte barroco francés, decoradas con oro. Se trató de un monumento único en su tiempo, que fue diseñado por el arquitecto Pierre-Joseph Christophle y esculpido por Jean-Baptiste Dupuis de Amiens. Es llamado la «Gloria eucarística». Sobre una base de mármol, la Gloria tiene la forma de un remolino de nubes rodeado de un halo de rayos de luz, como enormes agujas de oro. En el centro se encuentra la paloma eucarística en la que convergen todas las miradas. El conjunto es una verdadera explosión de luz, que simboliza la Resurrección de Cristo, «luz del mundo». Todo gira alrededor de la paloma, ángeles y querubines en aleteo dentro de las nubes. En ambos extremos de la escena, a una altura de más de quince metros, se puede ver las estatuas de la Virgen María a la izquierda y de san Juan a la derecha, hacia los laterales se encuentran dos ángeles. Todo está dispuesto en un semicírculo sobre las arcadas del ábside y enfrente del coro.

### Coro
Al igual que la de la nave, su elevación es de tres niveles de grandes arcadas, triforio y ventanales altos. En los tramos rectangulares, hay la misma arquitectura que en la nave, aunque con algunas peculiaridades. Así, los dos grupos de tres arcos del triforio están coronados por arcos en forma de mitra. Además, contrariamente a lo que se ve en la nave, el triforio está con claristorio. Por último, las calles de las vidrieras altas son seis en lugar de cuatro.
En el eje del coro, se puede ver un gran vitral de colores que se ofreció a la catedral en 1269. Es el mejor y más importante vitral del templo. Su tema es el de los ángeles anunciando la coronación de San Luis. Sobre una de las vidrieras hay una inscripción con el nombre del obispo y la fecha: «Bernardus episc. Em Dedit. M. CC. LXIX».

#### Sillería
Realizada en madera de roble la sillería de la catedral representa una gran obra de arte de ebanistería, de estilo gótico, que fue diseñada por los maestros Arnould Boulin, Antoine Avernier y Alexandre Huet. La perfección técnica de estos estalos es tal que el ojo humano no puede detectar el menor rastro de ensamblaje. Aquí no hay clavos o tornillos o pernos ni espigas. A pesar de ser del gótico tardío, ya incorpora elementos renacentistas.

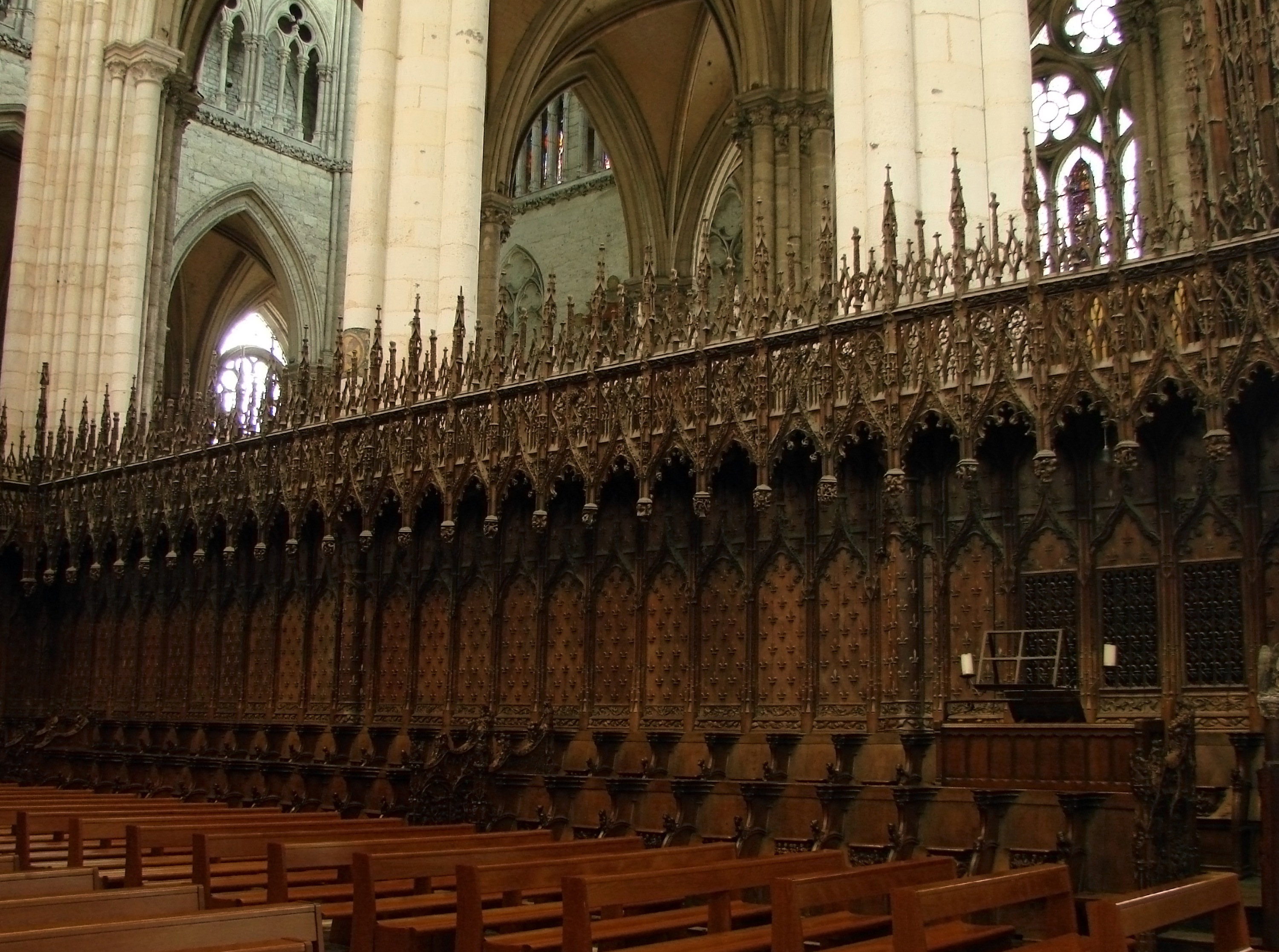
Sillería del coro de la catedral de Amiens

Representan más de cuatro mil personajes y fueron realizados en once años, de 1508 a 1519. El número de asientos original era de ciento veinte de los que hoy quedan 110, sesenta y dos en la parte alta y cuarenta y ocho en la baja. Las dos sillas especiales estaban reservadas para el rey y para el deán del capítulo catedralicio. Estas son únicas en su género y tienen como doseles una talla en madera como si de filigrana se tratara, que se eleva a 13,50 metros del suelo. En la silla del rey, se sentaron en ella, entre otros, Luis XII, Francisco I, Enrique IV, y también a continuación Napoleón I y el presidente De Gaulle.
En las misericordias y sobre los brazos de los sitiales, se encuentran una multitud de personajes esculpidos con rostros tipológicos, que muestran los principales acontecimientos descritos en el Antiguo Testamento, desde la creación del hombre hasta el rey David. Estos personajes bíblicos están vestidos y realizan diversos trabajos a la manera que se hacía en la zona de la Picardía en aquella época. Por encima la sillería se encuentran, escenas talladas con gran delicadeza sobre la vida de María, describiendo escenas desde su Concepción hasta su Coronamiento, de acuerdo con los textos del Nuevo Testamento y la Leyenda Dorada. Sobre los reposabrazos, hay una multitud de personajes que muestran la vida cotidiana en Amiens y, en general, de la Francia del siglo XVI. Una profusión de pequeñas figuras, talladas con destreza y con gran sentido del humor, enseñan a los peregrinos, clérigos, artesanos, hombres y mujeres de la época, con sus peculiaridades y defectos y los sus rasgos de personalidad.
En cuanto a los respaldos de la sillería, se encontraban decorados con flores de lis, esto no constituía un homenaje a la monarquía francesa, sino a la madre de Dios, a quien la catedral ha estado siempre dedicada. La flor de lis es de hecho la flor mariana por excelencia, se cuentan por lo menos dos mil doscientos lirios, repartidos por todos los respaldos. Durante la Revolución, fueron quemadas. De 1949 a 1952, el escultor Léon Lamotte de Amiens las reconstruyó.
Por último los doseles o pináculos de los sitiales, algunos de los cuales llegan a más de 13,5 metros de altura, están hechos de follaje entrelazado alternado con pequeñas figuras. Fue en esta destreza de la filigrana de madera de los artesanos de la época, donde se manifestó el punto más alto de su maestría. De esta obra, la cuenta de gastos del capítulo se ha conservado. Se pagó 9498 libras, 11 sueldos y 3 denarios.

#### El coro barroco

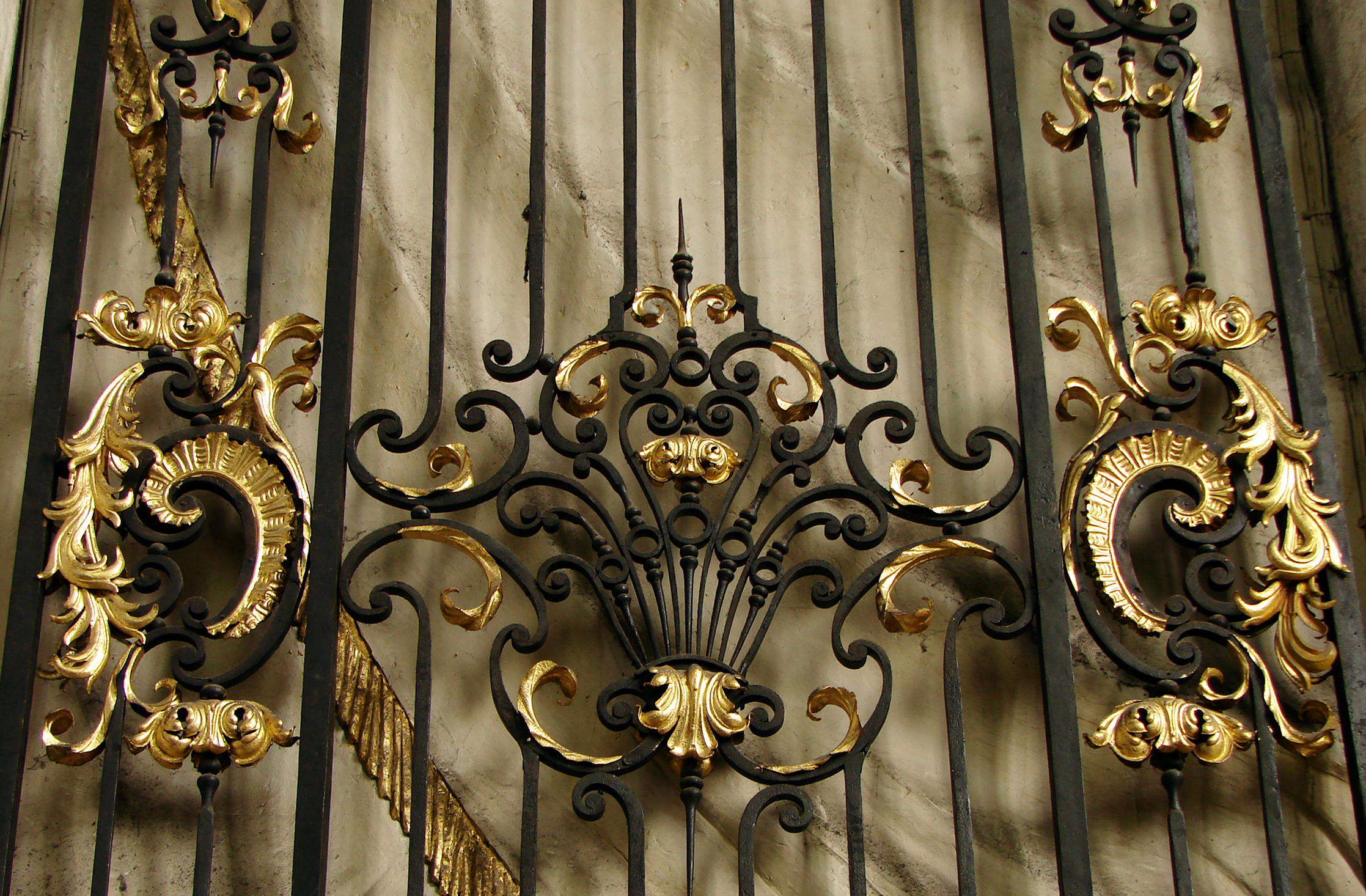
Detalle de la reja del coro

En el siglo XVI, el decano Adrien de Hénencourt, rico mecenas encargó al escultor Antoine Ancquier un muro macizo de piedra para rodear y aislar el coro. El propósito de esta operación era múltiple, por un lado, aislar el capítulo catedralicio y sus sitiales del ruido hecho por los peregrinos desfilando alrededor del deambulatorio del coro, que molestaba en gran medida a los canónigos. Por otra parte, la cerca debía tener un aspecto educativo religioso para estos peregrinos. Para esto debía implicar el cierre con una serie de escenas talladas y policromadas explicando la vida de los santos. Por último, también el propósito era para que tuviera la construcción una estructura capaz de reunir las tumbas de hombres ilustres relacionados con la catedral. La valla fue completada en 1530.
Durante el mandato del obispo Louis-François-Gabriel d'Orleans de la Motte entre 1734 y 1774, se realizaron numerosos cambios en la decoración del coro hacia el nuevo arte barroco, el muro de pìedra que lo rodeaba fue destruido en 1755 y sustituido por una reja de hierro forjado diseñada por Michel-Ange Slodtz y realizada por Jean Veyren, esta reja de protección del coro es una obra maestra que está más próxima de la orfebrería que de la herrería. Al nivel del crucero del transepto, la gran reja tiene su puerta principal a la sillería del coro y tiene las estatuas de San Vicente de Paúl en el lado izquierdo y a la derecha la de San Carlos Borromeo.

## Reliquias de San Juan Bautista

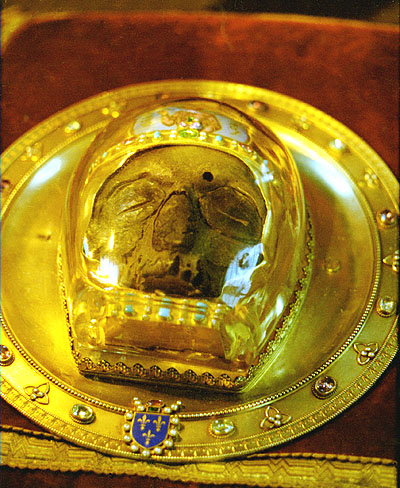
Relicario del cráneo presumible de san Juan Bautista

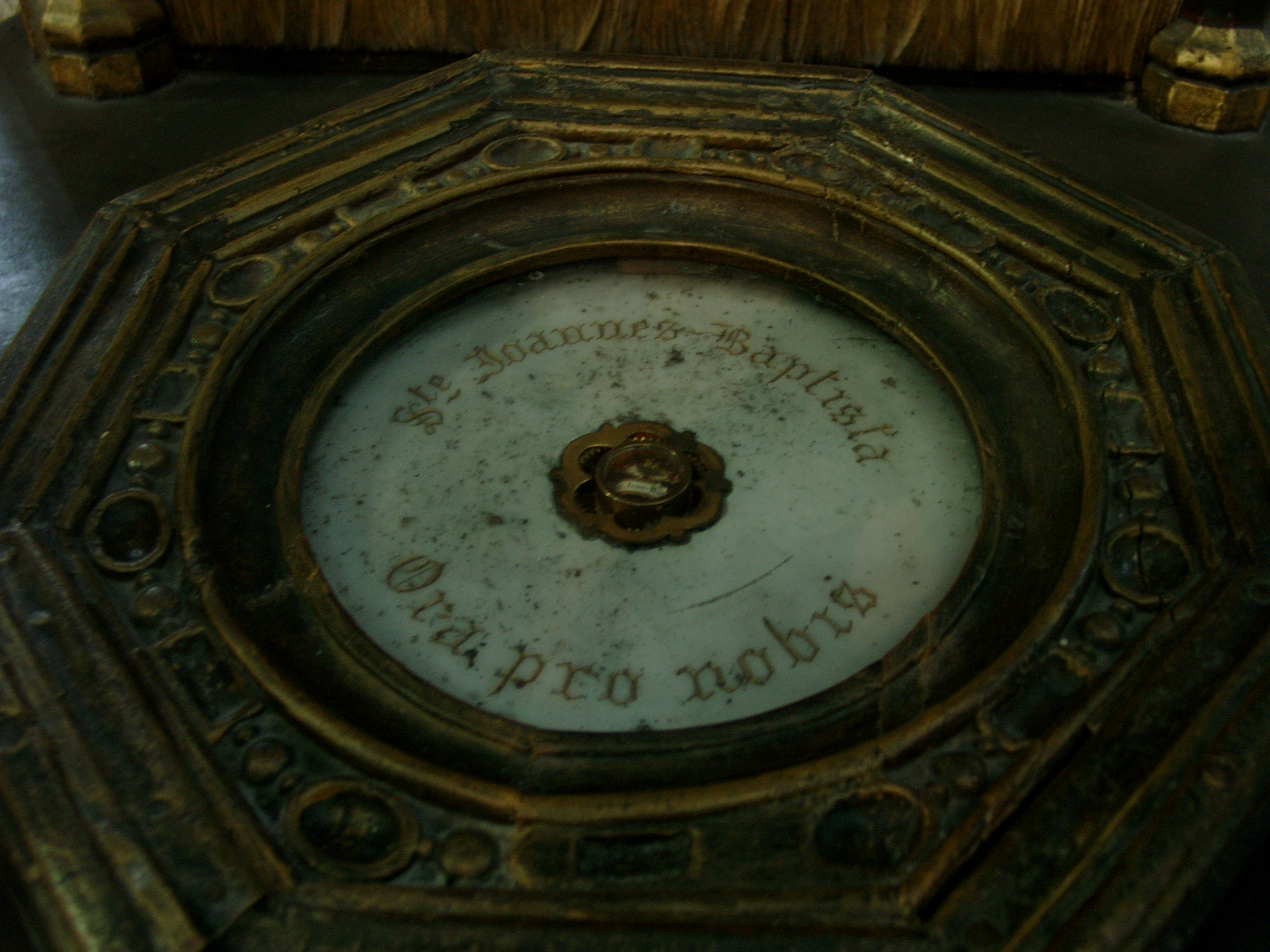
Astilla de un hueso de cráneo que se presume que perteneció a san Juan Bautista

La catedral conserva, entre otras, dos reliquias pertenecientes presumiblemente a san Juan Bautista, que hizo que el templo se convirtiese en la Edad Media en uno de los puntos más importantes de peregrinación de Europa.
Una reliquia consiste en un trozo de astilla del hueso del cráneo, que se presume que perteneció a san Juan Bautista. Se presenta a través de una ventana, en un relicario de madera con vidrio, en el crucero norte.
La parte frontal de un cráneo —salvado de la destrucción que se produjo durante la Revolución francesa— se conserva en la sala del tesoro de la catedral, cerca de la sacristía. Está considerada como de san Juan, creencia reforzada porque a este cráneo le falta exactamente el trozo de astilla de la misma medida de la que se presenta como reliquia del santo en el crucero de la catedral. Este cráneo fue traído desde Constantinopla en el año 1206 durante la Cuarta cruzada por un canónigo de Picquigny, Wallon de Sarton. La reliquia es de la parte anterior del cráneo, mientras que la parte posterior del cráneo de san Juan, también proveniente del mismo lugar —Constantinopla—, se conserva en la Sainte Chapelle, . El relicario consta de una parte de cristal de roca del siglo XIII y la otra parte es una pieza de orfebrería reconstruida en el siglo XIX y realizada por el joyero parisino Rusand-Placide Poussielgue, basado en el trabajo anterior del siglo XVII y que había sido destruido durante la Revolución.